# 加悦谷祭
加悦谷祭（かやだにまつり）は、京都府与謝郡与謝野町の旧加悦町および野田川町をさして加悦谷と称する地域一帯の神社の例祭で、毎年4月最終週の土日に各々の地区で開催される。与謝野町最大規模の春の例祭である。かつては神社ごとに異なる日に行われていた祭礼を、1887年（明治20年）頃から加悦天満宮の例祭日に日程をあわせて行うようになった。
「カマド清め」と称される神楽の渡御を中心とし、太刀振り（たちふり）、子ども屋台とも称される太鼓屋台や芸屋台など、各地区で特色の異なる芸能が各々の区内を巡行する。
2019年（平成31年）時点で加悦谷祭を構成する16地区38神社の例祭のうち、旧加悦町後野地区の愛宕神社の屋台行事は、府登録無形民俗文化財となっている。

## 地理
加悦谷（かやだに）は、四方を山地に囲まれた二級河川・野田川の扇状地一帯の地域を示す地名で、行政区域では京都府与謝郡与謝野町の旧加悦町と野田川町を示す。丹後半島の付け根の内陸部にあたり、北部で東西に広がる五角形のような地域の中央を、周辺の江笠山、赤石岳、千丈ヶ岳などから水を集める野田川が流れる。加悦谷の最上流部である与謝地区から、ほぼ中央部の加悦地区までの約4キロメートルは、標高80メートルから10メートルまで北に向かって下る幅500メートル前後の傾斜地であり、残る北半分は幅1 - 1.5キロメートルの平坦な盆地状の地形となっている。また、支流の奥山川、香河川、岩屋川の流域には小さな扇状地性の低地もみられる。
日本の山陰型気候区の東部にあたり、冬に雨量が多く、豪雪地帯に含まれるが、沿岸部に比べるとごくわずかにではあるが気温が低く、降水量は少なめである。しかし裏日本的な気候に変わりなく、年間を通して曇天が多く、春の3月 - 5月以外は湿度が80パーセントを超える。この湿度の高さが、乾燥に弱い絹織物には最適な条件であり、古くから農耕と機業の兼業で生計を支えた。なかでも、1722年（享保7年）に後野村の商人・木綿屋六右衛門の手引きにより、加悦村の手米屋小右衛門、三河内村の山本屋佐兵衛が京からお召ちりめんの技術を習得し、丹後ちりめんを創織したことが加悦谷地域の発展におおきな影響を及ぼし、ほぼ同時期にちりめん創織に成功した峰山とならぶ丹後ちりめんの一大産地として、江戸中期から昭和中期にかけて繁栄した。

## 歴史
加悦谷祭は、五穀豊穣を願う春の例祭である。発祥は明らかではないが、各地区の文献に残る複数の記録から、江戸時代中期の天明（1782年 - 1788年）から寛政（1789年 - 1801年）年間にかけて、丹後ちりめんを通じて人の往来があった京都の祇園祭などから都市的な曳山行事が流入し、18世紀後半のちりめん好況により町が成熟した証として発展したと考えられている。祇園祭を模した華麗な2階造りの芸舞台をもつ屋台は、加悦と後野に4台、算所に2台、明石と金屋に1台ある。
かつては集落ごと、または神社ごとに春や秋に行われていた各々の祭礼を、1887年（明治20年）頃に加悦の天満神社の天神祭の例祭にあわせて4月25日に統一し、前後を含む3日間としたのが、現在の加悦谷祭の原型である。おもな祭礼行事は24,25日の2日間で行われ、この日は地区内の事業所や小中学校が休業し、一家総出で祭礼を担った。例祭日の統一は、各村でばらばらに祭礼を執り行うのはお互いに親戚知人を呼び合うので費用もかさむことから、同日に行い、互いに経費節減を図ることを申し合わせた結果であるという。
ちりめんの好況を反映した祭礼行列は壮麗なもので、1933年（昭和8年）に当地を訪れた歌人・吉井勇（当時47歳）は、「縮緬の 祭見に来と 書きおこす 丹後だよりも 待たれぬるかな」と詠み残している。
就労環境の変化に伴う担い手不足を解消するため、2001年（平成13年）以降は、4月最終の土曜日曜に行われている。前日の土曜日を「宵宮」、例祭当日を「本宮」あるいは「本祭り」と称するが、地区により土曜日のみ、あるいは、日曜日のみを祭日とする地区もある。
祭礼行事の多くは、現在も1889年（明治22年）の町村合併以前の旧村（地区）単位で執り行われている。

## 祭礼次第

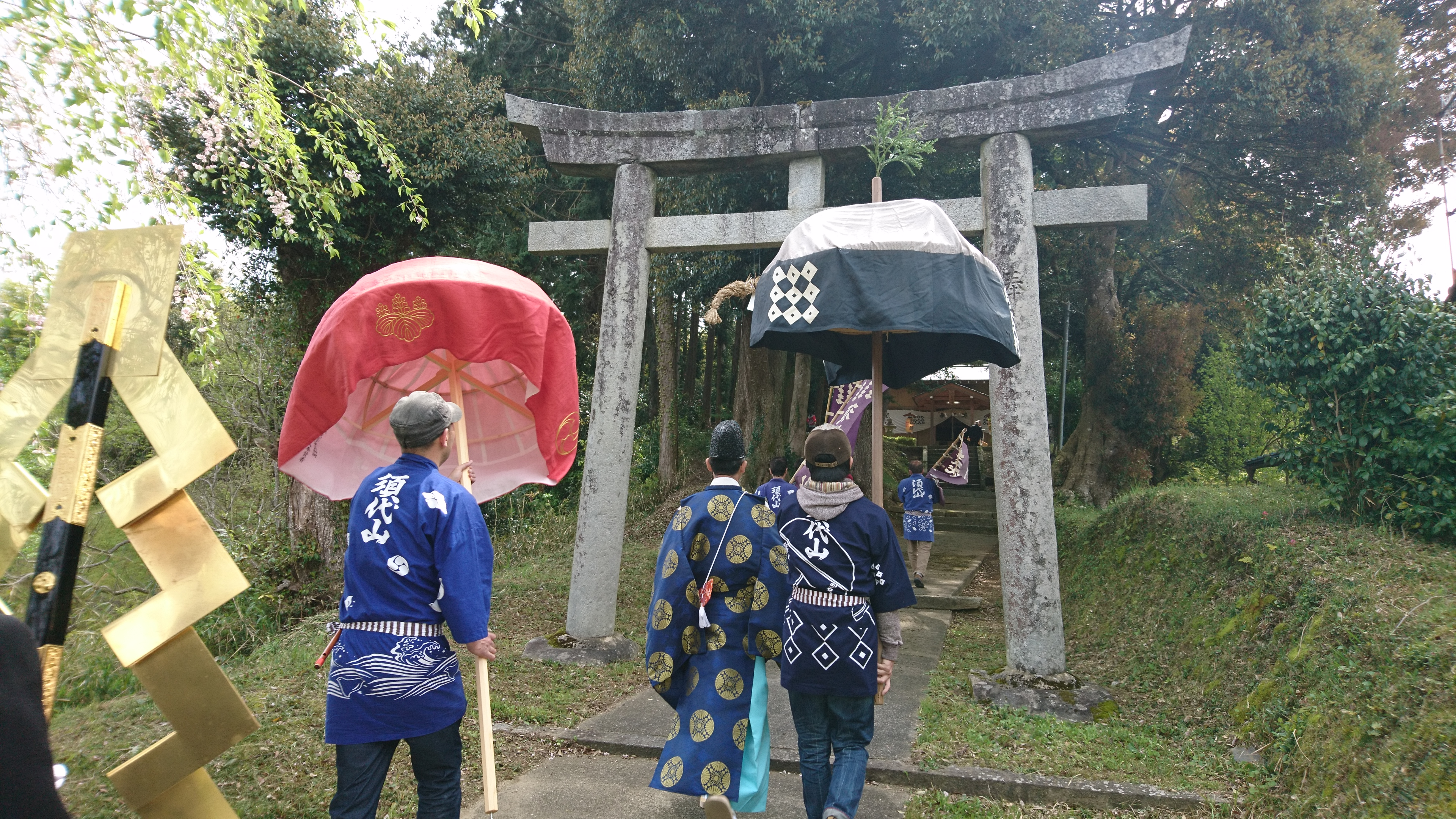
例祭に向かう神主（日吉神社）

宵宮または本宮、あるいは両日に、すべての氏神の神社で、それぞれ神職により祝詞があげられ、神事が執り行われる。
あわせて、神楽を有する地区では各地区内でカマドキヨメが行われる。地区により内容は異なるが、一般にカマドキヨメの舞は、五合舞と呼ばれる簡略化された神事で、宵宮の朝に氏神で奉納舞を納めた後、各戸をまわる。舞の種類は、花代の額や接待の有無などによって異なり、「五合舞」のほかに「一升舞」「二方舞」「四方舞」がある。カマドキヨメは忌中の家を除く全戸を対象とし、その年の祭の役員や地区総代などの特別な役割をもつ者の家で舞われる奉納舞は「役舞」、婚礼など祝い事のあった家や依頼された家で舞われる奉納舞は「所望舞」と呼ばれる。
神楽のほかに、地区により太刀振りや太鼓屋台も各々の区内を巡行し、氏神の神社などでは奉納の演舞を行う。巡行では、戸数の少ない小規模な地区では、太鼓屋台も全戸で囃子を納めて花代を集め、接待を受けるが、比較的大きな地区では道行きながら囃子を続け、公民館など限られた場所でのみ奉納と接待を行う。花代は祝儀袋に入れた現金だが、児童のためのお菓子や囃子方への酒なども加わり、これらは祭りの最後にすべてまとめ、均等に配分される。
神楽や太鼓屋台などの芸の披露を受けるにあたり、各戸が供える花代の額は各地区で慣例的な相場があり、公には記録されていないことが多いが、金屋区では、神楽の「一升舞」は21世紀初頭においては現金3,500円以上、「二方舞」は振舞いを行うかお供えを上乗せすると記録されている。
これら神楽や屋台の巡行は、多くは各区内の隣組を中心に組織されており、およそすべての地区で、小学生以上大人までのすべての町民がなんらかの役を担う。（詳細は#（旧）加悦町地域の祭礼行事、#（旧）野田川町地域の祭礼行事を参照。）

## 加悦谷の芸能

### 神楽

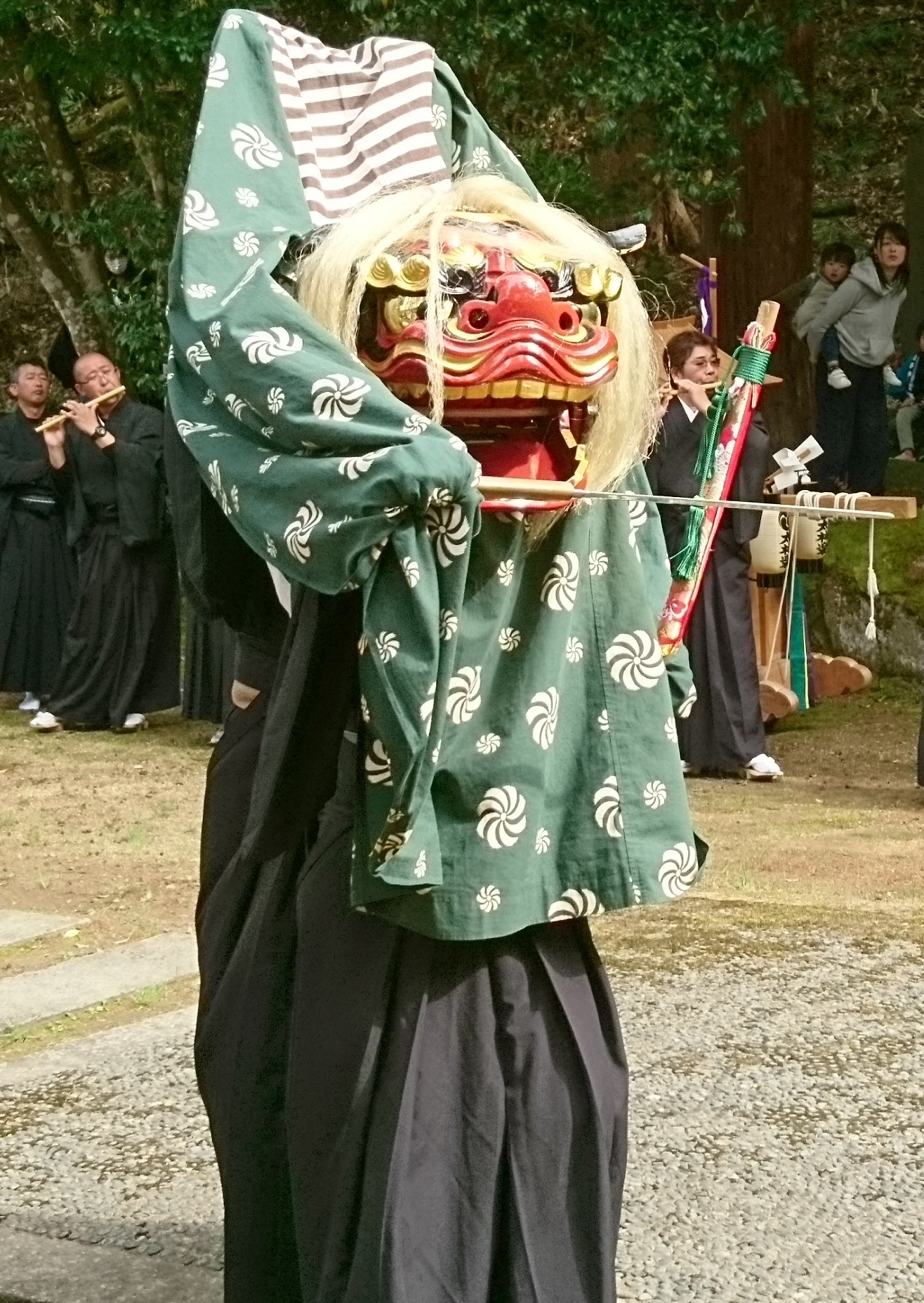
岩屋の獅子神楽

伊勢太神楽系の獅子神楽を主流とし、ほぼすべての地区に伝わる。由来は定かではないが、加悦の天満神社には1761年（宝暦11年）の「大かぐら覚え書帳」の記録が残り、江戸時代の流行をいまに伝えるものとみられる。
舞の種類は、「剣の舞」、「鈴の舞」、「乱獅子の舞（怒りの舞）」の神事を中心とする四方舞が基本である。太鼓、締め太鼓、笛の囃子で獅子を舞わせる。2人がかりで操る獅子のみで舞う地区もあれば、四辻の八幡神社、幾地の深田神社、岩屋の阿知江𡶌部神社のように、天狗付きの舞が継承されている地区もある。
加悦谷祭では、祠を納めた荷長持を担う数名から十数名の一団が神事を担う祭司に従い、氏神とする神社で奉納される芸能の先触れを担う。あるいは地区内の家々を巡って、「カマド清め」を行う。近年は「竈」がなくなったので、「門（玄関）」を清めるの意で「オカドキヨメ」と呼ぶ地域もある。「カマド清め」の舞は、加悦奥区では剣を用いるが、後野区では鈴と御幣を用いるなど、地区により異なる。
また、柴神社など、与謝区の氏子に継承される神楽は、「練込（ねりこみ）」、「しょうがかり」、「花の舞」、「幣の舞」、「乱の舞」、「剣の舞」で構成される。獅子が華やかに舞い見応えのある獅子舞で、加悦谷地域では珍しいものとなっている。（後述）

### 太刀振り

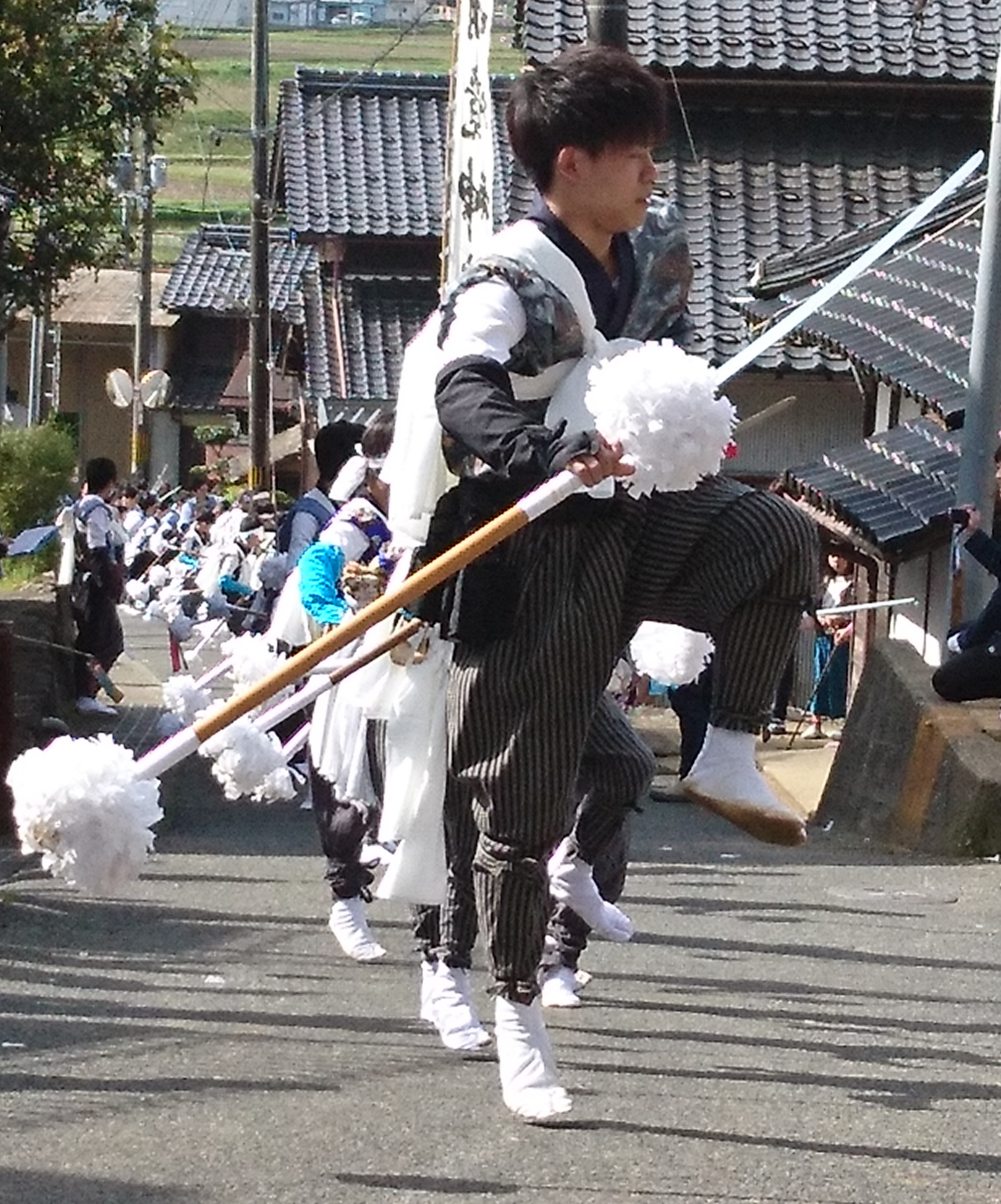
下山田地区の道振り

太刀振り（たちふり）は京都府北部を代表する芸能のひとつで、構成から大きく3系統に分類される。俗に「丹後型」と称される太刀振りは、宮津市の籠神社を中心に加悦谷地域をはじめ丹後半島一帯に広く分布するもので、同じ技を一斉に演じる群舞に特徴がある。これを、「大太刀」といい、多くは笹囃子とともに奉じられる。
もっとも古い太刀振りは、室町時代からと伝えられる矢田部神社（旧野田川町石川区大宮）の奉納の太刀振りがあり、記録に残るところでは大宮神社（旧野田川町石川区大宮）の享保年間の記録「石川村明神祭礼之次第」に、「太刀振り二十人」と記載される。このほかに丹後地方の記録に残る太刀振りはみられないが、近世にはいくつかの村落に定着していたものと考えられている。石川区と野田川を挟んで対岸に位置する山田区の太刀振りは、山田区を代表する芸能とされているがその歴史は比較的浅く、大正時代に伝承されたものである。
太刀振りの衣装は、たっつけ袴、手甲、白足袋、鉢巻、白襷の着物姿が伝統の装束であるが、上山田地区だけは赤い襷をかける。
囃子方は、屋台の楽太鼓と締太鼓、横笛、掛け声などを組み合わせたもので、それらの拍子にあわせて振る太刀の長さは、約2メートル。地区内の巡行や神社への参詣で、舞いながら1歩ずつ進む「道振り」、いわゆる奉納舞である「宮振り」など、いくつかの型がある。

## 指定または登録文化財
- 後野の屋台行事（後野地区）- 京都府登録無形民俗文化財[注 6][29]
- 大命神社の笹ばやし（石川の高津地区、川上地区、上地地区の一部） - 与謝野町指定無形民俗文化財[19]

このほか、2019年現在は別日に行われるが、明治中期から1990年（平成2年）までは加悦谷祭の一部であった倭文神社の祭礼三河内曳山祭も、「三河内の曳山行事」として京都府登録無形民俗文化財となっている。
また、「後野の屋台行事」と「三河内曳山行事」は、それぞれ日本遺産「丹後ちりめん回廊」の構成文化財にも数えられる。日本遺産「丹後ちりめん回廊」には、天満神社の祭礼「加悦・算所の屋台行事」も含まれている。

## （旧）加悦町地域の祭礼行事

### 加悦（かや）・算所（さんじょ）
ちりめん街道に所在する天満神社を氏神とする。天満神社は、丹波道主の子孫とされる細目倉彦が菅原道真に仕え、道真が大宰府に配流された後に丹後に戻り、中郡二箇に天神社を建てて道真を祀ったことを発祥とする。のちに四辻の天神ヶ丘に移され、さらに1328年（嘉暦3年）に加悦の宮野の森に移り、1586年（天正14年）に安良山城主有吉将監らによって現在地に奉遷された。加悦町域を見下ろす天神山の山頂一帯を境内とし、一帯が府によって「天満神社文化財環境保全地区」に指定されている。
加悦谷祭では、両日とも神輿や芸屋台が午後から区内を巡行し、宵宮は天満神社から算所にある御旅所まで、本宮では御旅所から天満神社までを巡行する「神幸祭」「還幸祭」の形をとる。本宮では、例年15時30分頃に旧加悦町役場前に神輿、神楽、芸屋台がすべて一堂に会する。

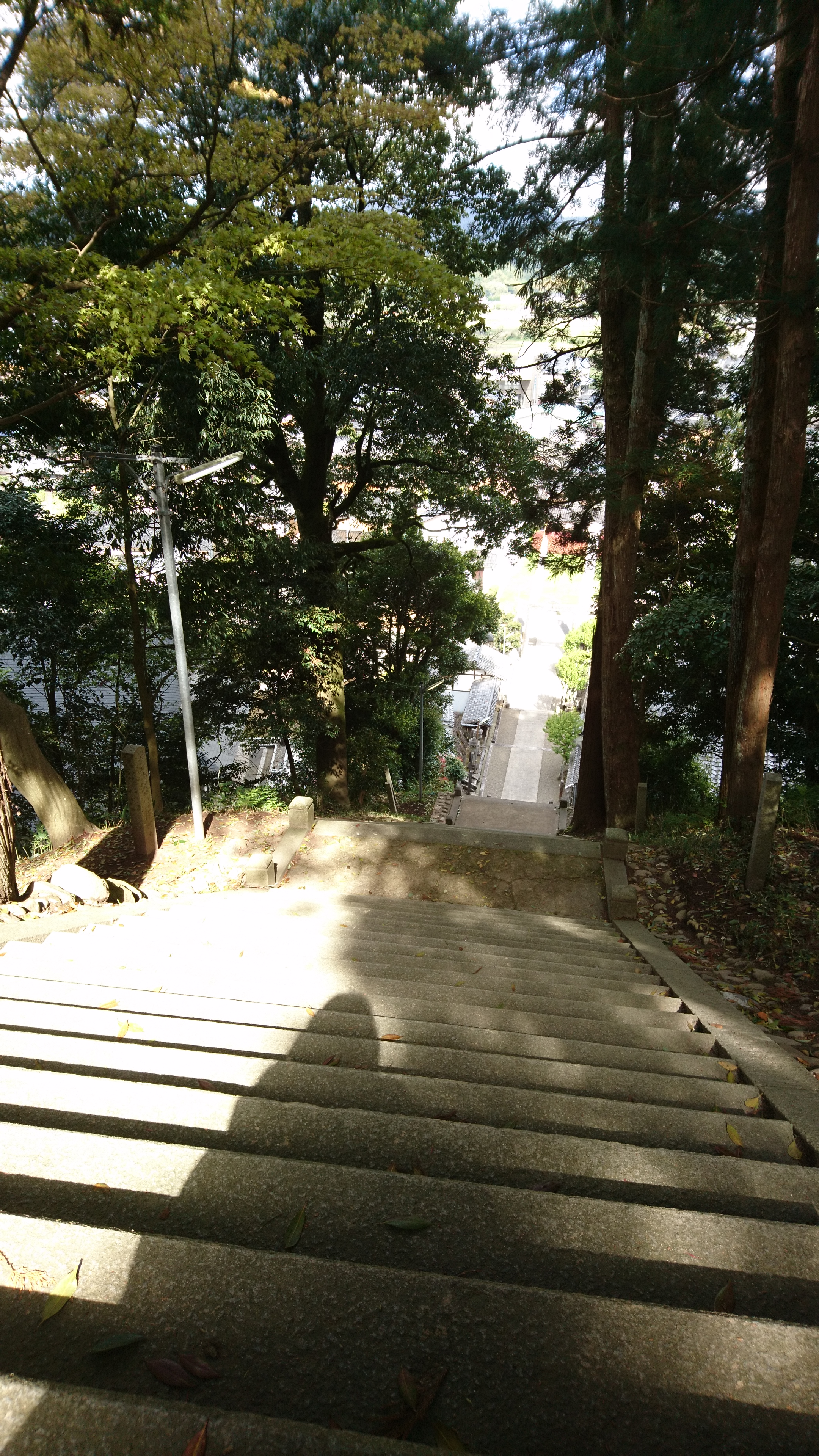
神輿の昇降が見所とされる137段の急階段

祭礼の中核は神輿で、神社に残る古い神輿の底板には、1762年（宝暦12年）に京の二条通堺町角の職人の作による神輿が寄進された旨が記されている。神輿が137段の急傾斜の石段を昇り降りする神事は、加悦谷地域のなかでもとくに知られたもので、巡行路は後年に拓かれた幹線道路ではなく、近世初期に整備されたと推定される旧街道に沿って、細い道を幾度も折れ曲がる複雑な行路をとり、祭が誕生した江戸時代の面影を残している。

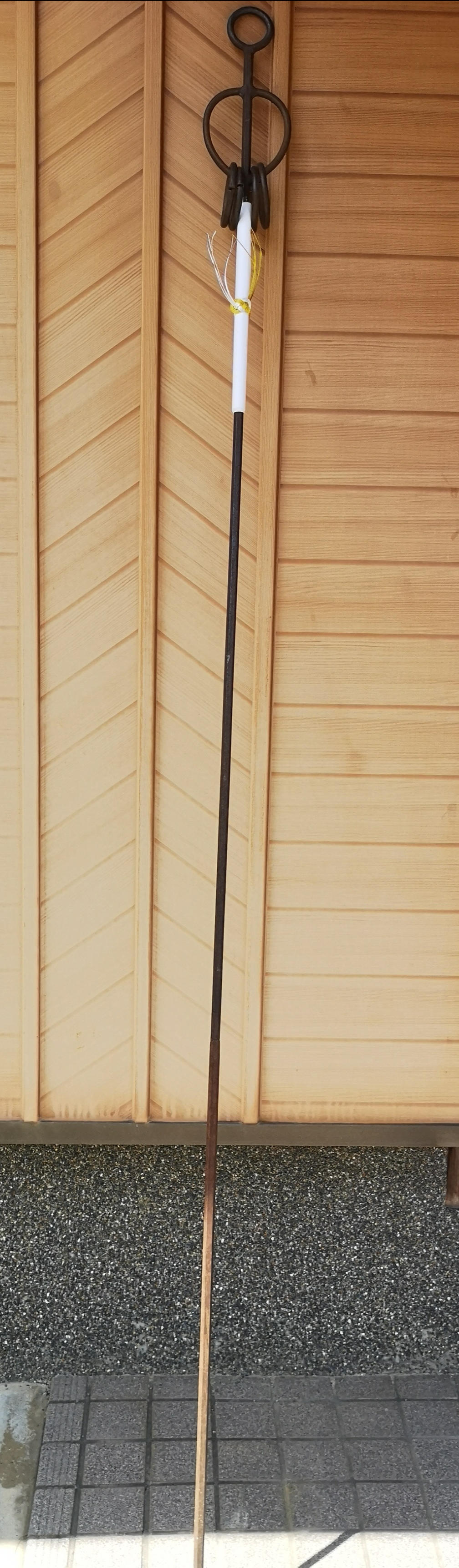
チリリン棒（2023年）

祭礼行列では、チリリン棒が先頭を務める。チリリン棒とは、引きずって歩くことで音を出す鉄の杖のことで、かつてはチリリン棒がわずかでも波打てば、行列もそれに従って波打って歩かねばならないとされていた。
チリリン棒の後には、各町が1本ずつ出す幟（ノボリ）が続く。加悦区、算所区で各5本あわせて10本の幟は、行列が止まっているときには民家に立てかけておかれることが多いが、その際には算所・加悦の町の位置する通りに並べると定められている。御旅所に向かう宵宮では算所区が先になり、天満神社に戻る本宮では加悦区が先となる決まりで、神主とともに歩く地区総代も宵宮では算所区総代が先を歩き、本宮では加悦区総代が先を歩くなど、一貫した決まりがある。その理由は、宵宮では算所の人々が神を案内して早く連れていくためで、本宮では加悦の人々が早く神を連れ帰りたいがためであるという。
幟の後には、神楽、太鼓、神社役員、町内役員が続く。神楽は2班あり、獅子頭を屋台に納めて巡行行列に加わる班とは別に、1班は「カマド清め」や「所望舞」、役員の自宅などでの「役舞」に家々を巡り、御旅所や天満神社などに巡行が到着して奉納が行われるときにのみ合流する。また、同じ頃、算所では芸屋台が家々を巡って囃子を披露する。
祭礼行列に参加する獅子頭は雌で、後から来る神輿に乗る男神が早く来るように誘うという。天満神社は菅原道真を祀ることから男性神の社とされ、この祭礼行列には男性神を惹きつけようとする要素が随所にみられる。神輿の先導を担う2人が持つトッケツは、丸太の先に大きな鈴を付けたもので、この鈴が女性を意味する。神輿が停まる予定地にはあらかじめ四角錐の砂山に御幣のついた榊が刺し置かれ、トッケツはこの山を崩すように丸太を突き立てて大きく振り、音を出して神輿を呼ぶ。神輿が停まる予定地を神輿御旅といい、神社の前や町の境目や比較的大きな商家などがあった場所10カ所程度が定められ、仮に空き地となってもその場所は変わらず、新たに越してきた住民が神輿御旅も引き継ぐ。トッケツは、神輿御旅に来ると音を鳴らして神輿を呼び、神輿が到着しようかという頃に次の神輿御旅に向かう。神輿御旅となっている家では、家人が玄関先で神輿を出迎え、神酒を供え、神主が祝詞をあげている間に、神輿の担ぎ手に酒食を振る舞い、労をねぎらう。
2019年（平成31年）の祭礼行列では、神主、神社役員、町内役員、神楽、神輿3基、屋台3基が巡行し、数年に1度のみ巡行する下之町の子ども芸屋台「稲荷山」では、約50名が囃子方と引手を分担した。
祭事の担当地区、団体は以下の通り。
- 神輿渡御 - 加悦区、算所区
- 神楽舞（二頭舞） - 加悦神楽保存会

かつては加悦区橋本町が神楽組を担った。橋本町独自の芸能だったが後継者不足で断絶し、その後、加悦区全体で有志を募り再興したものである。
「ツルギ（剣）」「スズ（鈴）」「ランシ（乱獅子）」の3曲があり、それぞれを組み合わせた舞を行う。
- 囃子屋台「三輪山」巡行 - 加悦区上之町
- 子ども芸屋台「稲荷山」巡行 - 加悦区下之町（老朽化のため毎年は巡行せず、おおむね3年に1度のみ巡行参加する[16]。）
- 子ども芸屋台「岩戸山」巡行 - 加悦区花組　（老朽化のため毎年は巡行せず、2019年は休業[38]。）
- 子ども芸屋台「蛭子山」巡行 - 加悦区中市　（老朽化のため毎年は巡行せず、2019年は休業[38]。）
- 子ども屋台 - 算所区[16]
- 囃子屋台「天神山」巡行 - 算所区[注 13]

昭和期に一時途絶え、楽譜もなかったため、1987年（昭和62年）に後野など他地区から録音テープを借りるなどして不明な部分を補い、復活した。笛・三味線・太鼓・鉦で奏でられる囃子が10曲あり、うち元から算所区に伝わっていたのは4曲である。2019年現在の屋台は、1896年（明治29年）に製作され、芸を行う替わりに御神体の天神人形を載せて巡行し、巡行を行わない年は、御神体は算所公会堂に飾られる。これを町飾りと称し、芸屋台が巡行しない他の町でも、それぞれの町内の通りに面した民家の一室に、通りから見えるように御神体を飾る。
芸屋台には、かつては後野地区と同様に子ども歌舞伎があったと伝えられる。地元の子どもらによる子ども歌舞伎であったという説のほか、福知山から子ども歌舞伎を購入していたという説がある。子ども役者を購入していたのは加悦区で芸屋台をもつ4町すべてで、1959年(昭和34年）または1960年（昭和35年）頃までとみられる。
 ウィキメディア・コモンズには、天満神社（加悦天満宮）に関するカテゴリがあります。

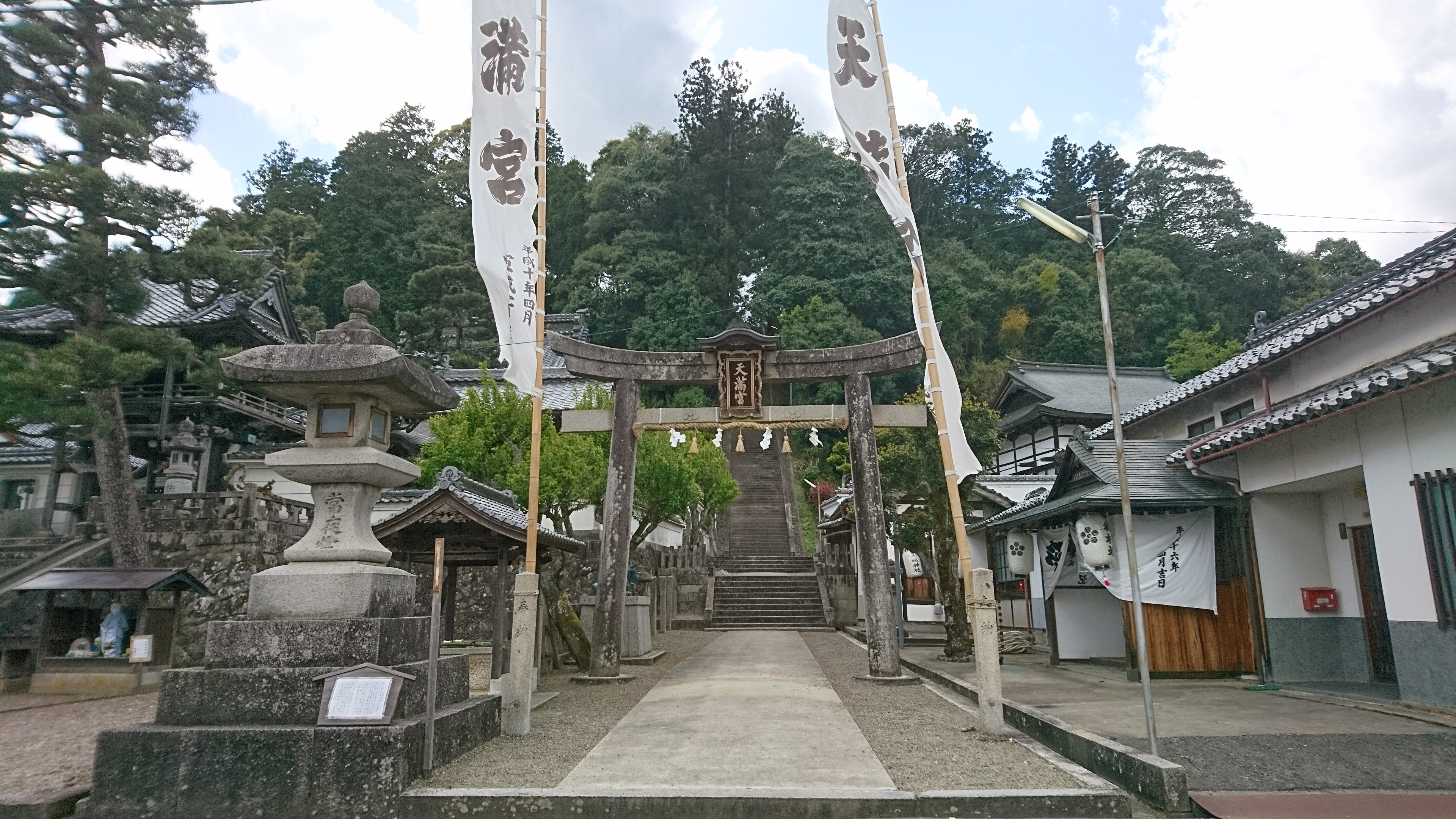
祭礼期間中、幟が立った神社前
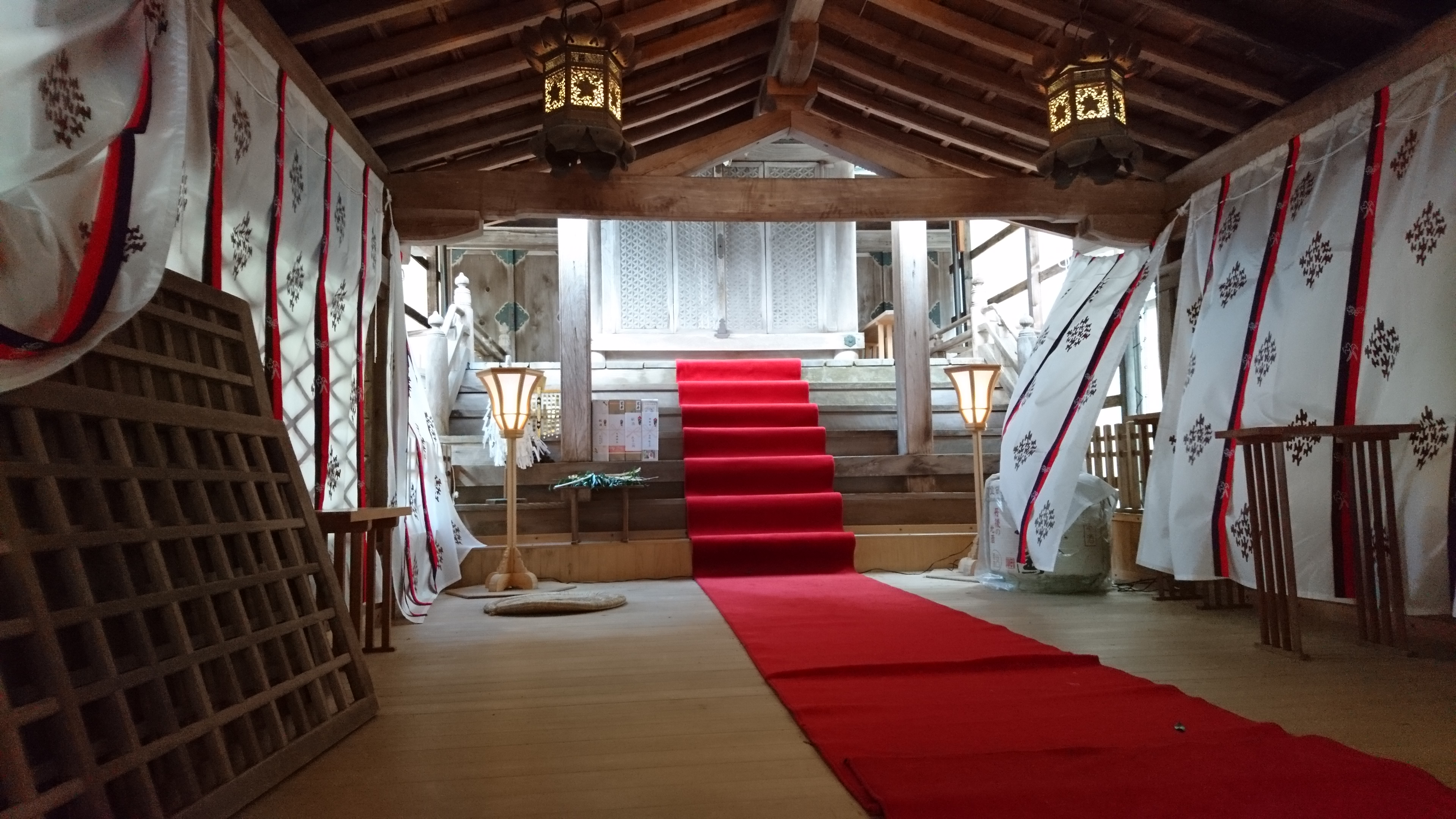
天満神社拝殿より本殿を臨む（2019年4月27日）
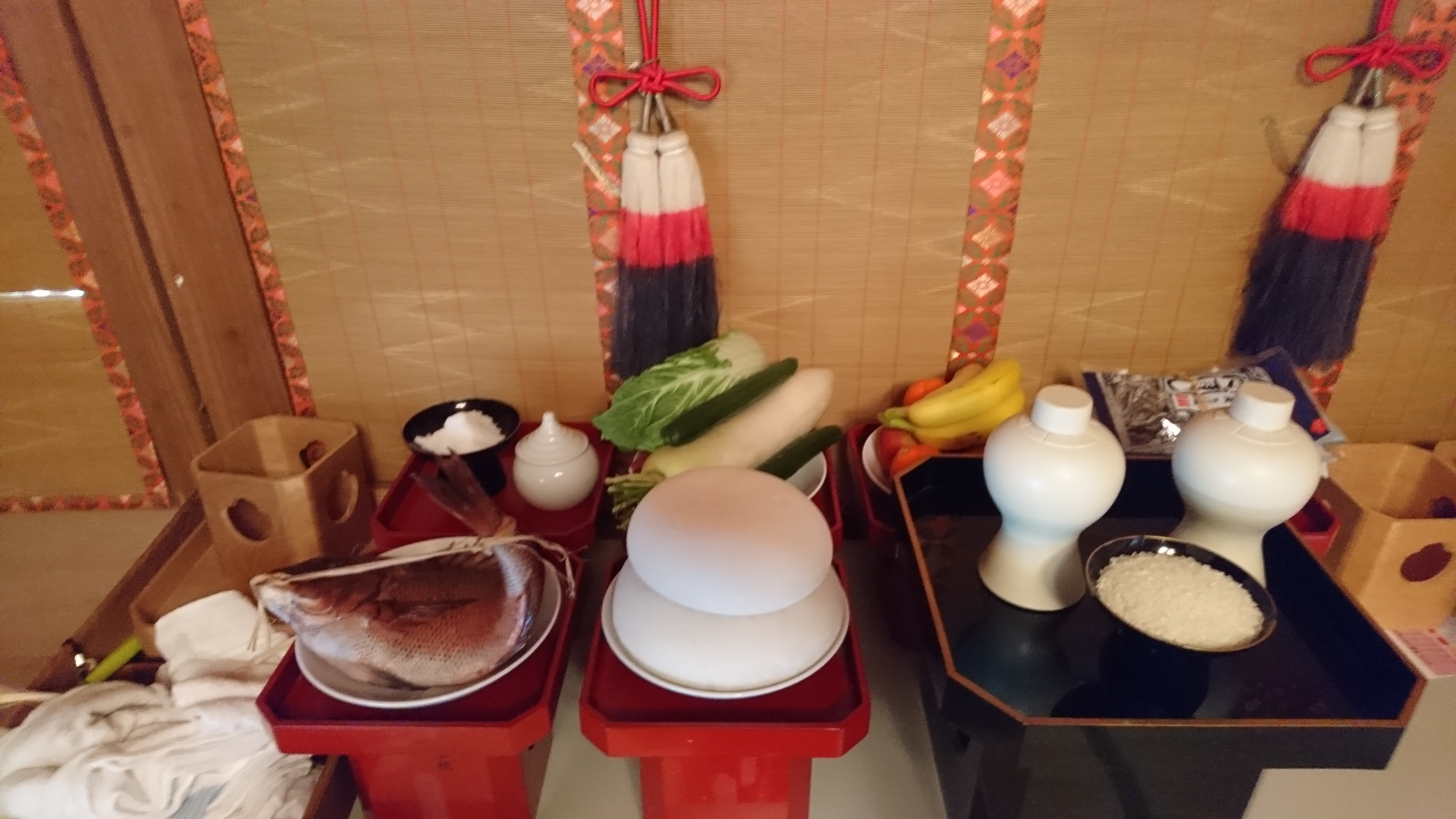
加悦谷祭 供物
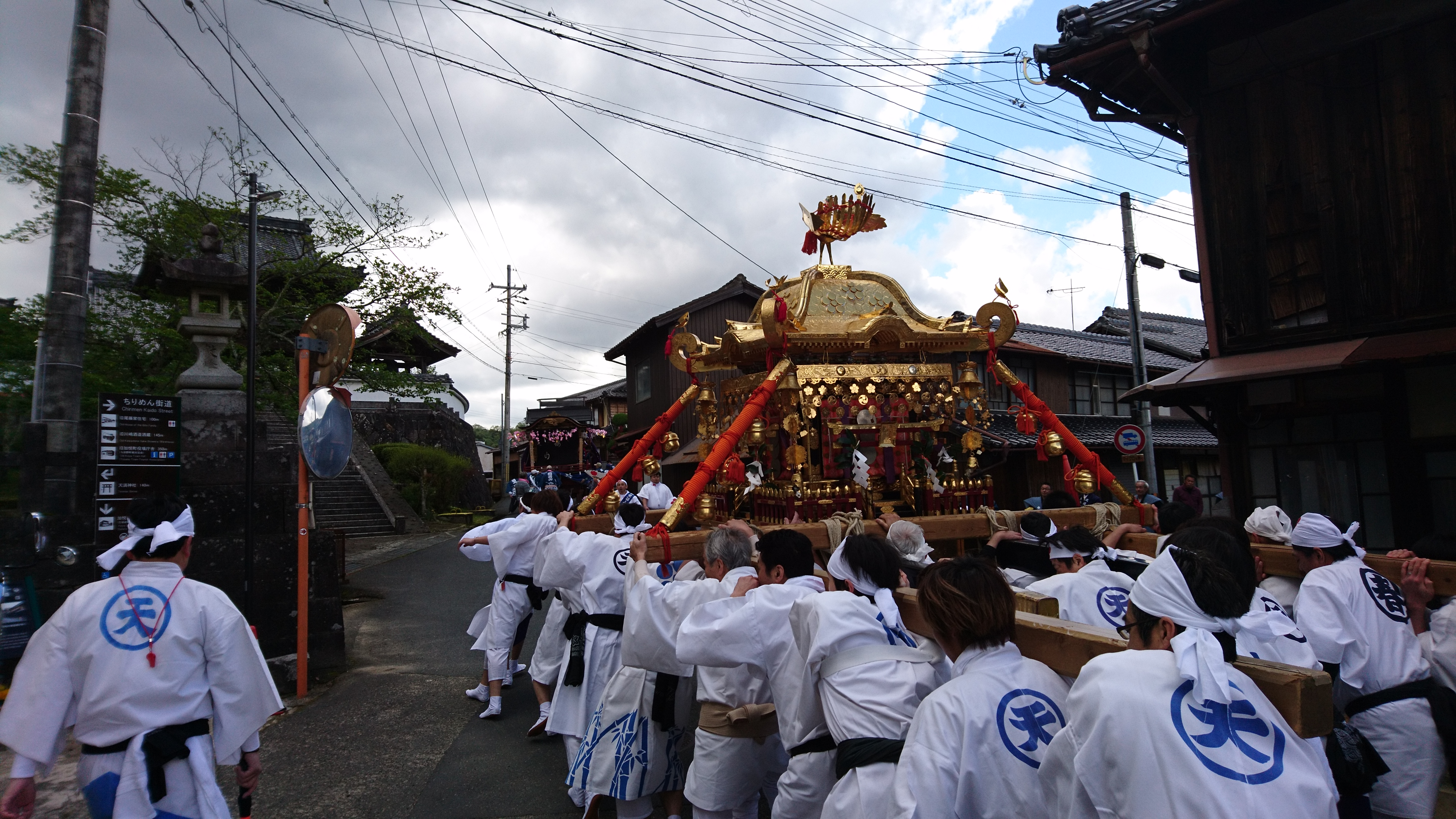
神輿渡御
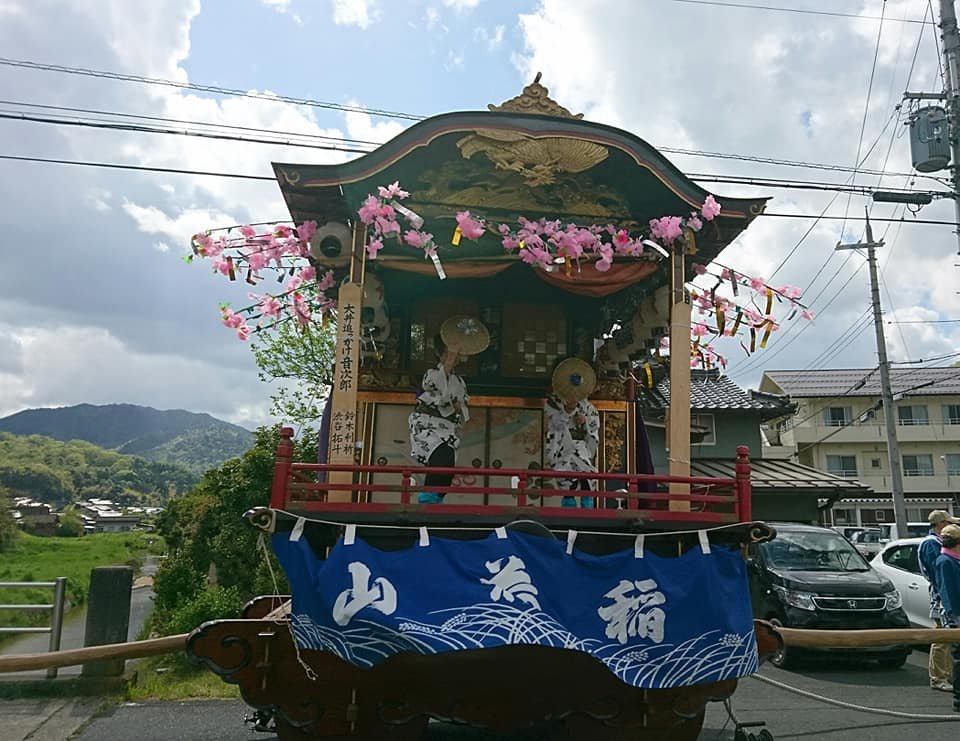
子ども芸屋台「稲荷山」
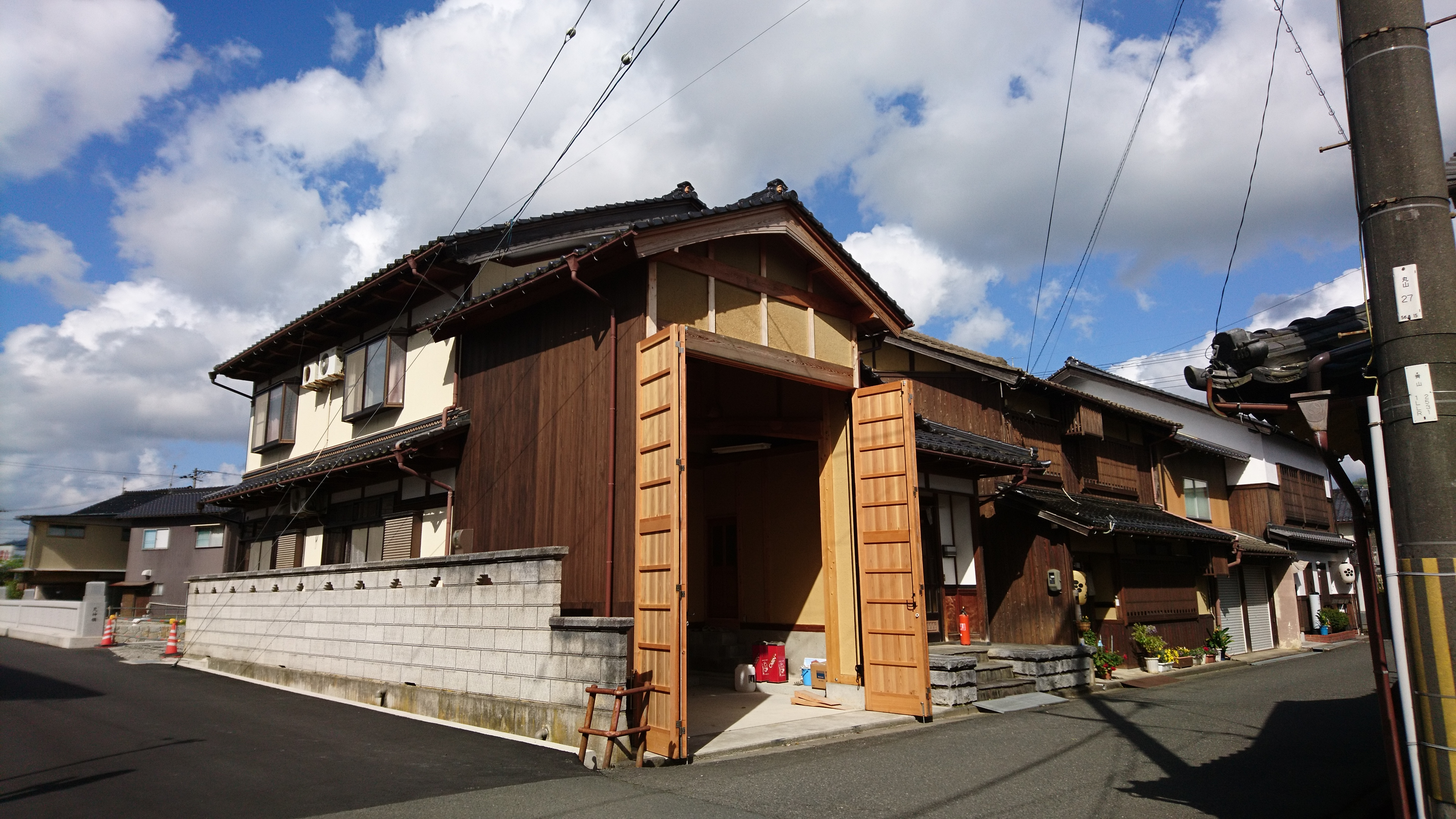
出庫後の芸屋台車庫

### 加悦奥（かやおく）
加悦奥区は、峠を境に兵庫県出石郡但東町と接する西部の狭隘な谷間の集落である。加悦奥川とその支流である有熊川沿いに展開し、七谷神社(しちや神社)、一宮神社、二宮神社の3社があり、3社の氏子合同で祭礼を行う。
火の神、水の神、風の神の3柱を祭神とする一宮神社の創建は古く、旧但馬街道に鎮座し、15世紀中頃の文明年間から江戸時代まで、旧暦8月28日に行われた例祭では府中一宮の籠神社まで神輿が渡御した。有熊川沿いの集落には祭礼の際に神輿を休ませる石があった「神輿田」と呼ばれる田があり、現在は石は田圃整備のため移動されたが、「神輿殿跡」として石の一部が残る。このため、当社は籠神社の元宮とも口伝される。氏子は、加悦奥区の西側の地域の住民である。
二宮神社は、文明年間に豊田原から現在地に遷座し、1844年（弘化元年）に日吉社を合祀した。慶応神社書上帖には祭神を大宮売命と記すが、伊邪那岐・伊邪那美の2柱を祀っている。氏子は、加悦奥区の東側の地域の住民である。
七谷神社は、もとは日蓮宗実相寺の前身である法光寺の跡地近くに所在した七面天女を祀った庵を発祥とする。江戸時代末期、七面大明神と称して神格化し、明治維新の後に七谷神社と号された。市杵島姫命を祭神とし、この神霊は15世紀中頃の文明年間に広島の厳島神社から分霊したと伝わる。御神体は1715年（正徳5年）に開眼され、社殿は1845年（弘化2年）3月に再建されている。氏子は、加悦奥区の全域に散る日蓮宗の檀家のみである。
加悦谷祭では、宵宮は、神楽は丸1日で全ての家々を巡って「カマド清め」と「所望舞」をおこなう。祭礼は、日付が変わってすぐの深夜0時から始まる。まず、上地区（上組）にある一宮神社で「剣の舞」を奉納し、剣に神をおろす。神を宿した剣で、各家々のカマド清めをおこなうための儀式で、奉納後は但東町との県境の加悦奥峠にある愛宕神社に向かい、愛宕神社下でも奉納舞を納めた後、上組の家々から順にカマド清めにまわる。おおむね深夜1時頃からまわり始めるため、迎える家々では電気を付けて玄関の鍵を開けておく。要望があれば庭などで所望舞を舞うが、この所要時間は1回30分程度であり、所望舞の後は酒食の接待を受ける。古くは、宮総代の家で朝食を摂るのが慣例となっていた。加悦奥区全戸をまわるため、神楽2班にわかれてまわっても夜までかかる。
子ども屋台は、宵宮は午後から夜に3社の子ども屋台がそれぞれに巡行する。上組の子ども屋台「稲荷山」では、巡行の開始は祭礼の責任者である「山長老」の自宅とされており、毎年異なるが、巡行路そのものは山長老宅を始点として、地区の奥の家からまわると定められている。屋台は各家を5分程度でまわり、挨拶をして花代を受け取るが、あらかじめ依頼しておいた「宿」と呼ばれる家では、主食が振る舞われ、15分程度休憩する。中組では、巡行路は地区の下の家からまわる下周りと、上の家からまわる上周りを1年ごとに交代し、「宿」には商家や役員宅や祝い事のあった家などにあらかじめ依頼しておく、。屋台が入っていくことができない細い通りに「宿」がある場合には、太鼓を屋台から降ろして「宿」の玄関先まで運び、笛と太鼓を披露する。下組では、巡行路は決まっており、屋台が寄る家は山長老、組長などの役員宅、会社経営者、祭礼に関わり世話になった家、祝い事のあった家などで、太鼓や笛を披露し、ときに酒食の接待を受ける。
本宮では、1942年から1943年（昭和16～17年）頃までは、傘鉾を先頭とし、3社の幟、太鼓、三味線、鉦に続いて屋台が巡行したが、戦時中に祭が途絶え、1952年（昭和27年）に復活した後に現在の形に変更された。神主、3社の総代、区長、神楽と屋台が行列となり、二宮神社、七谷神社、一宮神社の順に神事と神楽の奉納などの祭礼をしながら、巡行を行う。祭礼の数日前には各家に御幣が配られているが、家庭ではそれを神棚に祀っておき、本宮では各家がそれを神社に奉納する。喪中の家は鳥居をくぐれないので、代わりに奉納してもらう。
祭事の担当地区、団体は以下の通り。
- 神楽舞 - 加悦奥神楽保存会

伊勢神宮縁と伝わる男舞で、「カマド清め」の舞のほか、「剣の舞」「鈴の舞」「乱獅」の3曲を奉納舞や所望舞に舞うものとして伝える。保存会には高校卒業後の男子が35,36歳頃まで参加する。戦後の娯楽のない時代に、青年団が宮津市日ケ谷の落山地区から習い受けたもので、後に保存会に移行した。
- 太鼓屋台「稲荷山」巡行 - 上組
- 太鼓屋台「蛭子山」巡行 - 中組
- 太鼓屋台「春日山」巡行 - 下組

 ウィキメディア・コモンズには、一宮神社（加悦奥）に関するカテゴリがあります。
 ウィキメディア・コモンズには、七谷神社（加悦奥）に関するカテゴリがあります。
 ウィキメディア・コモンズには、二宮神社（加悦奥）に関するカテゴリがあります。

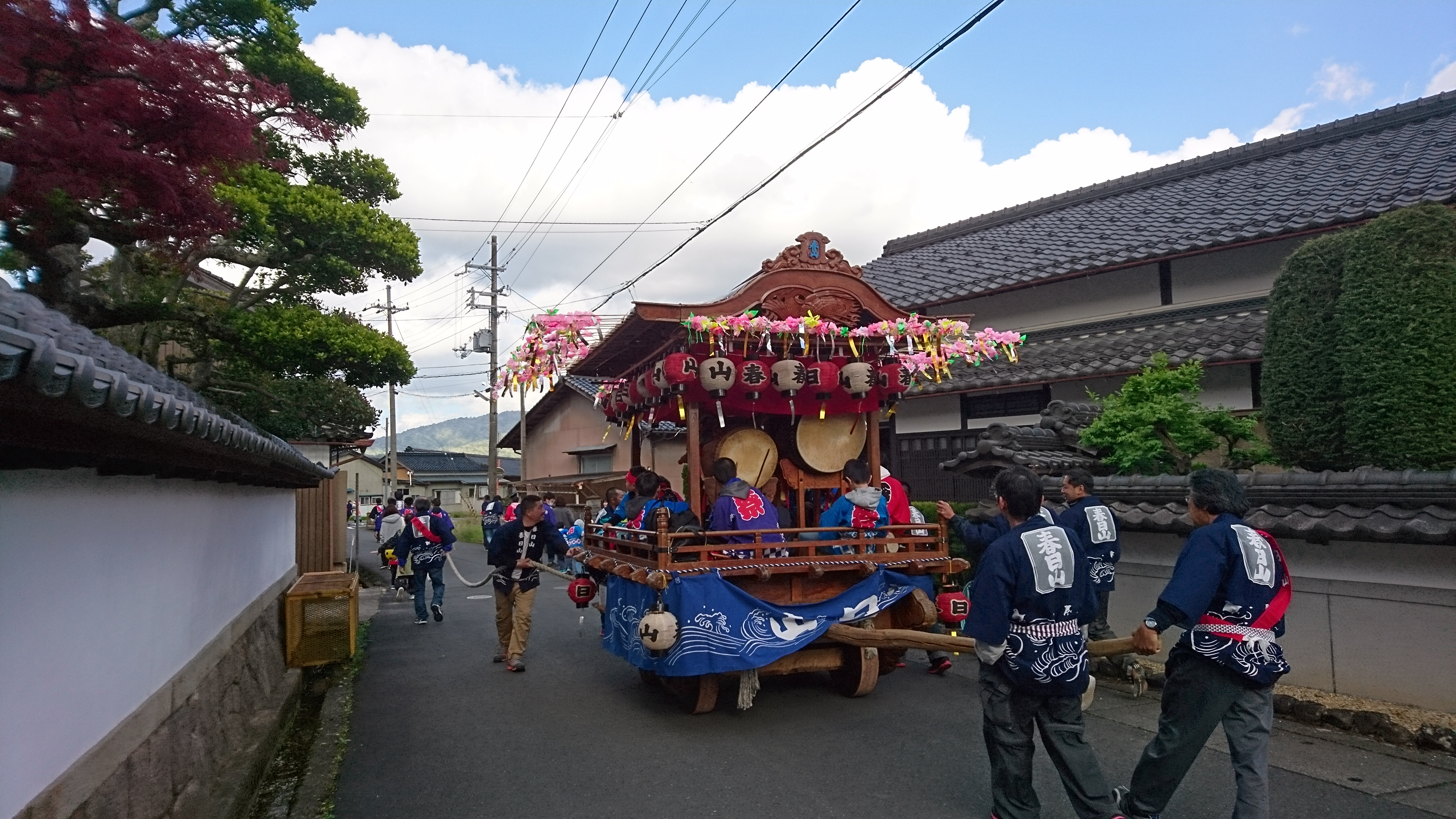
太鼓屋台「春日山」巡行
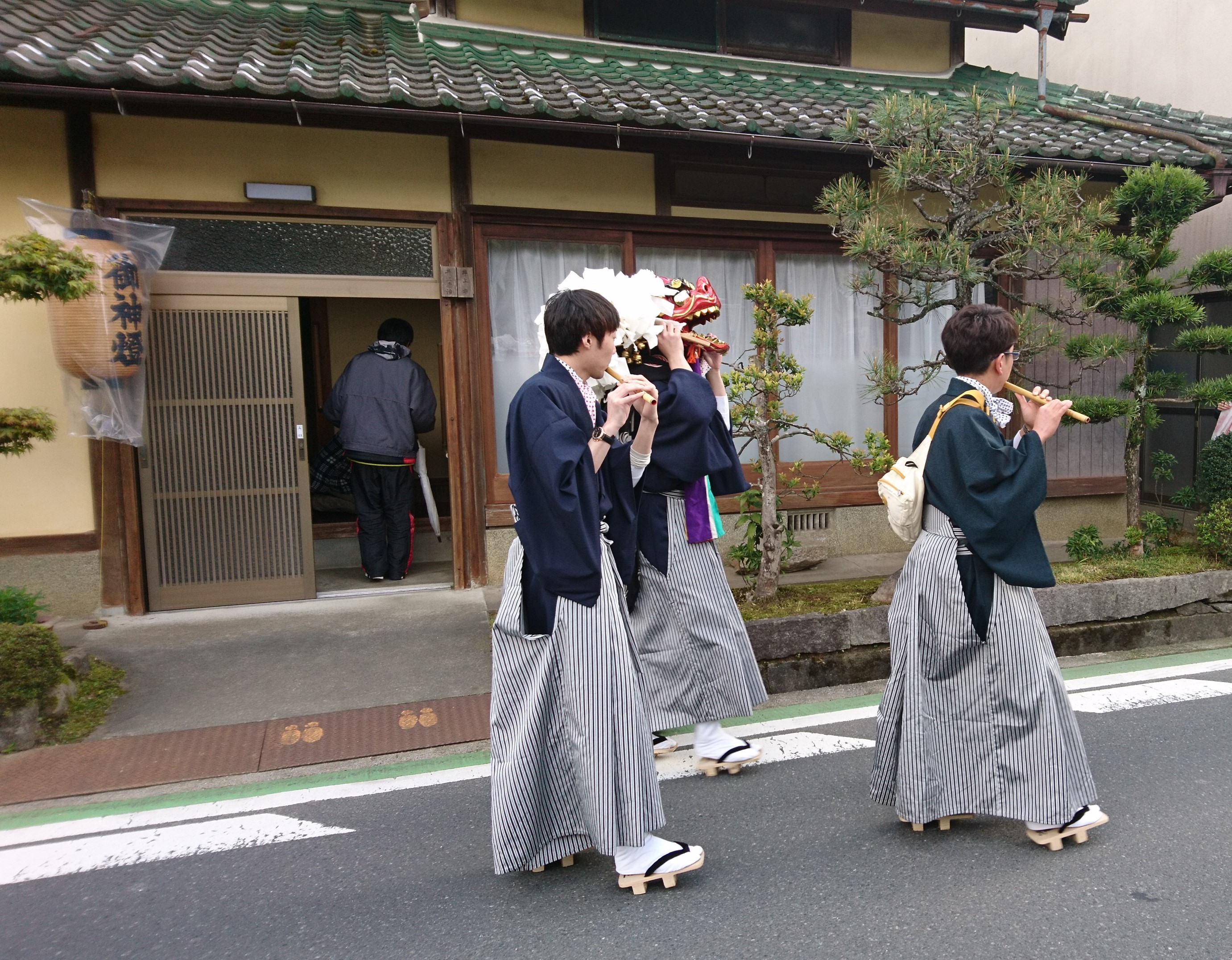
神楽による「カマド清め」の巡行
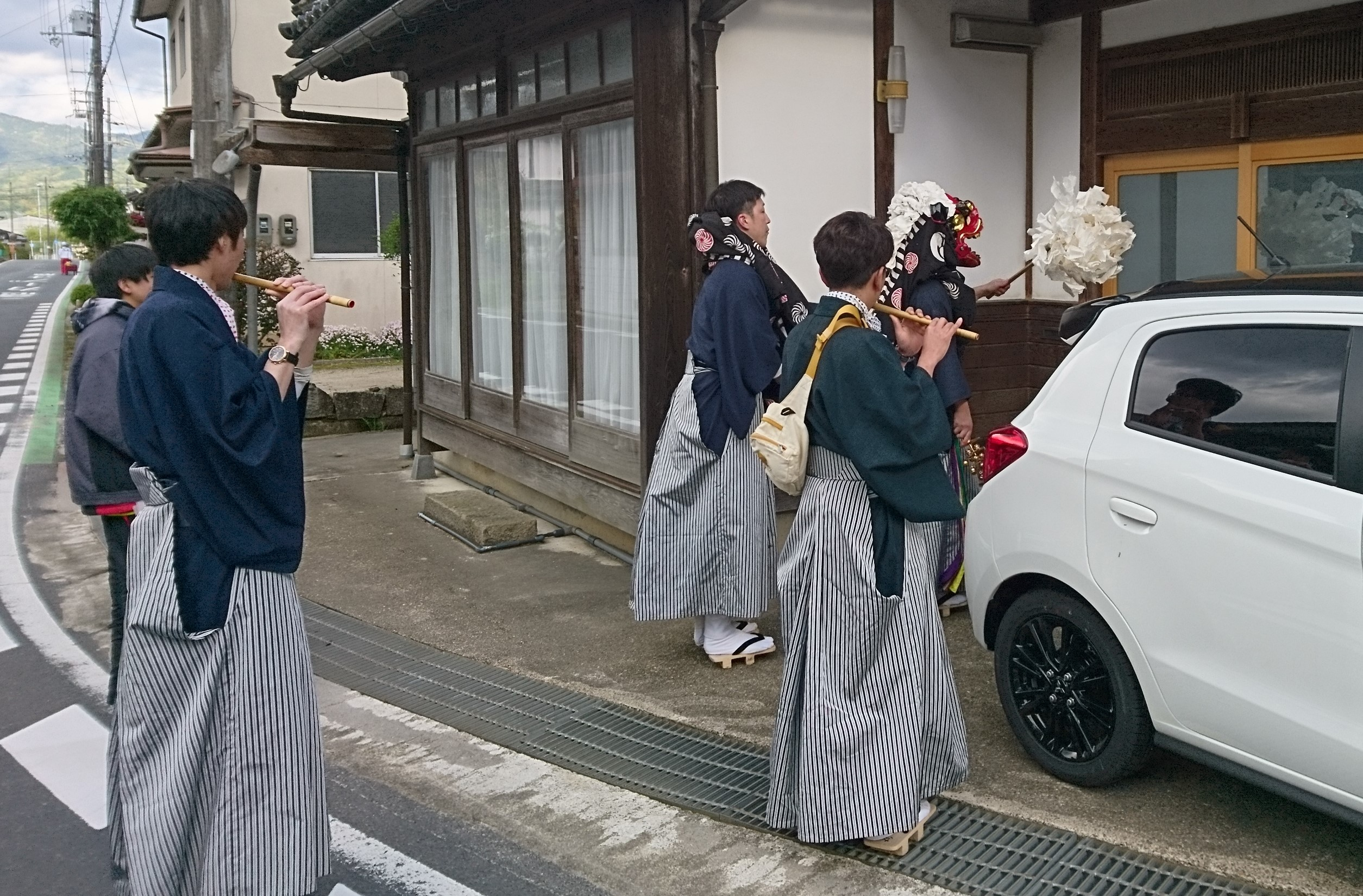
「カマド清め舞」通常は玄関内で行うが、留守宅では玄関先で行う。

### 滝（たき）
旧加悦町の南方に位置する滝区は、東方の鳩ケ嶺山麓を水源とする平林川流域と、西方の江笠山山系から流れる鹿の熊川と深山川が合流して滝川になる流域の集落で、滝川上流の奥滝地区と、滝川下流と平林川流域に広がる口滝地区とで構成される。口滝地区では畠中神社を、奥滝地区では鎌倉神社と厳島神社を氏神とし、祭礼は地区それぞれで執り行う。
口滝地区の畠中神社は、天照大神を祭神とする。もとは真言宗瀧山施薬寺の鎮守として1470年（文明2年）に勧請されたため、鎮守明神と称した。1799年（寛政11年）に再建し、明治維新後の神仏分離令によって独立し、畠中神社と改称した。
狭い山間部の奥滝地区は、椿大橋のやや下流を境に、下が厳島神社の氏子で、上が鎌倉神社の氏子である。鎌倉大明神、鎮守明神、弁財天荒神、日本武尊を祭神とする鎌倉神社の本殿の屋根裏からは、室町時代の大般若経が発見されており、中世には交通の要衝として繁栄した地域であることがうかがえる。また、近世にも多くの人口を抱え、木材や金属加工など、水田耕作の民が持たない山の暮らしで繁栄した地域であることが明らかとなっている。市杵島姫命を祭神とする厳島神社は、もとは弁財天を祀っていたが、1203年（建仁3年）に広島の厳島神社から勧請し、現在に至る。
両地区はいずれも宵宮に神楽が「カマド清め舞」のため各戸を訪問し、本宮の祭礼で奉納舞を行う。奥滝地区の奉納は、鎌倉神社が先行し、後に厳島神社で行うこととなっている。滝区の神楽はいずれもおっとりとした穏やかな舞で、理由は明らかでないが、口滝地区では「メスの口滝、オスの奥滝」と称し、奥滝地区では「オスの口滝、メスの奥滝」と称する。
祭事の担当地区、団体は以下の通り。
- 口滝地区（畠中神社）- 神楽舞、太鼓屋台巡行[19]

神楽は、2002年（平成14年）までは、地区内の1組が10年に1度の輪番制で務めたが、2003年（平成15年）からは新興住宅地の組が加わって12組となり、毎年2～3組が輪番で務めるようになった。組によって、舞い方や掛け声などが異なる部分がある。畠中神社での舞始めの後、地区内の約120戸のカマドキヨメに、地区の上からまわる場合と下からまわる場合があり、自分の組からもっとも遠い地点から巡業するため、どの組が神楽を担当するかによってルートが変わる。カマドキヨメでは、剣と鈴と御幣を用いて玄関とかまどを清め、役員宅や依頼のあった家では座敷で舞を舞う。家が狭ければ庭で舞うこともあるが、空間は2畳あれば舞うことができる。
太鼓屋台は、子ども屋台とも称されるもので、屋根に彫刻を施した黒漆塗りの曳き屋台である。飾りつけに神社名の入った提灯、造花、幕を取り付けるのは加悦谷祭の他区の屋台と同様であるが、山で採取したヤマブキとヤマツツジを共に飾るのが、他では2019年現在ほとんど見られない特徴である。
かつては青年屋台とも称された担ぎ屋台も巡行したが、いつ頃からか出されなくなり、屋台は解体されて部材の良い部分は子ども屋台に転用された。
屋台の巡行路は神楽と同じだが、神楽より先に行くことは失礼にあたるとして、神楽を追い抜かないように努める。
 ウィキメディア・コモンズには、畠中神社（口滝）に関するカテゴリがあります。
- 奥滝地区（鎌倉神社・厳島神社）- 神楽舞[19]、太鼓屋台巡行

各10戸ほどで構成される組が3組あるのみの小さな集落である奥滝地区では、祭礼は本宮のみで、宵宮の行事はない。替わりに、宵宮には予行演習の意味合いで神楽が神楽組の家々をまわってカマドキヨメを行うクミマワリが行われる。
2004年（平成16年）までは神楽と子ども屋台を組単位で担当し、1組が神楽当番、2組が屋台当番を務めたが、2005年（平成17年）以降は、地区全体で神楽と屋台を巡行させる体制に移行した。屋台は昭和初期に青年団が購入した曳き屋台で、子ども屋台と称される。屋台の車輪はひび割れや老朽化を防止するために日頃は神社境内の池に沈められており、祭礼時のみ引き揚げて使用する。屋台には、鋲太鼓と供物、幼い子どもが乗り、小学校低学年の子どもと大人が曳く。小学校高学年になると、笛を担当する。子どもは子ども屋台に参加し、参加できない年少者の世話は、年配者がみる。世帯をもった戸主の男性は神楽か屋台の世話を担い、女性は神楽の接待や神社への参拝を行うなど、ほとんどすべての地域住民が祭礼に参加する。
 ウィキメディア・コモンズには、鎌倉神社（奥滝）に関するカテゴリがあります。
 ウィキメディア・コモンズには、厳島神社（奥滝）に関するカテゴリがあります。

### 金屋（かなや）
長宮神社と国守神社を氏神とする。
旧加悦町域のほぼ中央に位置する金屋区は、野田川をはさんで東西に集落がわかれるが、区域内の2社はいずれも西側で南北にわかれて鎮座するため、氏子の範囲は南北に二分される。
5世紀末頃の大和朝廷において、武烈天皇、継体天皇、安閑天皇、宣化天皇、欽明天皇の5代にわたり大連を務め、512年に任那4県を百済に割譲した失策の責を負って退任した大伴金村が所有した26カ所の田荘（私有地）のひとつであり、大伴金村を祭神とする国守神社は、金村の死後、鏡山に祠を築いてこれを祀ったのが発祥とされ、924年（延長2年）に姉ヶ枝に移転、1869年（明治2年）に現在地に遷座した。最初に祠が設けられた鏡山の古墳からは、経筒や壷や刀などが出土している。
地区名である「金屋」は、この大伴金村が訛ったものという説もあるが、一般にこの地名は鋳物師と関連することが多く、加悦に鋳物師が存在したことは京都市内の仁和寺の梵鐘の銘に記録されている。金屋城や金屋比丘尼城があった場所としても知られ、金屋城の城下町であった金屋村の地名は中世には存在し、当時の加悦地域の中心的な集落であったとみられる。
長宮神社は、加賀背雄命を祭神とする。1265年（文永2年）に郷士の片岡範時が小字長宮に創建し、1446年（文安3年）に現在地に遷座した。
例祭は2社合同で、神楽舞と太鼓屋台の巡行が行われる。宵宮・本宮両日とも、区内を太鼓屋台が巡行した後、祭礼の巡行を行う。巡行の開始地点は、両神社で毎年交互となっている。
祭礼行列の先頭を担う傘鉾は、隣組5組の区内で、姉ヶ谷組のみが所有し、姉ヶ谷の組内の家々で1年ごとに担当が変わる。この傘鉾は、国守神社がかつて桜内組の組内である鏡山古墳の麓に鎮座していた頃に、祭礼行事の必需品として桜内組は保管し、神社が姉ヶ谷地区に移転した際に宮本として譲り受けたものである。その後、神社はさらに現在地である上地宮本組の組内に遷座したが、傘鉾はそのまま姉ヶ谷に残った。
1932年（昭和7年）から1933年（昭和8年）頃には担い屋台があり、1948年（昭和23年）頃には後野区の上之町から譲り受けた芸屋台で「子ども歌舞伎」が演じられた記録が残る。子ども歌舞伎は、人手や経費の負担などの理由で、サンパチ豪雪の年、1963年（昭和38年）を最後に途絶え、以後は、これも後野区から譲り受けた子ども屋台を巡行するようになった。
この芸屋台と子ども屋台の部材を組み合わせて改装したものが、「宮山」と号する2004年（平成16年）当時の子ども屋台であると伝わる。単層で唐破風の屋根をもつ四方吹き抜けの四輪の曳き屋台で、舞台の四方に高欄を巡らせ、軒先に、造花とともに28個の提灯を飾る。かつて屋台とともに後野区から購入した見送り幕は、21世紀には屋台に掛けることはなくなり、祭礼の前後1週間、金屋公民館に公開展示される。つづれ織で三仙人図が描かれた見送り幕には1790年（寛政2年）7月の日付と、京都市の橋本利兵衛の銘が残る。巡行中の子ども屋台には、就学前の子どもが乗ることができ、屋台は小学生が曳く。中学生はまず屋台に付き添い囃子を奏でる横笛を担い、高学年になると屋台の上で太鼓や横笛を担う。
神楽は、金屋区を5つの組に分け、輪番制で毎年1組が神楽組を担う。区内すべての家々と氏神の2社に奉納する。神楽に参加するのは高校生以上の男子のみとされる。1987年（昭和62年）に作成された記録に拠れば、日清戦争の戦勝記念として1896年（明治29年）に岩滝町（現在の与謝野町岩滝）から導入したと記されているが、宮津市日比谷地区から習ったとも伝えられる。神楽の舞手は黒の上着と股引を着用し、白足袋に草履を履く。囃子方は、宮山をもじって「美屋山」と背に書いた青い法被で、ピンク色の手ぬぐいを首にかける。笛方はさらにピンク色の腰帯を締めるのが特徴的。各戸の巡行では一升舞を舞い、神楽当番組の家ではカマドキヨメのみを舞う。かつてはすべての家で振る舞いが行われたが、21世紀初頭には5軒または10軒単位が組んで振舞いを行う当番制が採られている。振舞いをはじめ、祭礼の最中や慰労の会での料理は女性たちが作る。
 ウィキメディア・コモンズには、長宮神社（金屋区）に関するカテゴリがあります。
 ウィキメディア・コモンズには、国守神社（金屋区）に関するカテゴリがあります。

### 後野（うしろの）
旧加悦町域のほぼ中央に位置する後野区は、野田川の東西両岸にまたがり、氏神とする愛宕神社は算所区・加悦区から続く旧街道が通る西岸の山の斜面を造成した土地に鎮座する。かつては古愛宕と称され、江戸時代には将軍地蔵菩薩を祀り、愛宕地蔵大権現と称した。臨済宗宝勝寺の裏山から、1680年（延宝8年）に現在地に奉遷、1690年（元禄3年）に真言宗西光寺が愛宕権現を勧請して愛宕社を再建したことにより、西光寺の住持が愛宕神社の社僧となった。かつての本殿は、境内から社殿の裏山に続く山道を登った尾根線上にあり、人里から離れていたため拝礼が容易でなく、1896年（明治29年）に現在地に本殿を新築した。残された元の本殿は、「愛宕神社奥の院」と称されている。拝殿は本殿新築以前の、明治維新の後の1874年～1875年（明治7～8年）頃に、宮津城の本丸舘を譲渡され流用したもので、これは与謝野町指定文化財（建造物）となっている。
祭神は火産霊命で、1869年（明治2年）8月に山城国愛宕神社から神霊を分祀した。明治中期に加悦谷祭の4月に移行する前の、本来の例祭日は夏であったと伝えられる。なお、後野区は、もともとは加悦区・算所区とともに天満神社を氏神としていたが、1869年（明治2年）の神社御改を機に愛宕神社の氏子となった。
現在の加悦谷祭での祭礼は、両日とも午後に、ほぼ同じような内容で行われる。愛宕神社参道下での修祓、行列による区内巡行、愛宕神社での神事、囃子奉納で構成されるものである。なかでも、ちりりん棒の先導のもと、傘鉾、神楽、高張、神主、氏子総代、区役員、各町の代表、5台の屋台が旧街道を中心にそろって神社に向かう荘厳な行列は「後野の屋台行事」として1987年（昭和62年）4月に京都府登録無形民俗文化財に登録され、1992年（平成4年）12月に加悦町無形文化財に指定されている。
神楽の「カマド清め」は他地区と同じく宵宮に区内の全戸をまわり、鈴と御幣を用いて、家にはあがらず、土間や玄関先などから、床の間と、カマドや水神の2カ所を清める。
囃子は、笛,太鼓,二丁鉦,三味線で構成され、「イッケンショ」「ロクダン」「オッピキ」「タケバヤシ」など後野区全町で17曲が伝承され、各町がこのうちの7曲から14曲を伝える。このほか、大下町には古来伝統の奉納曲がある。加悦区から金屋区へ向かう時には神を奉じる時に奏じる曲とされる神聖な「ロクダン」を必ず演奏するなど、巡行におけるいくつかの場面では特定の曲が演奏されるが、とくに定まっていない場所での選曲は太鼓役の掛け声で決まる。各町の囃子は、伝承の経緯などにより、同じ曲名でも微妙に異なる。
芸屋台を持つ町では、それぞれの山車の名称に関係する御神体を町内のどこかで、通りからよく見えるように祀る。宮本町では、江戸時代に本地仏とした将軍地蔵を、町内の家で順番に祀る。上之町では、蛭子が鯛を釣る様子を描いた像を、新築などの祝い事があった家の希望者宅に飾る。中之町では、大黒の像を飾り、場所は班ごとの持ち回りとして班で巡行の道に面した一戸を指定し、「大黒さんの家」とする。下之町では竜の姿をした三輪明神を飾り、この御神体を飾る家は班ごとの当番制とされる。各々飾りつけ方にも細かい決まりごとがある。
祭事の担当地区、団体は以下の通り。
- 神楽舞 - 後野神楽保存会

「起（おこし）」「しょうがかり」「剣の舞」「鈴の舞」「乱舞」の5種の舞があり、このうち「起」はカマド清めに出る前の愛宕神社での納める「舞始め」の舞でのみ舞う。保存会は1978年（昭和53年）に結成されたもので、それ以前は嗎町が神楽組を務めた。神楽は、明治期の中頃の冬の農閑期に、4人ほどが他地域から習得した。温江区から伝わったとも、岩滝まで習いに行ったとも伝わる。現在は途絶えているが、かつては天狗の役もあった。
- 芸屋台「愛宕山」巡行 - 宮本町

屋台は、明治初期に建造された。見送り幕は1954年（昭和29年）に新調され、金糸で愛宕山と刺繍が入る。御神体は将軍地蔵。
- 子ども歌舞伎 - 宮本町愛宕山子供歌舞伎保存会（隔年）

　　子ども歌舞伎のない年には、子ども屋台が巡行する。
- 囃子屋台「蛭子山」巡行 - 上之町

屋台の創設年は不詳であるが、1861年（文久元年）に再建し、1909年（明治42年）に大幅に修理を行う。1948年（昭和23年）に新造する際に、古い屋台は金屋区に売却された。1790年（寛政2年）に西陣で織られた古い見送り幕もともに金屋区に移り、関羽と張飛を描いた現在使用される見送り幕は1906年（明治39年）に日露戦争紀念に作られたものである。上之町にはこのほか、1932年（昭和7年）に製造された子ども屋台がある。担い太鼓は1908年（明治41年）2月5日付で全廃の記録が残る。御神体は蛭子像。
- 囃子屋台「大黒山」巡行 - 中之町

江戸時代後半の寛政期に屋台と見送りを整えた記録が残るが、現存・活用されている屋台は明治30年代に製造されたものである。1856年（安政3年）に子ども役者2人を雇った記録が残り、幕末には芸屋台であったとみられる。御神体は大黒天。
- 囃子屋台「三輪山」巡行 - 下之町

かつては御神体を載せていた山屋台を芸屋台に改造したもので、1893年（明治26年）に新調された。見送り幕は1919年（大正8年）に新調されている。囃子道具に関する記録は1889年（明治22年）には残されており、祭礼の起源は古いと考えられる。御神体は龍体の三輪明神。
- 鼓屋台「建部山」巡行 - 大下町

1947年（昭和22年）に買い入れた中古の白木屋台を、1980年（昭和55年）から1年がかりで漆塗りを施した子ども屋台である。以前には担い屋台があった記録が残る。
 ウィキメディア・コモンズには、愛宕神社（後野区）に関するカテゴリがあります。

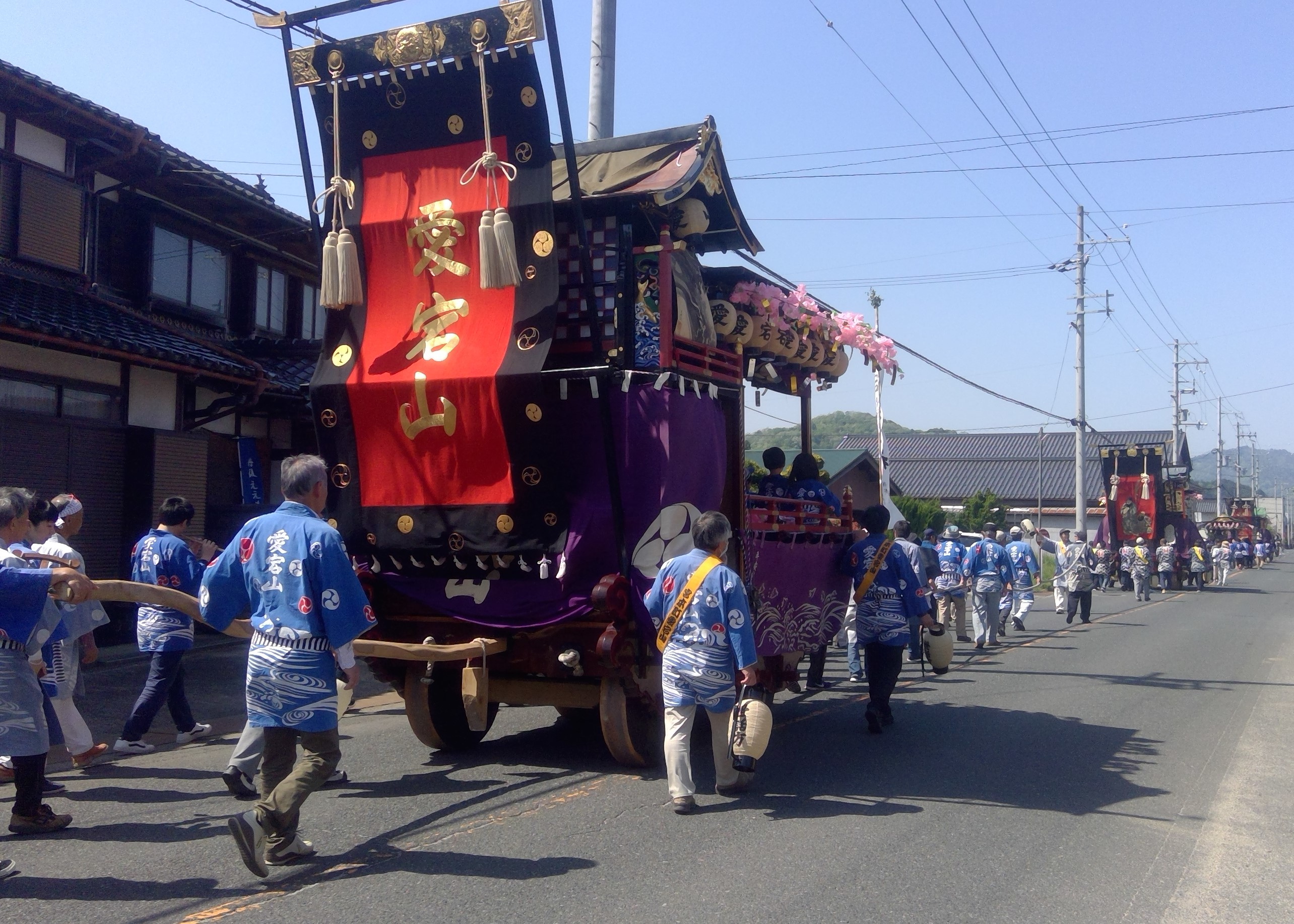
屋台の巡行
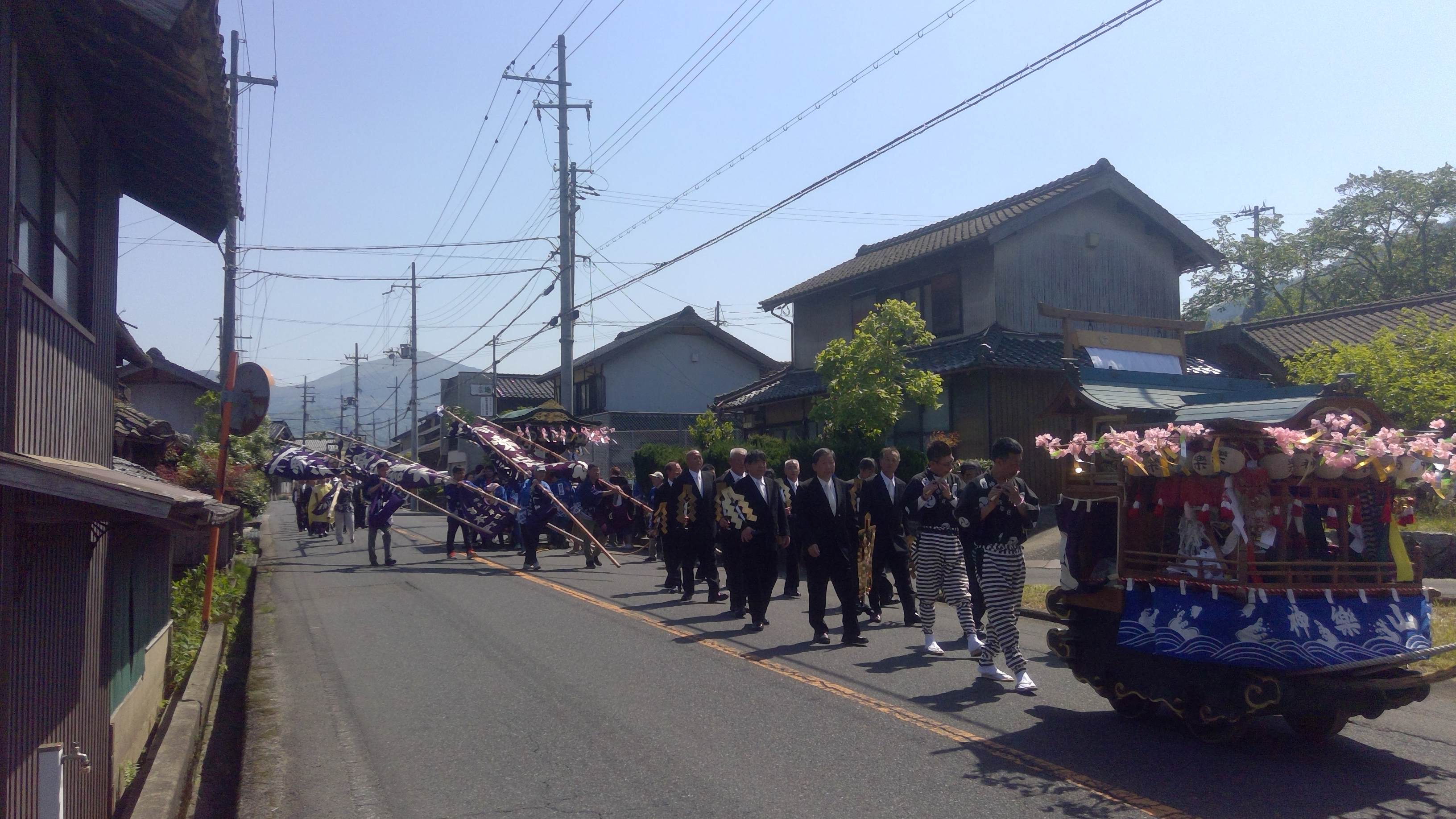
屋台の巡行
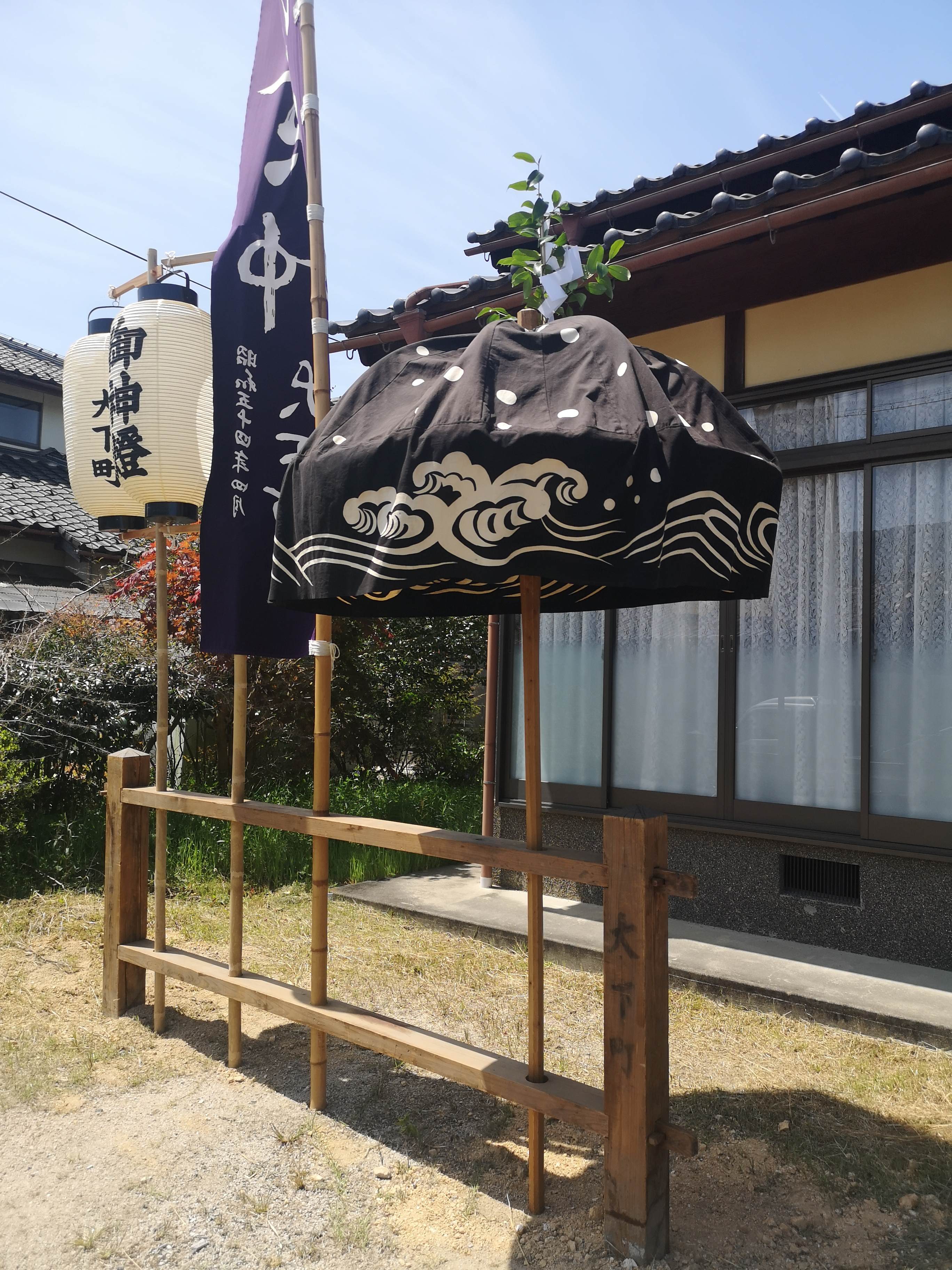
大下町の傘鉾
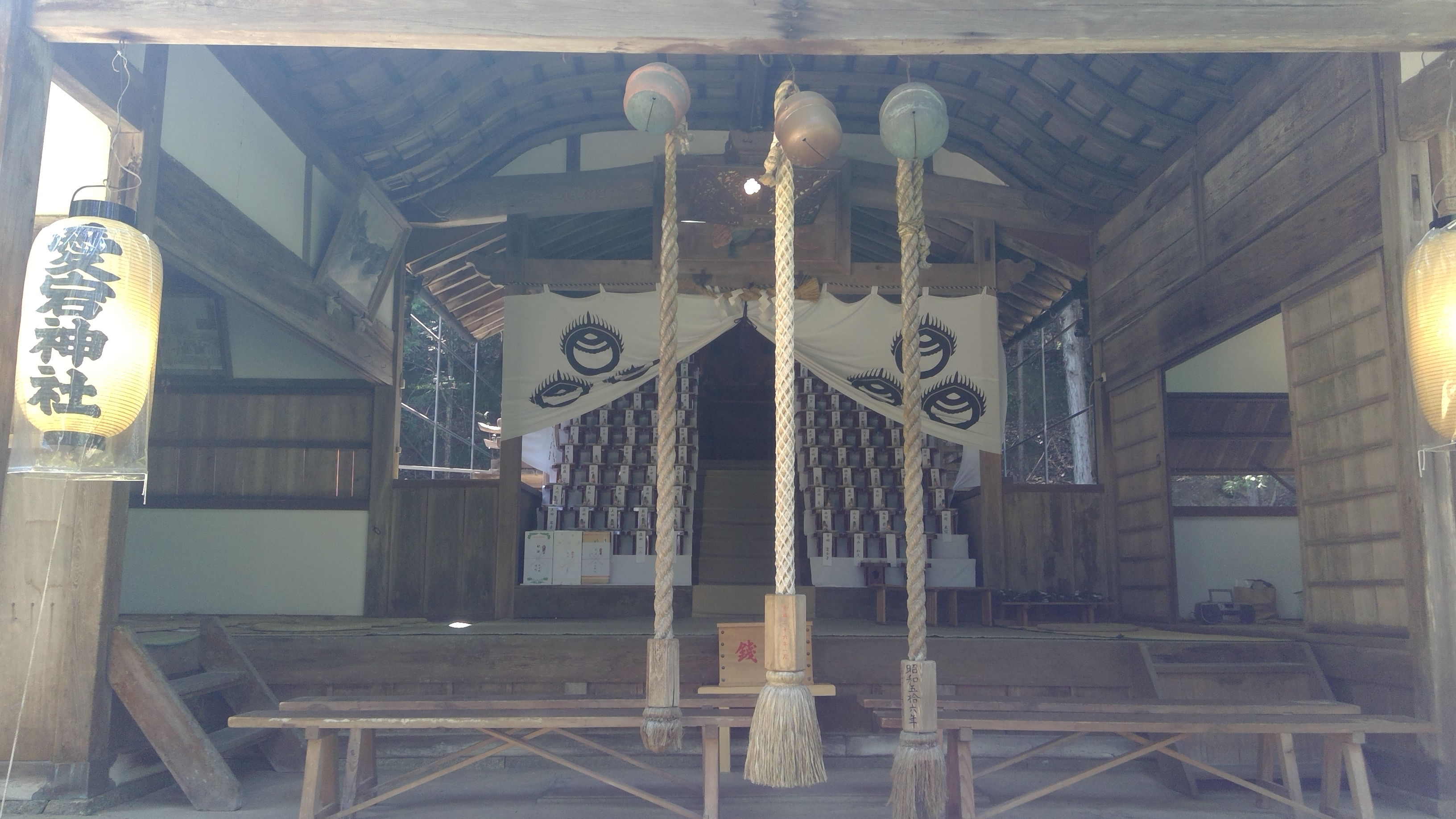
加悦谷祭当日の拝殿
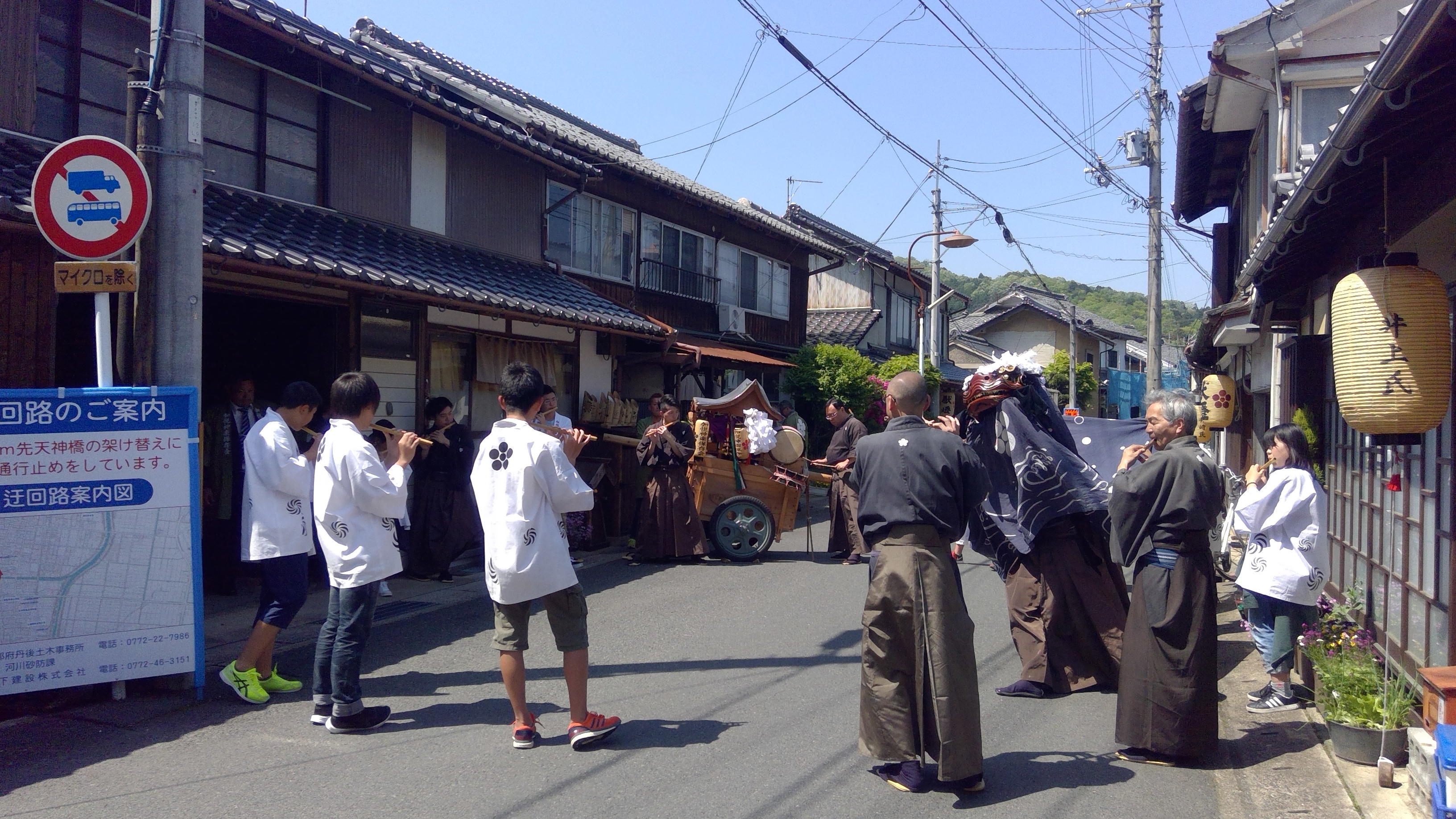
氏子宅での神楽舞の奉納（所望舞）
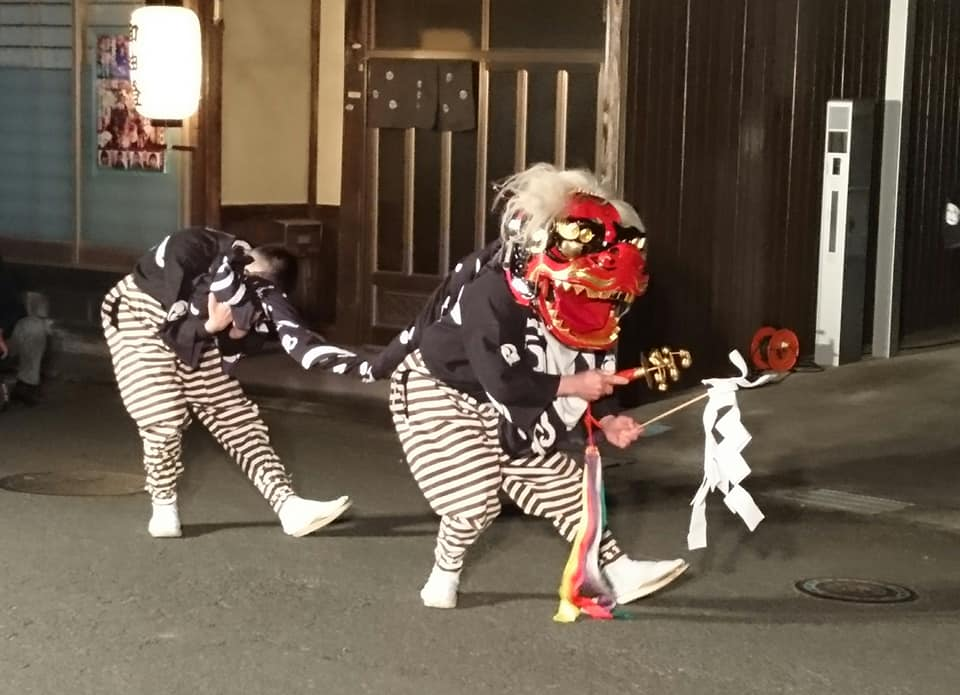
愛宕神社下での神楽の奉納
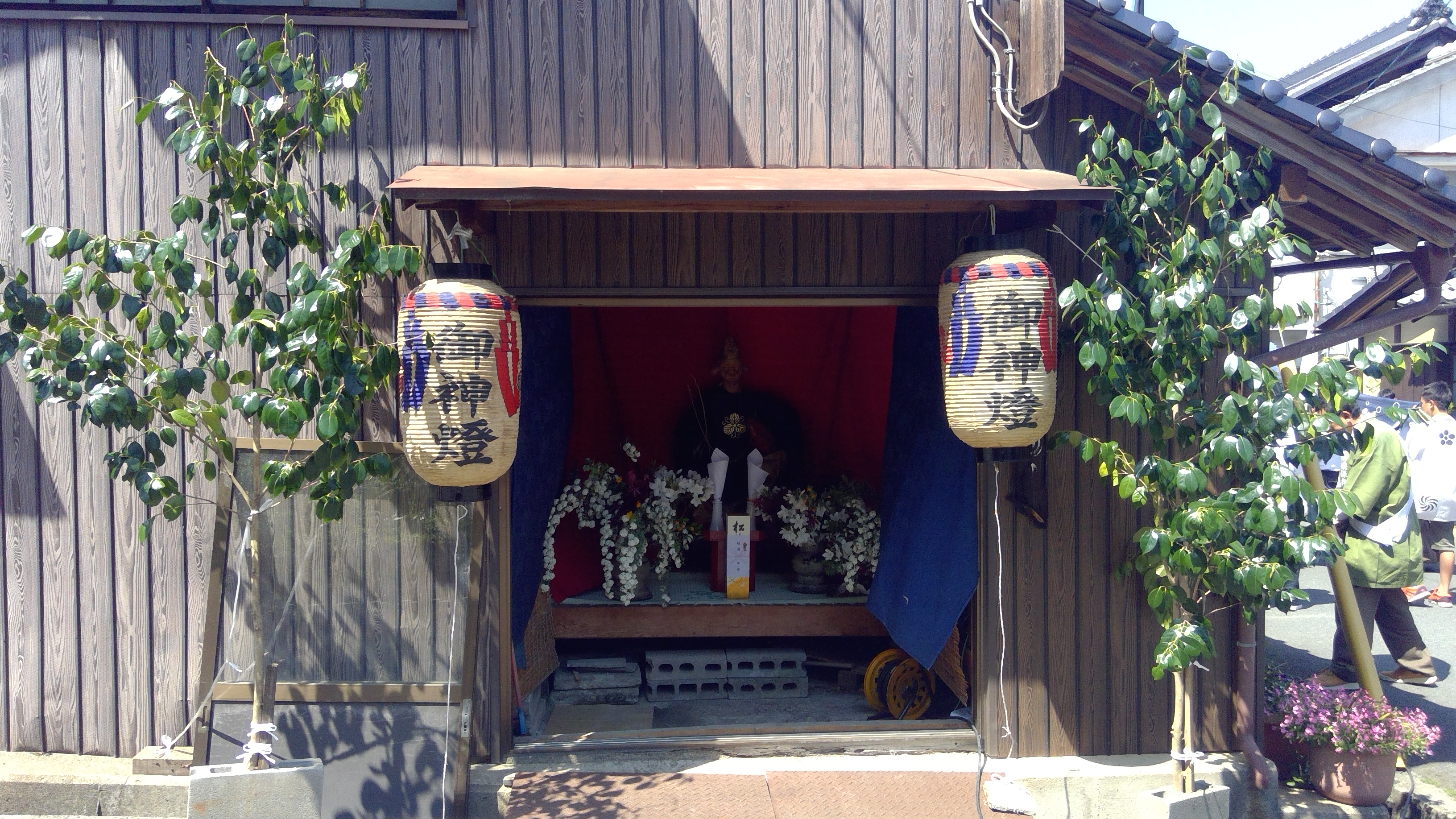
道中の無格社もともに祀られる。（ちりめん街道）

#### 宮本町の子ども歌舞伎

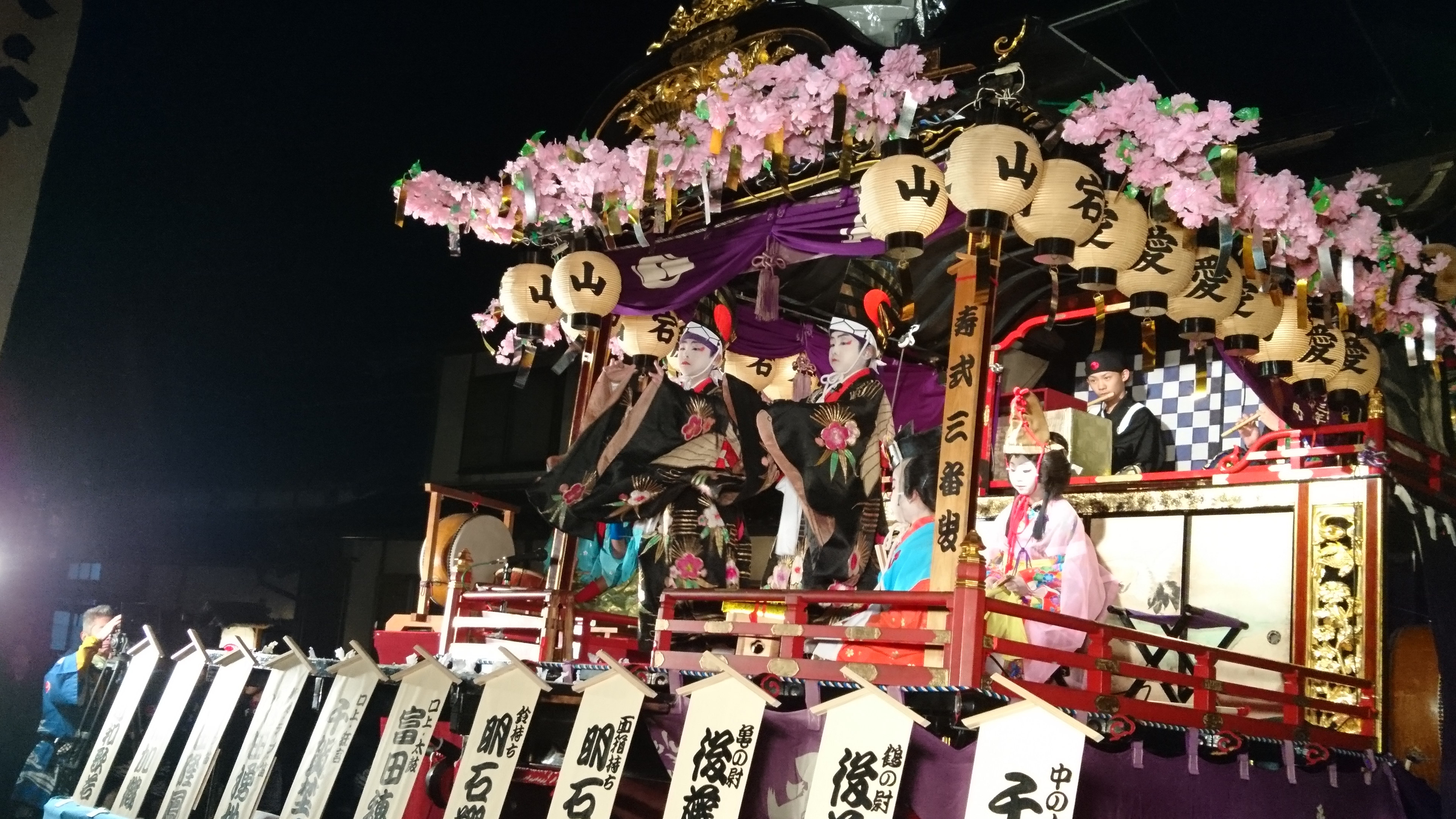
愛宕山子ども歌舞伎（2019年）

後野区宮本町は、2019年現在、加悦谷祭で唯一子ども歌舞伎を上演する。子ども歌舞伎は、児童福祉法の施行などを受けて1962年（昭和37年）を最後に一度途絶えており、1990年（平成2年）、28年ぶりに復活したものである。
かつての子ども歌舞伎は、町内在住の未婚男子を中心に組織された「若家主」が町外の歌舞伎一座に依頼し、芸屋台で各戸を巡って上演した。断絶後、1983年（昭和58年）に町内在住の45歳までの既婚男子で新たに「宮本町若家主会」が組織され、囃子奉納や神輿や子ども屋台の町内巡行を担うなかで、かつて子ども歌舞伎の舞台として使われた芸屋台「愛宕山」に虫害が見つかり、その修復工事を契機に子ども歌舞伎の復活が検討された。屋台の修復は1988年（昭和63年）から1990年（平成2年）春にかけて行われ、この間に兵庫県中町から播州歌舞伎の嵐獅山を指導者として招き、再上演に備えた。1990年（平成2年）28年ぶりに上演されて以後は、おおよそ隔年で奉納されている。
復活当時は町内の小学4年生から6年生までで約20名いた役者は、少子化により減少し、年齢制限は撤廃され、2019年（平成31年）には初めて町外の子どもも役を担い、5歳から小学5年生までの子どもが役者となった。嵐獅山は、2015年（平成27年）に他界するまで、宮本町子ども歌舞伎の指導を担った。
復活後、上演された演目は以下の通り。なお、祭礼巡行までの時間は、所望舞に区内を巡る。
愛宕山の子ども歌舞伎には、滋賀県長浜市の曳山祭りとの類似点が多く、長浜の浜ちりめんが丹後ちりめんから技術を継承したように、人の交流があった様子がうかがわれる。復活後は、加悦谷祭を代表する祭礼行事として、平安建都1200年記念事業として京都市内で開催された「全国祇園祭山笠巡行」や、第20回全国豊かな海づくり大会 などでも、子ども歌舞伎を披露している。
こうした芸屋台の文化は、京都府ではほかに、京丹後市大宮町、京丹後市久美浜町、宮津市、舞鶴市など北部地域にとくに分布する。
宮本町にはかつては担い屋台もあり、愛宕神社奥の院まで太鼓を載せて担いでいったと伝えられる。しかし、1907年（明治40年）4月の決議で、太鼓台にすべて廃止され、翌年からは毎年芸屋台を出すと定められた。
2019年現在、子ども歌舞伎のない年には、代わりに「子ども屋台」が出る。この屋台は、午後の祭礼までの時間に各々の地区内を巡行し、これを「ニギヤカシ」と称する。子ども屋台の内容は年ごとに異なる。囃子や舞手は高校生以下で構成され、芸屋台に付随する伝統の囃子がゆっくりしているため、賑やかなものを加えたいとして1987年（昭和62年）に考案された「愛宕山さくらばやし」や、2000年（平成12年）から導入されたヨサコイソーランに似た踊りなどがある。

### 与謝（よざ）
加悦の各地方は古くから人が居住したとみられ、大江山の中腹には鬼嶽稲荷神社が奉じられている。鬼とは、信仰のうえでは山の精霊や荒神を代表する呼称であり、稲荷は穀物や田の神である。春に山から下りてきて田の神となり、また山に戻ると伝えられている。
与謝区は、その大江山の山麓、与謝峠の丹後側の斜面に、千丈ケ岳山腹を源流とする山河川と赤石ヶ岳山腹を源流とする野田川が合流し、逆Y字状に展開する2つの谷間に形成された集落である。
山の神でもある大山咋神を祀る菊部神社が鎮座する山河地区からは、大江山を越えて丹波へ通じる小径が残る。現在、広域に小社が点在する与謝地区では、おもだった7社の神社のうち4社に、酒呑童子伝説として知られる大江山の鬼退治にまつわる逸話が残る。後年の道路整備により、武神社の境内に国道176号線が通る。
4月加悦谷祭に例祭を行う神社は、菊部神社を氏神とする山河地区、式内社の宇豆貴神社を氏神とする宇豆貴地区、上宮神社を氏神とする峠地区、下宮神社と武神社を氏神とする北・中里・河原・段之坂地区、柴神社を氏神とする二ツ岩地区とがあり、5組の祭礼行事がそれぞれの氏神を対象とし、各々で執り行われる。「明治七年戌年神社改帳」によれば、以前の例祭日はいずれも9月9日であった。
菊部神社を氏神とする山河地区、宇豆貴神社を氏神とする宇豆貴地区、柴神社を氏神とする二ツ岩地区には、以前は三社組と称される組織があり、3地区合同で祭礼が行われた時期もあった。分かたれた理由や時期は定かではないが、祭祀の道具は3社に分配され、山河地区の記録不明であるものの、二ツ岩地区には太鼓が、宇豆貴地区には傘鉾が引き継がれた。2019年（平成31年）現在、宇豆貴神社の祭礼で使用される傘鉾の幕には、「三社組」の染め抜きが残る。
祭事の担当地区、内容は以下の通り。
- 山河地区（菊部神社） - 太鼓台

宵宮午後に、太鼓屋台が区内巡行、日没後に祭礼巡行を行い、本宮の行事はない。
伝承によれば、与謝区で最初に祭をしたのは山河地区であるという。2008年（平成20年）当時17戸の山河地区には、昭和初年には60～70戸の民家があり、かつては神楽や曳き屋台もあったと伝えられている。曳き屋台には太鼓を載せ、数名が乗り込んで太鼓を叩きながら巡行した。
集落の縮小に伴って祭りは長らく途絶えていたが、1990年代中頃に25歳以上の住民が結集した「若家主会（わかえぬしかい）」が組織され、祭礼を復活させた。
 ウィキメディア・コモンズには、菊部神社（与謝区）に関するカテゴリがあります。
- 宇豆貴地区（宇豆貴神社）- 神楽

2008年（平成20年）時点で氏子は16戸で、小規模なため本宮の行事はない。宵宮に午後に神社に参拝し、舞始めの神楽として「ツルギ（剣）」「シグルマ（四車）」「ラン（乱）」の3演目を省略せずに奉じる。その後集落の各戸を巡るが、その順路は集落の上下を毎年交互に始点とする。家々では、神楽は玄関から入ってカマドキヨメで台所を清めた後、仏壇や床の間のある「オモテ」と呼ばれる部屋で、笛や太鼓も交えた舞を披露する。家まわりが終わるのは夜になるが、その後、宇豆貴公民館でも神楽舞を行い、神社に向けて巡行行列を行う。これを、ヨザイレイ（夜祭礼）という。
ヨザイレイ（夜祭礼）は、傘鉾、氏子総代、幟4本、神楽、大太鼓に、御幣を手にした氏子が続く。氏子総代の1人が担う傘鉾を持つ役は、かつてはくじびきで決定されていた。神社に到着すると、舞始め同様の3演目と奉納し、終了となる。宇豆貴地区の神楽は宮津市日ケ谷の落山地区の神楽を真似て伝承されたもので、囃子の音色は峠地区の神楽と類似するといわれている。
 ウィキメディア・コモンズには、宇豆貴神社（与謝区）に関するカテゴリがあります。
- 峠地区（上宮神社） - 神楽、子ども神輿

宵宮に終日で各戸を巡り、神楽が舞を披露する。神社での祭礼は、本宮の午後に執り行う。
神楽は、宮津市日ケ谷の落合地区から伝承されたと口伝に残る、伊勢太神楽系の神楽を行う。「カマド清め」のほか、「ケン（剣の舞）」「シグルマ」「ラン（乱の舞）」を基本とした四方舞と三方舞が伝わる。神社の舞殿（集会所）で披露される奉納舞では、天狗が獅子を囃し立てる。
民家を巡行する神楽舞は、多くの場合は玄関先や庭など屋外で行われるが、峠地区では屋内で舞うため、「家舞」あるいは「女舞」と称される。
 ウィキメディア・コモンズには、上宮神社（与謝区）に関するカテゴリがあります。
- 二ツ岩地区（柴神社、二ツ岩神社、愛宕神社） - 神楽、担い屋台、子ども屋台

氏神は柴神社であるが、地区内の三社が合同で祭礼を行う。宵宮午前に神楽、午後に子ども屋台、夜に担い屋台が巡行する。本宮では子ども屋台が午前から、祭礼は午後から、二ツ岩公民館、愛宕神社、二ツ岩神社、柴神社の順に巡行する。このうち愛宕神社は山中にあるため、実際に屋台が参拝することはむずかしく、麓の与謝公民館から神社の方角を向いてカマドキヨメや奉納舞6演目を舞う。
神楽は、宮津市日々谷の落山地区から講師を招いて習ったもので、「練り込み」「ショウガカリ」「ハナの舞」「幣の舞」「ラン」「剣」の6演目を伝える。神楽組は、社会人になると加入でき、42歳の厄年の者までが舞うことができる。カマドキヨメで地区内の全戸（不幸のあった家を除く）をまわる。このカマドキヨメは火災予防のために行うと伝わる。
担い屋台は、「担い太鼓屋台」「担ぎ屋台」などとも称され、太鼓と笛の囃子方が乗って演奏するもので、石垣などと棒の間に挟まれないよう、必ず担ぎ棒の内側に身体を入れて、手を外側にかけないように担ぐものと伝えられる。掛け声に特徴があり、平地では太鼓に合わせて「よいさー、よーいやさ」「ほっ」と言い、柴神社の急坂では「じわじーわ、じーわじわ」「しーばーでーもー大明神」と言う。宇豆貴神社の掛け声をもじったもので、柴神社の祭神は大明神とは称されていないが、一番きつい坂をのぼる際の意気を高める意が込められている。
担い屋台と子ども屋台の囃子は、神楽組を退会した有志などが行う。
祭礼全般を担うのは3人の氏子総代と、毎年1月15日の氏子の初総会にくじ引きで決まるカサボコサンと呼ばれる役で、カサボコサンは喪中の家の者以外なら務めることができる。祭礼の期間中、傘鉾を家に飾り、祭礼巡行ではそれを掲げて巡行する役である。
 ウィキメディア・コモンズには、柴神社（与謝区）に関するカテゴリがあります。
 ウィキメディア・コモンズには、二ツ岩神社（与謝区）に関するカテゴリがあります。
- 北地区、中里地区、河原地区、段之坂地区（下宮神社、武神社） - 神楽、担い屋台、子ども屋台

旧加悦町域では唯一、複数の氏神を合同の祭礼で執り行う。祭りを取り仕切る氏子総代は各組の持ち回りで、任期を3年として選出される。宮当番や神楽担当や屋台担当などその他の任期は1年である。神楽組には高卒以上30代前半までの男子は全員加入することと定められ、担い屋台も主に担当する。
宵宮では、神楽は早朝に下宮神社,武神社で舞い始めの奉納舞を行った後、各戸を訪問して「カマド清め」を行う。この日の舞はすべて二方舞である。基本的にすべての家々をまわって床の間で4演目を舞うが、その年に不幸のあった家については屋外で「カマドキヨメ」と「アクマバライ」のみを舞う。
宵宮午後から子ども屋台が巡行し、夜から神楽組を中心として担い屋台が下宮神社から武神社に向けて出発し、武神社で拝礼した後、下宮神社に戻る。この往復の道中ですべての地区をまわり、各集会所や総代宅等で振る舞いを受ける。子ども屋台は、氏子連中によって自作された曳き屋台で、制作年代は明らかでない。かつては囃子もあったが、伝承は途絶えている。大人屋台とも称される担い屋台は、後野地区から譲り受けたもので、囃子も継承されているが、由来や名称や楽譜などの記録は一切残されておらず、口伝と耳覚えのみで伝承されている。
本宮では、武神社の金幣を下宮神社本殿に奉納し、神楽が舞うなどの神事の後、大江山稲荷鳥居、中里稲荷前、下宮神社、武神社の順に巡行し、各所で四方舞を奉じる。本宮の四方舞では、御神体のある方角が「前」となり、宵宮の二方舞と同じ演目でも、天狗が加わるなどのちがいがある。
 ウィキメディア・コモンズには、下宮神社（与謝区）に関するカテゴリがあります。
 ウィキメディア・コモンズには、武神社（与謝区）に関するカテゴリがあります。

#### 与謝の神楽
下宮神社と武神社氏子に継承される神楽は、「女神楽」と称される。その理由は、宵宮中心に行われる「カマド清め」が、他地域では家には上がらず玄関や庭先で行われるのに対し、与謝区では家の中で舞われるためとする説もあるが、明確ではない。
演目は6曲あり、「カマドキヨメ」「アクマバライ」「スズノマイ」は獅子1人、「ショウガカリ」「ツルギノマイ」「ランノマイ」は獅子2人で舞う。このうち、「ツルギノマイ」「ランノマイ」は四方舞のみで舞う。すべての演目で笛を用いるが、その人数は二方舞では2人、四方舞では4人とされる。締め太鼓は「スズノマイ」にのみ用い、鋲太鼓は四方舞ではすべての演目で用いるが、二方舞では「スズノマイ」には用いない。天狗は、四方舞における「アクマバライ」「ショウガカリ」「ツルギノマイ」にのみ登場する。「アクマバライ」と「ショウガカリ」にのみ、掛け声が入り、「アクマバライ」では「家内安全、五穀豊穣、速やかに悪魔祓いせよ」という口上から舞がはじまり、途中に見物客からの「ハロウタ、ハロウタ、アクマヲハロウタ（祓った、祓った、悪魔祓った）」という掛け声がかかる。「ショウガカリ」では、口上はないが、途中に見物客からの「ハアー、ヨウマウ、ヨウマウ（良く舞う、良く舞う）」という掛け声がかかる。
神楽に用いられる笛は横笛、40cmほどの長さの6穴で、すべて手作りされる。冬場に刈り取ったシノブタケを油抜きして1～2年間、日蔭で乾燥させた後に穴をあけ、詰め物などで音を調整する。奏でる囃子はすべての曲で異なるが、それぞれの囃子に名称や楽譜などはなく、熟練の年長者に習うか、見様見真似で継承された。
一方、柴神社氏子に継承される神楽では、「練り込み」「ショウガカリ」「ハナの舞」「幣の舞」「ラン」「剣」の6演目を伝える。このうち、「練り込み」「幣の舞」「ラン」が鈴の舞で、「練り込み」「幣の舞」では御幣を持つ。「ショウガカリ」「ハナの舞」「剣」はツルギの舞で、天狗が登場するが、この天狗は新人が舞うものと定められる。
「練り込み」は場所取りの舞で、すり足で舞うところに特徴がある。
「ハナの舞」には天狗の鼻と花代をかけた物語がある。花代の番をしながら眠ってしまった天狗に、獅子がいたずらをしかけるストーリーで、居眠りする天狗を獅子が狙う間に、「よっ、えい」「眠ってハナを取られるなど―」といった太鼓うちの掛け声が入る。獅子は天狗の鼻や頭に噛みつき、痛がる天狗が「太鼓打ちさん、太鼓打ちさん、ネコだかネズミだか、ハナを取りました。もうハナの番はよういたしません」と言い、太鼓打ちが応えて「それはネコでもネズミでもない、お神楽さんじゃ。お神楽さんがハナを欲しいとおっしゃる。機嫌よく振り掛けてあげませー」と言うと、天狗が獅子にハナ（笹につけた紙吹雪）を振りかけ、一緒に踊って終幕となる。
神楽に用いられる笛は7穴で、主に既製品だが手作りする人もいる。笛は中学生の頃から習い始め、全5曲、譜面はなく、すべて口伝で伝えられる。

### 温江（あつえ）
大虫神社と小虫神社を氏神とする。大虫神社と小虫神社はともに『延喜式神名帳』に名神大として名を連ねる式内社であり、大虫神社は阿知江郷16カ村の鎮守とされた旧府社である。丹後地方に多くはない出雲系の神々を祀り、加悦谷に進出した出雲豪族の勢力を窺い知ることができる。中世には神田を有し、温江には「御供田」「燈明田」「油田」などの小字名が残る。また、大虫神社の境内には1470年（文明2年）の石造の五重塔が残り、町の文化財指定を受けるほか、1929年（昭和4年）には経塚が発掘され、室町期の経筒や経文が出土した。
2社は、創建時の伝承も同じ逸話を伝え、共にかつては大江山の中腹の池ヶ成に鎮座したが、室町時代に現在地に移転した（詳細は大虫神社 (与謝野町)#歴史を参照）。縁が深い神社同士であり、祭礼も共に行われる。明治初期の例祭日は、4月21日であった。
温江区には、2008年（平成16年）時点で約220戸が居住し、大虫神社の氏子は虫本,奥手,湯之谷の3組、小虫神社の氏子は尾上,門出,谷垣,尾佐,小森谷,本村の6組である。
加悦谷祭では、温江太刀神楽保存会により、神楽と太刀振りが奉じられる。神楽には「ツルギ」「スズ」「オコリ」の3演目があり、獅子だけで舞うものと、天狗もともに舞うものとがあるが、いずれもほぼ同様の動きをする。小学生の男子3人が天狗役を担い、中学3年生の女子が笛を手伝う。
太刀振りは、本来は大虫神社の氏子に受け継がれる芸能で、江戸時代後半にはじまり、第二次世界大戦以前までは地区の青年団が請け負い、花代はそのまま青年団の活動資金に充てられた。戦後は青年のほか子どもが中心となって奉納した。1967年（昭和42年）に太刀の楽台が破損したことにより5年間中断したが、1972年（昭和47年）の炉端懇談会における主婦の発言から保存会が発足し、再開した。21世紀初頭の太刀振りは、保存会会員と有志で構成される大人組と、小学3年生から中学生までの子ども組を組織する。温江区の男子は高校に入学すると祭礼に参加しないが、高校を卒業して就職が決まれば、保存会に入会する権利を得、入会時に神楽組か太刀組を選択する。入会は強制されず、自由意志に任されている。太刀振りは丹後地方の他の地区にもあるが、温江の太刀振りは、後述する山田の太刀振りとならび、勇壮な行事としてとくに知られる。小虫神社の境内には舞台があり、里人によればかつては狂言などが奉じられたとみられているが、久しく行われていない。
加悦谷祭では、宵宮早朝から、神楽組が集落で不幸のあった家を除いて全戸のカマドキヨメにまわり、温江区では鈴と御幣を振り鳴らす動きから、これを「ガラガラ」という。太刀組も同様に門付けにまわる。午後から子ども神輿が地区内を巡る年もあり、これには小学3年から中学2年までの女子が参加する。祭礼巡行は宵宮日没後と翌日の本宮午前中の2回行われ、神楽、太刀、神輿はいずれも温江公民館前に集合した後、大虫・小虫の両神社で順番に祭礼を執り行う。先に祭礼を行う神社は、宵宮と本宮で交代し、年ごとにも交代する。
 ウィキメディア・コモンズには、大虫神社（温江区）に関するカテゴリがあります。
 ウィキメディア・コモンズには、小虫神社（温江区）に関するカテゴリがあります。

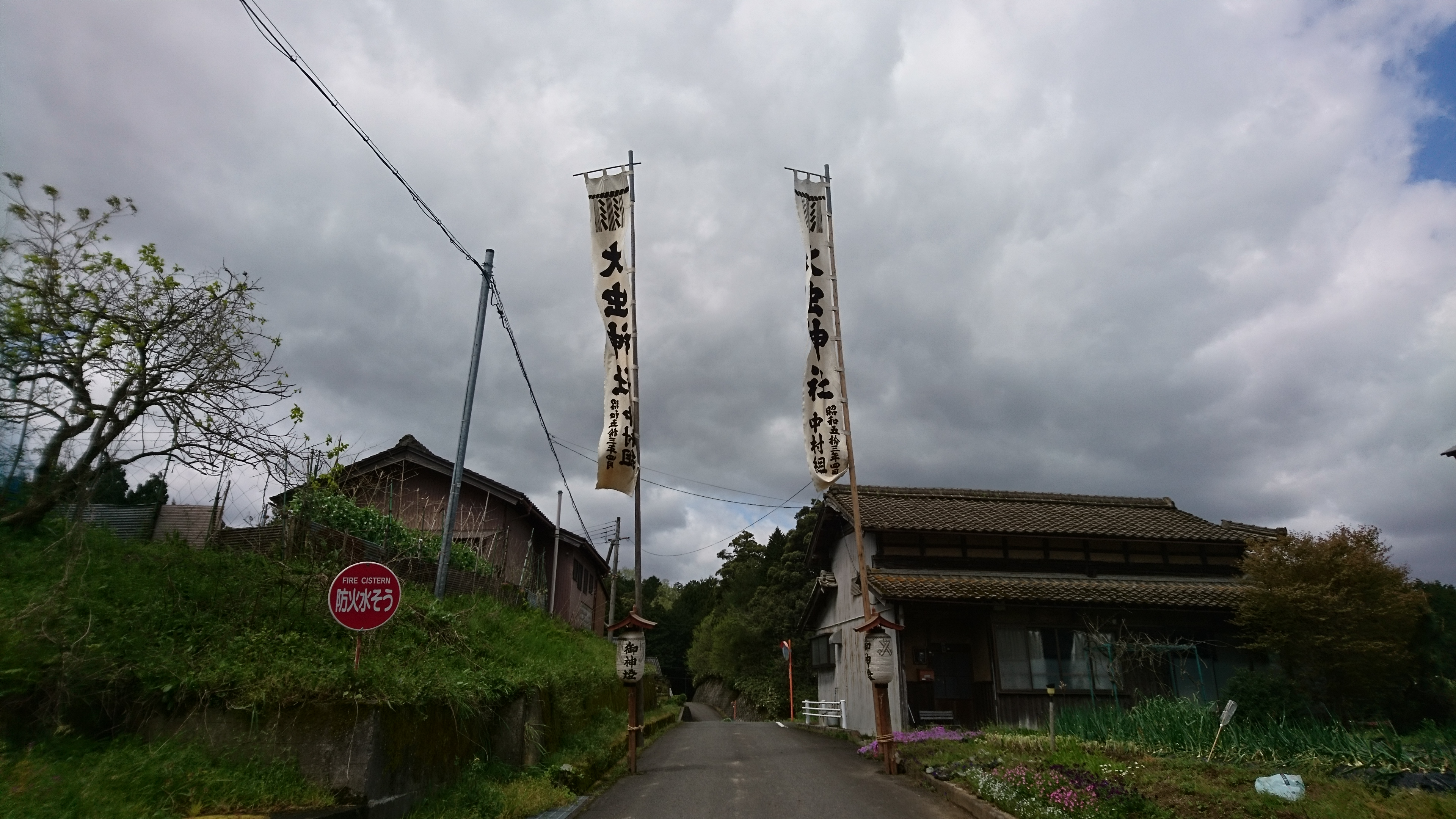
加悦谷祭当日、加悦谷一帯で主要な道に氏神の幟が立つ。
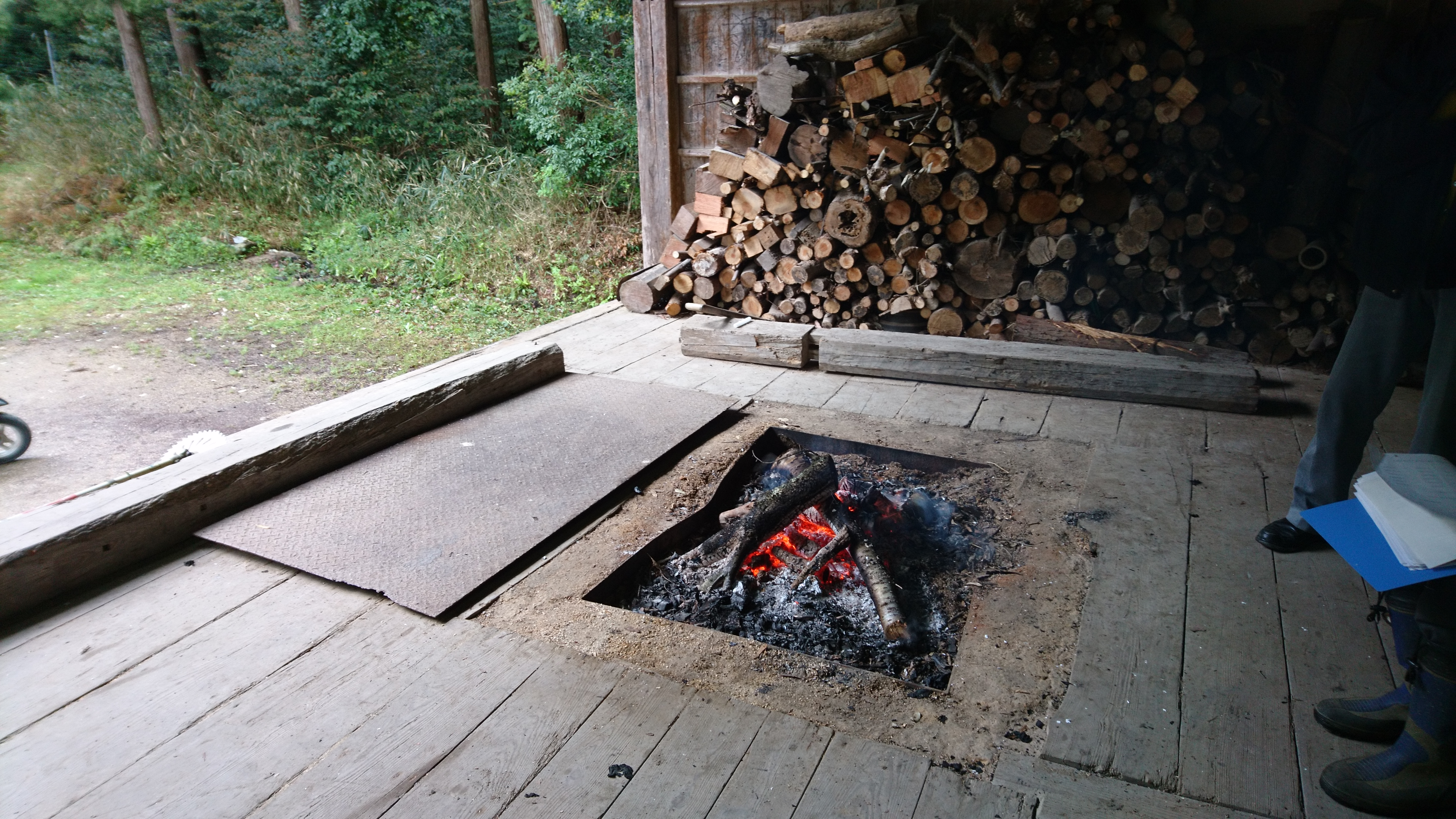
現在は使用されていない舞台の床を囲炉裏とし、作業中の暖をとる。（小虫神社）
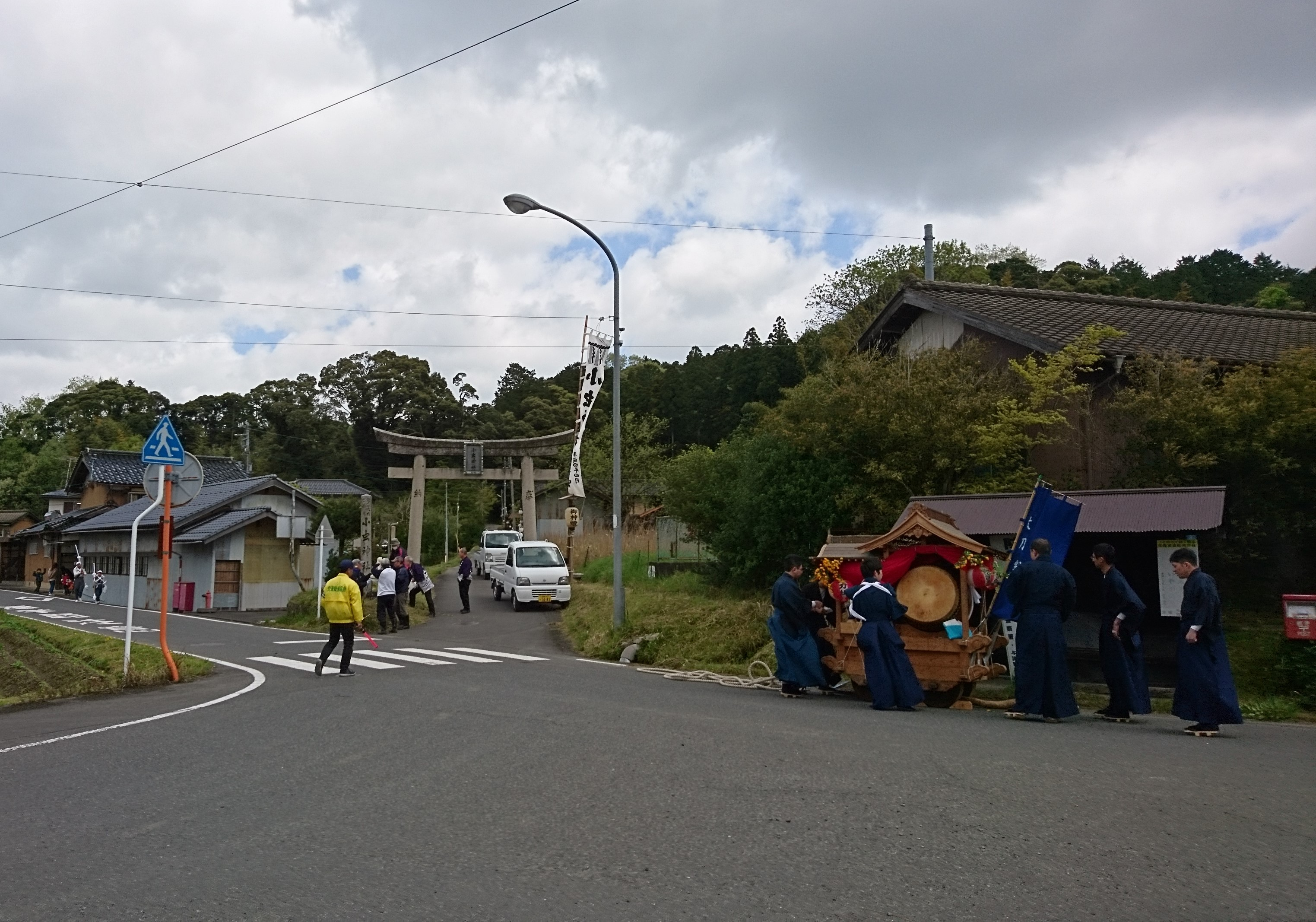
太刀振りの拍子を執る、太鼓と笛の屋台。
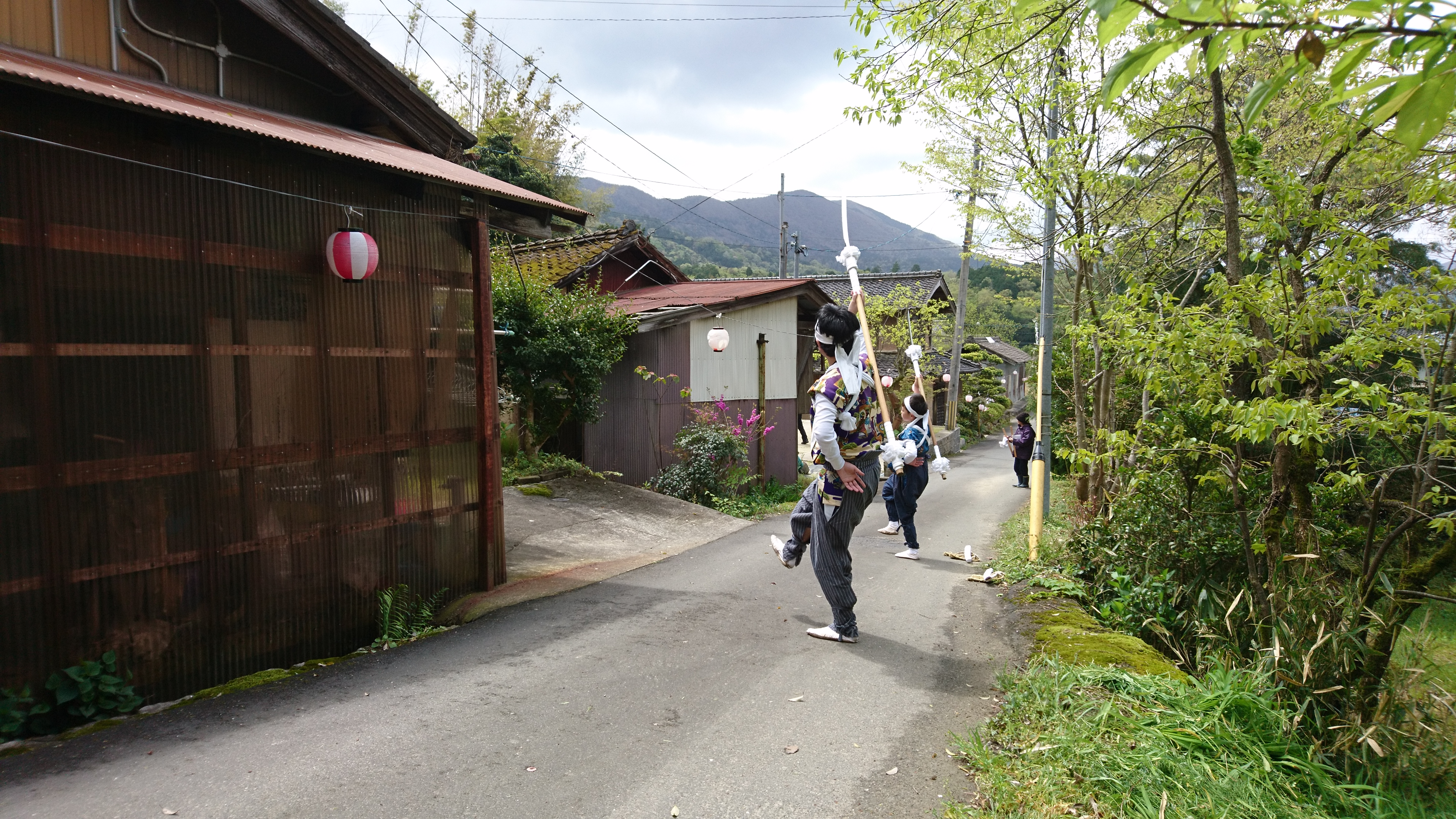
参道で奉じられる子どもの太刀振り
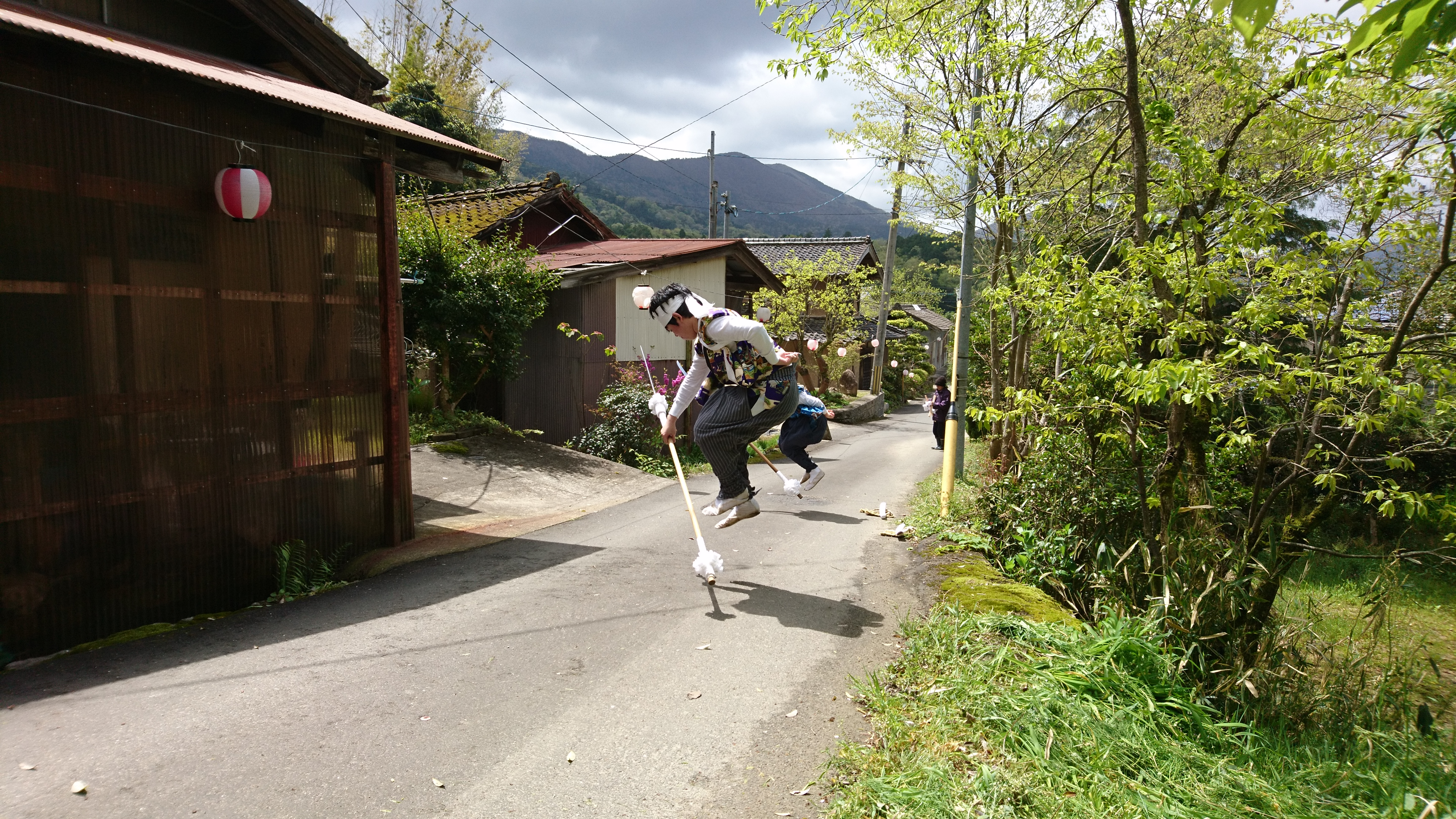
参道で奉じられる子どもの太刀振り

#### 大虫神社の太刀振り
祭礼行事の太刀振りは、2社を奉納する途中で各戸を巡回し、村内の無病息災や悪病退散と五穀豊穣を祈念したのがはじまりと伝わる。第二次世界大戦以前は、刀身に各家にあった真剣を用いたので切れ味がよく、怪我をする者もいたため、祭が近づくと鍛錬に励み、当日は朝から塩水を飲んで身を清めて太刀を振った。21世紀初頭においては保存会所有の模造刀を使用し、持ち手は桑で作られている。この太刀の長さは数種類あり、腕を上げて手首の高さに刃先がくる長さのものが望ましい。振り子には、小学3年生から中学3年生までの男子が参加する。
振り方は、太刀を振る場所や目的によって、3種類が戦前から変化なく伝承されている。神社への奉納舞で振られるホンブリは1番から5番までの徐々に難易度が上がる5種類の振り方で構成され、その前段として参道を進む時に舞うミチブリと、石段を上がる時に舞うダンブリがある。ホンブリの5つの型の特徴は、次の通りである。
1. 飛び跳ねる動作がない。
2. 両手で太刀を振り、飛び跳ねる動作が入る。
3. 片手で2番の振りをする。
4. 飛び跳ねる動作の難易度が上がる。
5. 4番よりさらに難易度が上がる。

ホンブリは宵宮の門付けでも披露されるが、この時に振るのは1番から3番までで、これはすべての児童が振ることができるものとされているが、4番5番は下級生の児童には難しく、上級者しか振ることができない。そのため、神社奉納の際には3番まで振った後でその先を振れない者は列から抜ける。太刀振りの囃子は太撥と細撥の太鼓を基本とし、奉納では神楽組から笛が加わる。太鼓の叩き方は、「ミチブリ」「ダンブリ」「ホンブリ」の1番から5番までですべて異なり、振り子はこれを聞き分けて太刀を振る。
刀身にも4種類あり、模様が無いものを「ノーマル」、1本線が入ったものを「カク」、波目の文様が入ったものを「ナミ」、1本線と波目が共に入ったものを「ナミカク」と称する。刀身と柄の結合部分に飾る白い和紙飾りは、かつてはただ「飾り」と称したが、和紙をくるくると丸めてボリュームを出すことから近年は「パーマ」と呼ばれ、宵宮の前日に振り子が自ら作る。

### 明石（あけし）
明石区は、加悦谷で最大規模をもつ蛭子山古墳や作山古墳をはじめ、明石城址や愛宕城址など各時代の史跡が多く残り、古くから開かれた土地である。野田川の中流域の右岸に形成された地域で、5つの集落で構成される。須代神社と日吉神社を氏神とし、このうち須代神社は、鎌倉時代の作とみられる珍しい木造神像や木造の狛犬を有する古社で、式内社である。付近は弥生時代中期の環濠集落「須代遺跡」とみられ、1983年（明治26年）10月13日に大雨によって境内の裏山で土砂が流れた際に銅鐸が出土した。出土地には標柱が立てられ、銅鐸は京都国立博物館で保管されている。
口碑伝説によれば、須代神社の祭神である須勢理姫命は、野田川を挟んで対岸に位置する三河内地区の氏神・倭文神社の天羽槌雄神の妻であったが、権力者の大国主命の正妃となったために離別させられてしまう。元夫婦の2神は、例祭の時だけ倭文神社でともに過ごすことができると伝えられ、倭文神社の例祭「三河内曳山祭」では、屋台巡行の途中の筋交い橋で、須勢理媛命を呼び戻すための神事「神招き」が行われる。
倭文神社に伝わる伝承によれば、両神社の神々が神木の下に集って宝器を鳴らし、春は根付きを占い、秋は感謝の祈りを捧げた。この宝器が銅鐸だったのではないかとみられる。銅鐸は、倭文神社の裏山からも出土しており、両神社の境内には同時代とみられる古墳が複数存在することからも、関係の深い2社とみられている。
明石地区の祭礼は、宵宮は日没後に区内を巡行する。本宮では、明石公民館に集合した後、そろって日吉神社に巡行して祭礼を行い、続いて庄ヶ崎まで巡行した後に折り返して須代神社で祭礼を行う。巡行の先導を務める神楽は2019年現在は保存会が存在するが、以前は各地区が持ち回りで神楽を担い、さらに古くは倉ケ崎集落が担当していたとの伝承が残る。屋台は4基、「日吉山」を巡行する日産地区以外の3基の屋台はいずれも「須代山」と記す提灯や見送りを飾るが、固有の屋台名は付けられていない。傘鉾は屋台の先頭を歩き、神楽の際には笛奏者の隣に立つ。
祭事の担当地区、団体は以下の通り。
- 神楽舞 - 神楽保存会
- 日産地区 - 太鼓屋台「日吉山」巡行
- 棒賀地区・倉ケ崎地区 - 太鼓屋台巡行
- 大代地区 - 太鼓屋台巡行
- 庄ヶ崎地区 - 傘鉾、太鼓屋台巡行

屋台は中央に大太鼓を据える太鼓屋台で、太鼓の胴木の一部と思われる遺物に「安政五戌午七月日」と記されているが、2008年時点で使用されていた屋台には「大正元年」の墨書がある。屋台の後ろには「須代山」と刺繍した見送り幕を下げる。庄ヶ崎は明石区祭礼の傘鉾を保管し、祭礼では組長が持つ役を担う。
 ウィキメディア・コモンズには、須代神社（明石区）に関するカテゴリがあります。
 ウィキメディア・コモンズには、日吉神社（明石区）に関するカテゴリがあります。

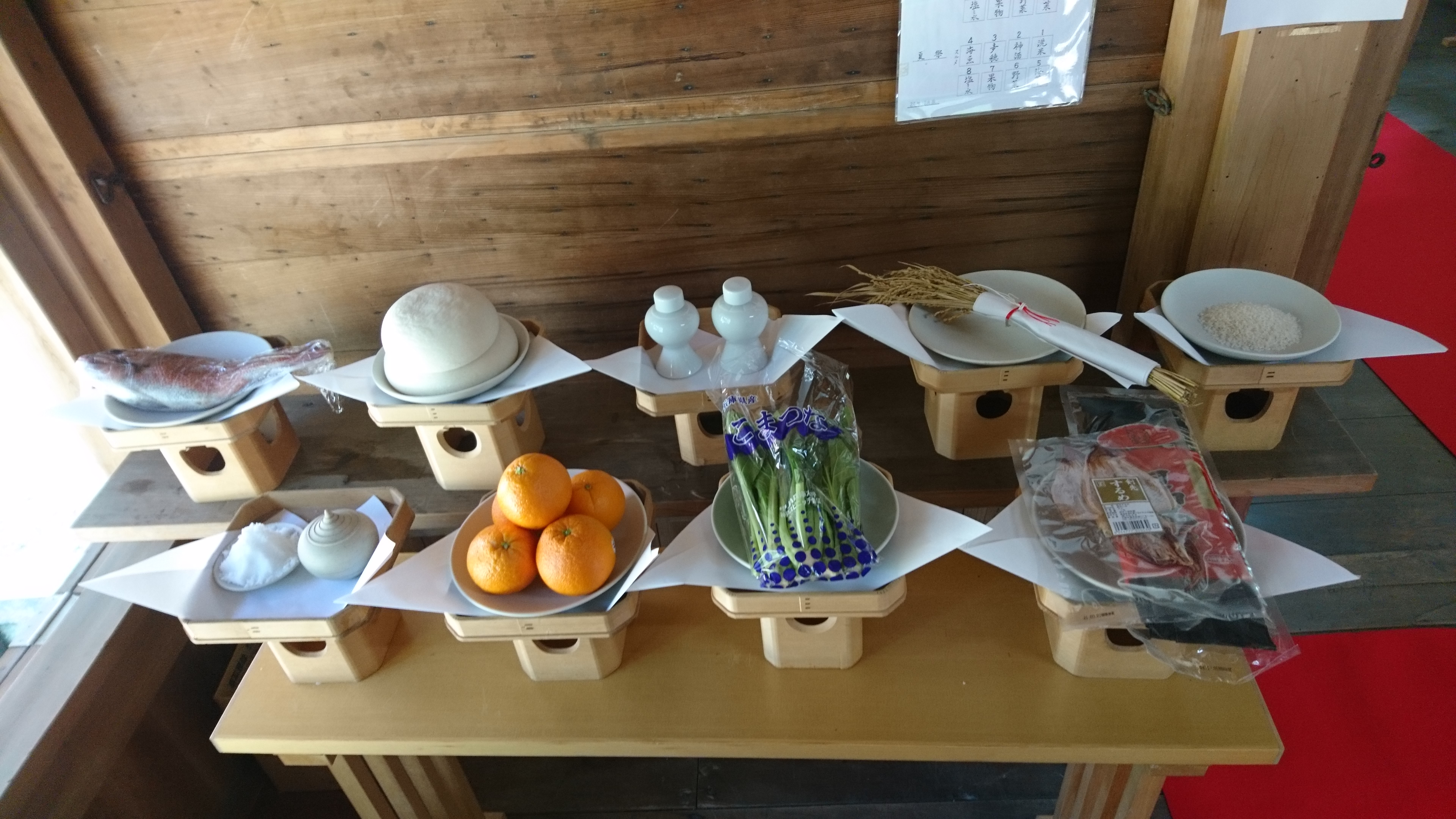
例祭の供物（須代神社）
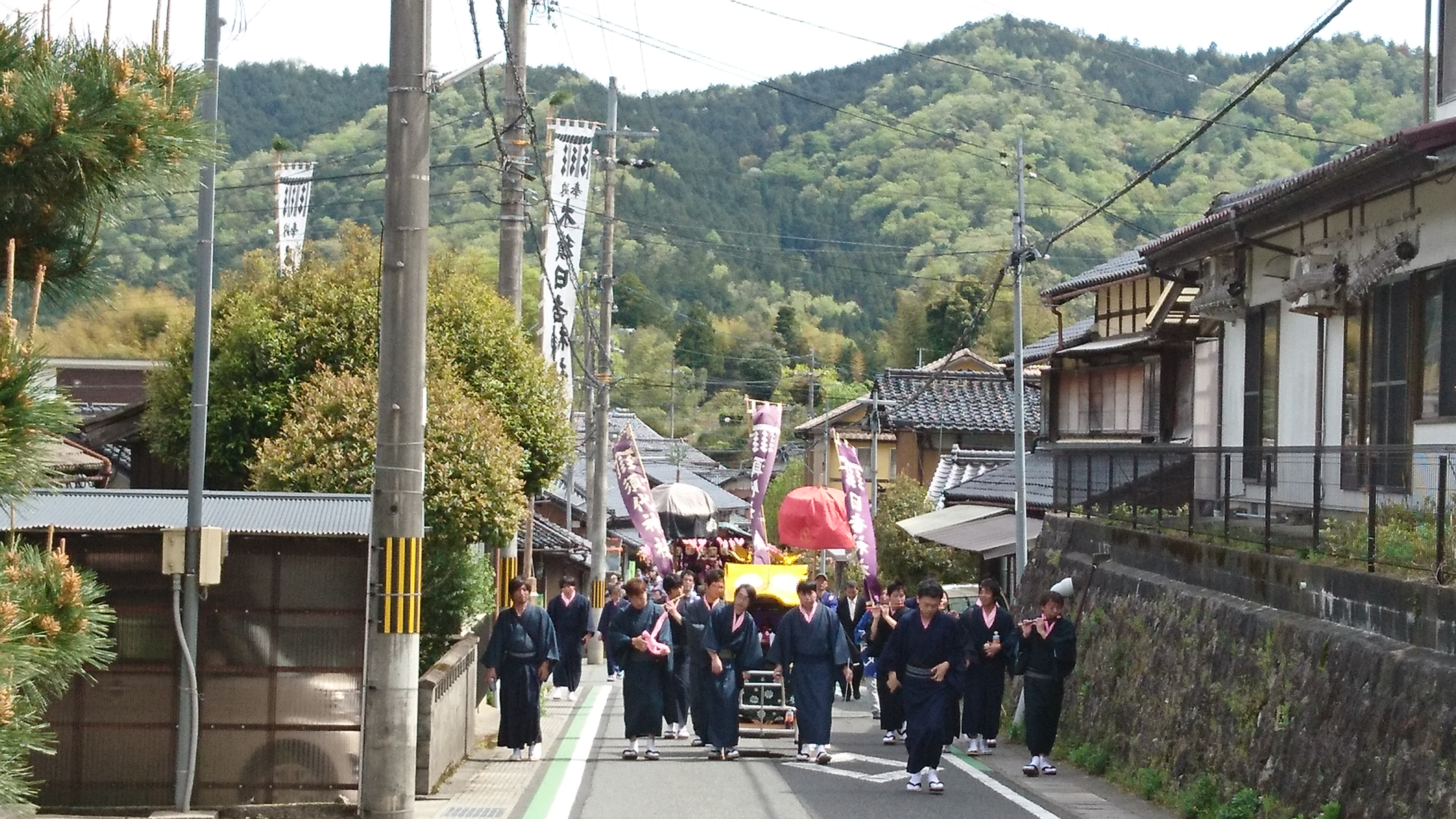
巡行
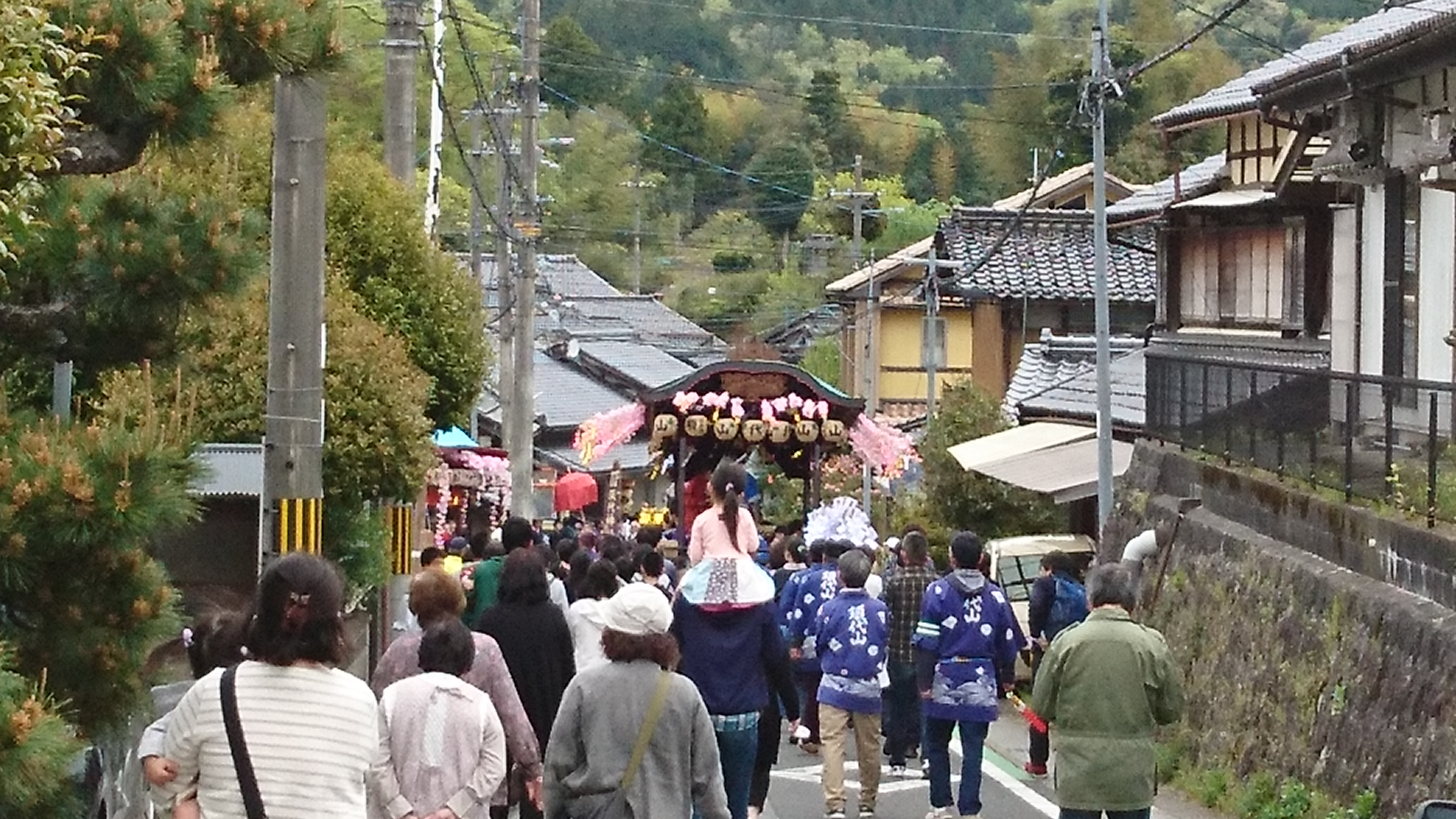
巡行
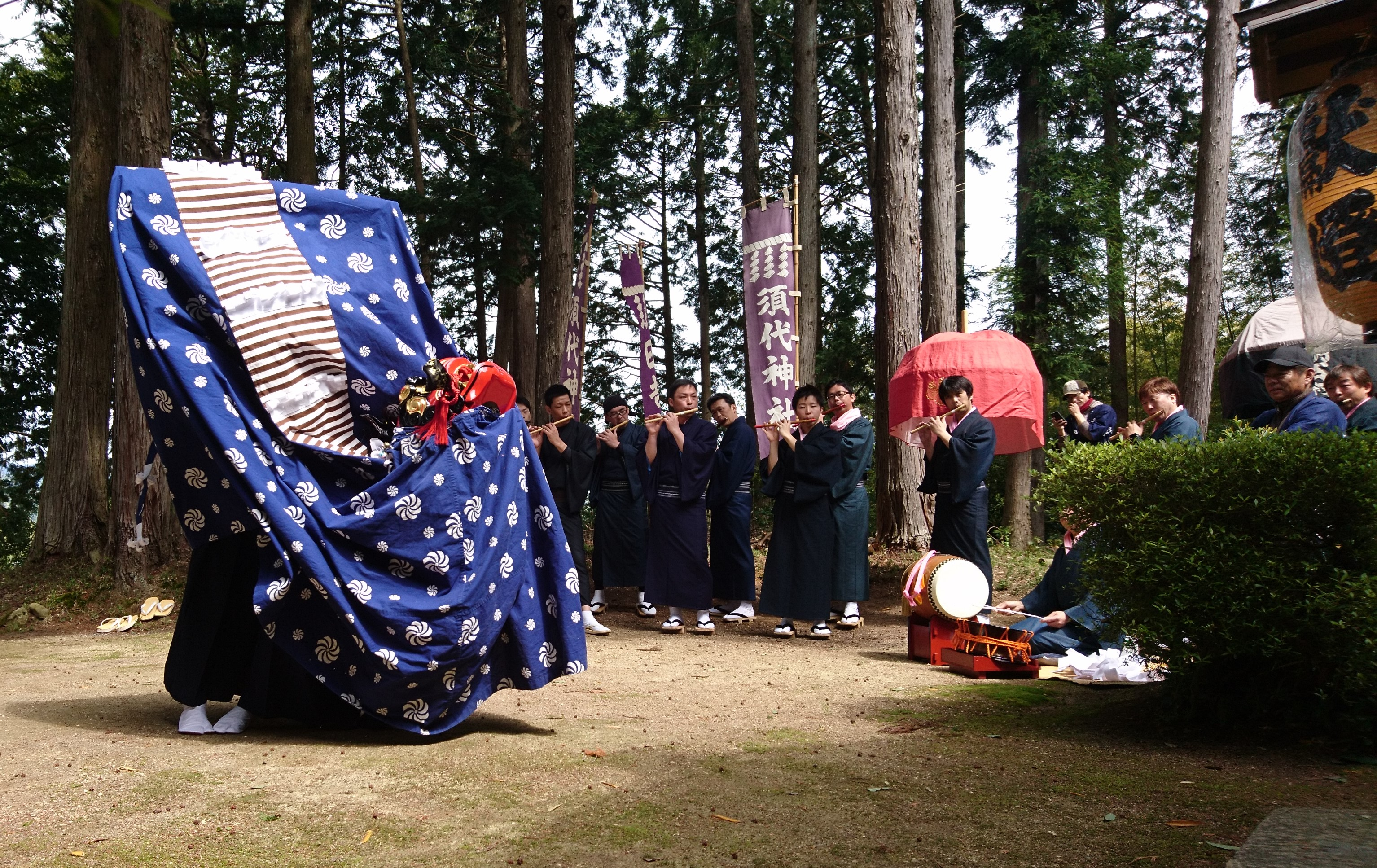
神楽の奉納（日吉神社）
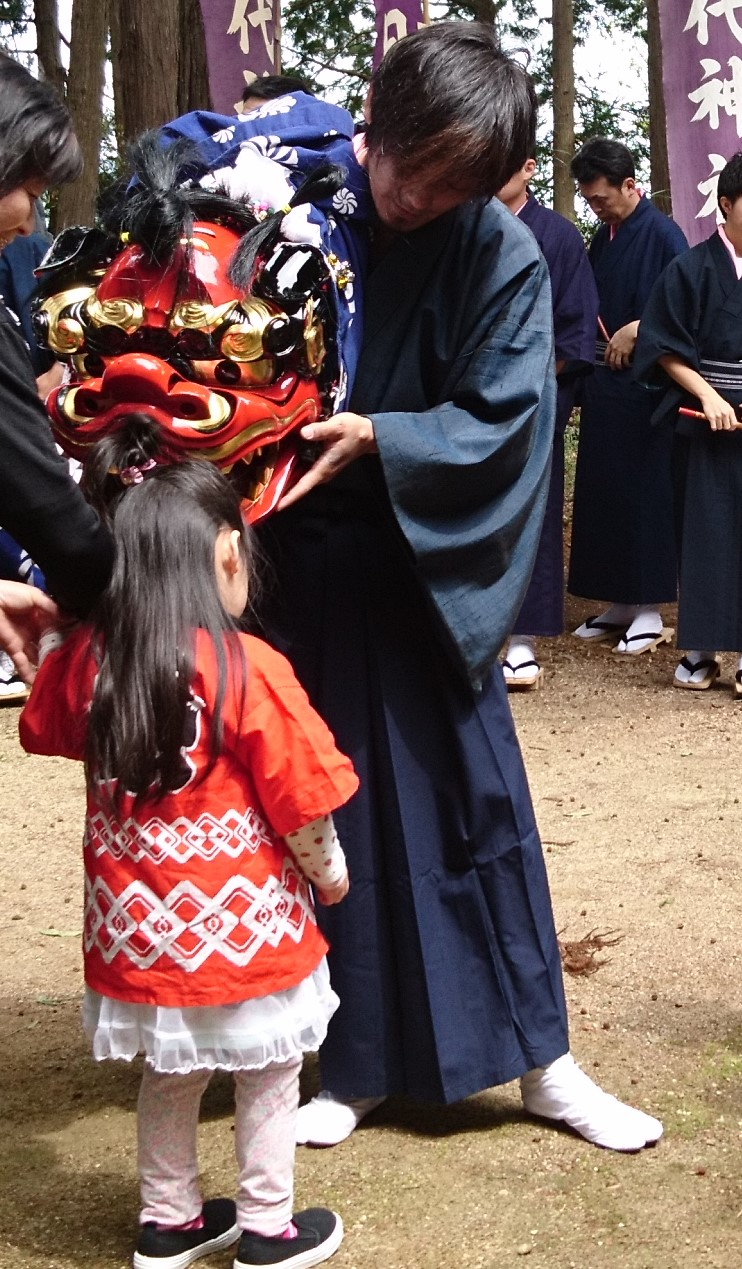
獅子神楽に頭を噛まれると、賢くなると伝えられる。

### 香河（かご）
香河区は旧加悦町域の東端に位置し、旧野田川町域の石川区から続くすり鉢状の谷間に位置する集落で、大宮峠を挟んで宮津市と隣接する。1889年（明治22年）以降、近接する村々と統合を繰り返して現在に至るが、香河地区としては近世の香河村の形状をほぼ踏襲する形で継続してきた地域である。集落は大きく2カ所にまたがり、通常「香河（かご）地区」と称する場合は集落の中でも奥香河を示し、口香河は「日晩寺（ひばんじ）地区」と称する。
氏神は、香河地区（奥香河）が一之坂神社と三谷神社、日晩寺地区（口香河）が山添神社と愛宕神社をそれぞれ氏神とする。伝承によれば、以前は香河（奥香河）と日晩寺（口香河）それぞれの地区に屋台があったが、現在は神楽のみが伝わる。
神楽が導入される大正初期以前は、中世の流行歌を基調とする笹囃子が、香河（奥香河）、日晩寺（口香河）の両地区でそれぞれに演じられた。明治時代には、氏子の中から選ばれた男女の子ども2人が笹囃子を奉じる役を担い、京都の愛宕神社に参拝した。
香河区の愛宕神社は、日晩寺の丘の頂に鎮座し、中世の山城跡であると伝えられる。以前は集落全土の信仰を集め、香河地区（奥香河）、日晩寺地区（口香河）ともに神楽の舞仕舞いは愛宕神社での奉納舞とされていたが、21世紀初頭の祭礼では廃れ、愛宕神社での神楽奉納は行われていない。
加悦谷祭の祭礼は、2019年時点では4社共同で行われている。宵宮の行事はなく、本宮に神楽が各戸を巡り、「カマドキヨメ」を奉じる。巡行の始点は、4社のいずれでもなく、香河地区（奥香河）に所在する慈雲寺とされている。本宮の朝、香河公民館に集合して神楽の衣装や囃子の道具など必要なものをトラックに載せて慈雲寺に向かい、門前でカマドキヨメを舞い始め、各戸をまわる。その後、ふたたびトラックで日晩寺地区（口香河）に移動し、最初の家で振る舞いを受けた後、日晩寺地区（口香河）の各戸をまわり、昼頃には香河公民館い戻って食事をして終了とする。
祭礼行事を1日ですませるようになった現在では、神楽舞はカマドキヨメのみとなっているが、2日間かけて祭礼が行われた頃は、4月24日の宵宮の夜に組長、宮総代、宮世話などの役員宅で神楽を舞い（役舞）、この時の舞は4種であった。この風習が一時期途絶え、その後4種の舞は行われなくなった。風習が途絶えた理由は明らかでない。4種の舞は、時間がかかるという理由から、24日に役員以外の各戸をまわる舞では、カマドキヨメのみが奉じられた。25日の本宮では、神社の祭礼でも4種の舞をすべて奉納した。五穀豊穣、村中安全、猪害の防止を祈願し、「鈴の舞」「剣の舞」「乱の舞」「四方舞（天狗舞）」を奉納したと伝えられる。本宮神社での祭礼後、舞納めは組頭の家で行い、慰労会の後に、算所区の末廣座に映画を観に行くのが当時の慣習であったという。
 ウィキメディア・コモンズには、一之坂神社（与謝区）に関するカテゴリがあります。
 ウィキメディア・コモンズには、山添神社（与謝区）に関するカテゴリがあります。

#### 香河の神楽
21世紀初頭におけるカマドキヨメの神楽は、日晩寺地区（口香河）に伝わるものであるが、囃子は香河地区（奥香河）に伝わるものを用いる。
神楽は、大正3年頃に香河公民館が建築された記念として、有志の青年らが岩滝から習い受け、村祭りに導入したのが始まりとされる。本来、香河地区（奥香河）の神楽は「女神楽」で笛は7穴、日晩寺地区（口香河）の神楽は「男神楽」で笛は6穴と異なるものが継承されていたが、香河地区（奥香河）の神楽がやがて廃れたため、21世紀初頭においては日晩寺地区（口香河）の神楽が香河地区（奥香河）のカマドキヨメも担うこととなった。
神楽の舞手は社会人で構成される。

## （旧）野田川町地域の祭礼行事

### 石川（いしかわ）
大命神社、大宮神社、矢田部神社、物部神社、稲崎神社、多田神社の6社を氏神とする。このうち、大命神社、大宮神社、物部神社、稲崎神社の4社は合同で、宵宮に祭礼行事を執り行い、本宮では石川農耕センターで神楽・太刀振り・笹林の順にそれぞれの芸能を奉納した後、各地区内を巡行する。巡行の最終地は大宮神社であり、社前の舞台で各芸能の奉納で締めくくりとされる。かつては青年相撲の催しが祭の締めくくりであったが、2019年現在は相撲は行われていない。4社合同祭礼の由来は不明とされるが、区内の神宮寺に1830年頃の「四社本地仏聖観音菩薩像」が残る記録から、起源は古いと考えられている。
主な芸能に、鎌倉時代から伝わるもので与謝野町の無形文化財の指定を受ける「大命神社の笹囃子」の奉納、室町時代から伝わるとされる「矢田部神社の太刀振り」の奉納、「稲崎神社の神楽」がある。大命神社では、元禄年間の徳川綱吉の頃までは、笹囃子とともに「大黒おどり」も奉納されたと伝えられるが、現在は途絶えている。
稲崎神社の神楽は、出雲神楽の流れを汲み、古くは田楽舞いとともに奉納され、神楽祈祷の神符などを配っていたものが、後に獅子神楽のみ独立したと思われる。その時期は1736年（享保21年）9月9日の氏神祭記に、当時の庄屋から代官所に届けられた文書に「当村端亀山より立願にて、獅子舞仕り度願申出候云々」とあることから、この時に分かれたものとみられる。
太刀振りは、古来男児の芸能であったが、担い手不足から約2年の協議を経て、2019年（平成31年）の例祭から女児も太刀振りを行うこととなり、2019年（平成31年）は小学2年生から6年生までの女児8人が、男児10人とともに太刀を振った。太刀振りは成人男子も行い、大宮神社への参進は全員1列となって太刀を振り、参道に点々と盛土された「斉刺（いみざし）」を先頭の振子が蹴散らしながら進む。
合同祭礼を行わない2社のうち矢田部神社の祭礼行事は大宮地区の氏子が、多田神社の祭礼行事は堂谷地区の氏子が執り行う。
神事はいずれも、宵宮の日に、宮津市の和貴宮神社社司によって行われる。
祭事の担当地区、内容は以下の通り。
- 高津地区、川上地区、上地地区の一部（大命神社） - 笹囃子
- 大宮地区（大宮神社および矢田部神社） - 太刀振り
- 上地地区と中地地区の一部（大宮神社および矢田部神社） - 太刀振り、太鼓屋台
- 下地地区と中地地区の一部（物部神社） - 子ども屋台巡行
- 亀山地区（稲崎神社） - 神楽舞のほか、宵宮のみ太鼓屋台が巡行する。
- 堂谷地区（多田神社） - 子ども屋台（太鼓）巡行。宵宮午後に祭礼を行い、本宮に堂谷地区の全戸を屋台が巡行する。

石川区の民家では寿司等の料理を巡行の参加者にふるまい労をねぎらうほか、遠方の親類や知人を招いて親交を深める機会とする。
 ウィキメディア・コモンズには、大宮神社（石川区大宮）に関するカテゴリがあります。
 ウィキメディア・コモンズには、矢田部神社（石川区大宮）に関するカテゴリがあります。
 ウィキメディア・コモンズには、物部神社（石川区下地）に関するカテゴリがあります。
 ウィキメディア・コモンズには、稲崎神社（石川区亀山）に関するカテゴリがあります。
 ウィキメディア・コモンズには、多田神社（石川区堂谷）に関するカテゴリがあります。

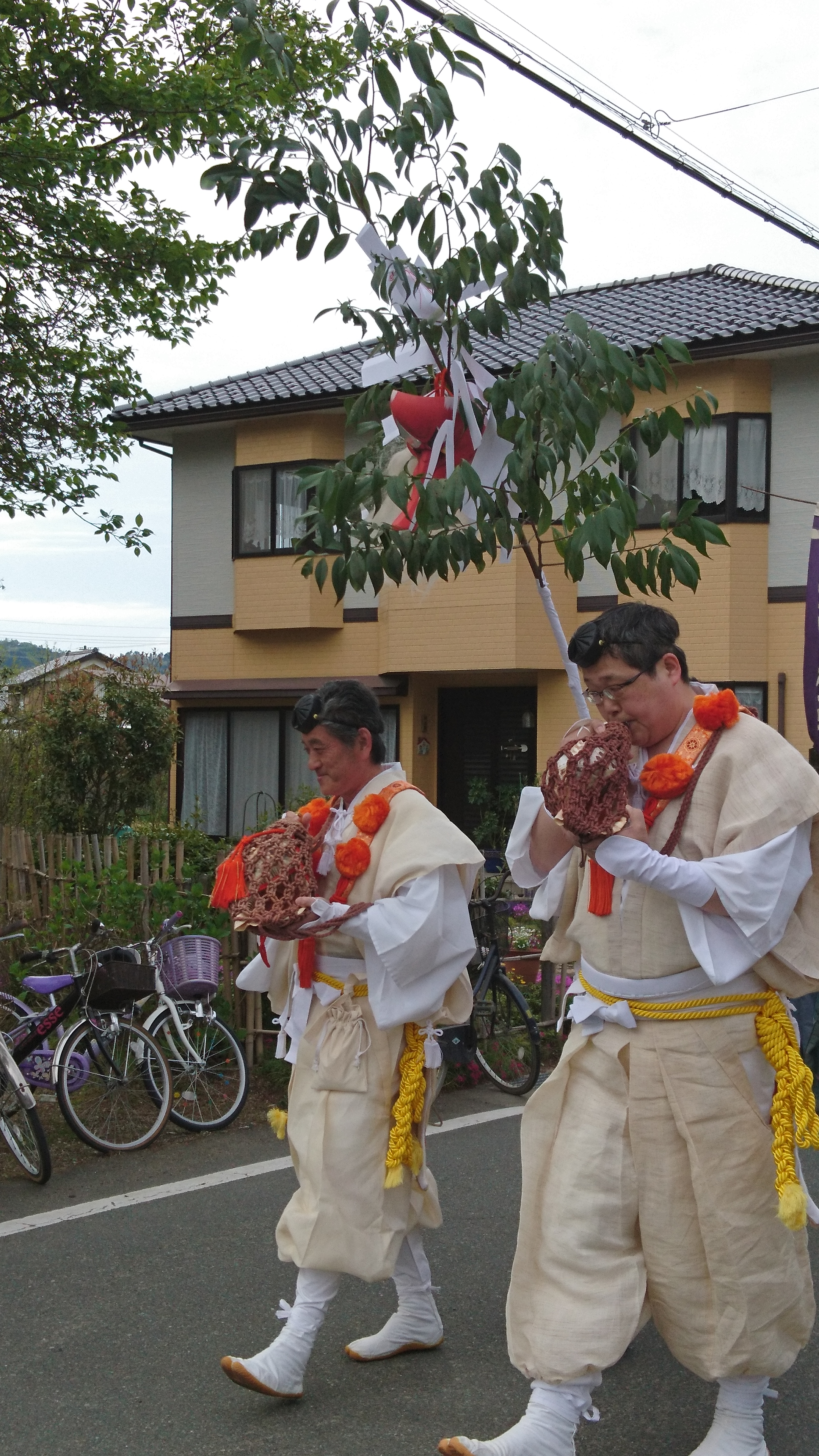
法螺貝を吹く山伏が巡行行列の先導を務める。（大宮神社）
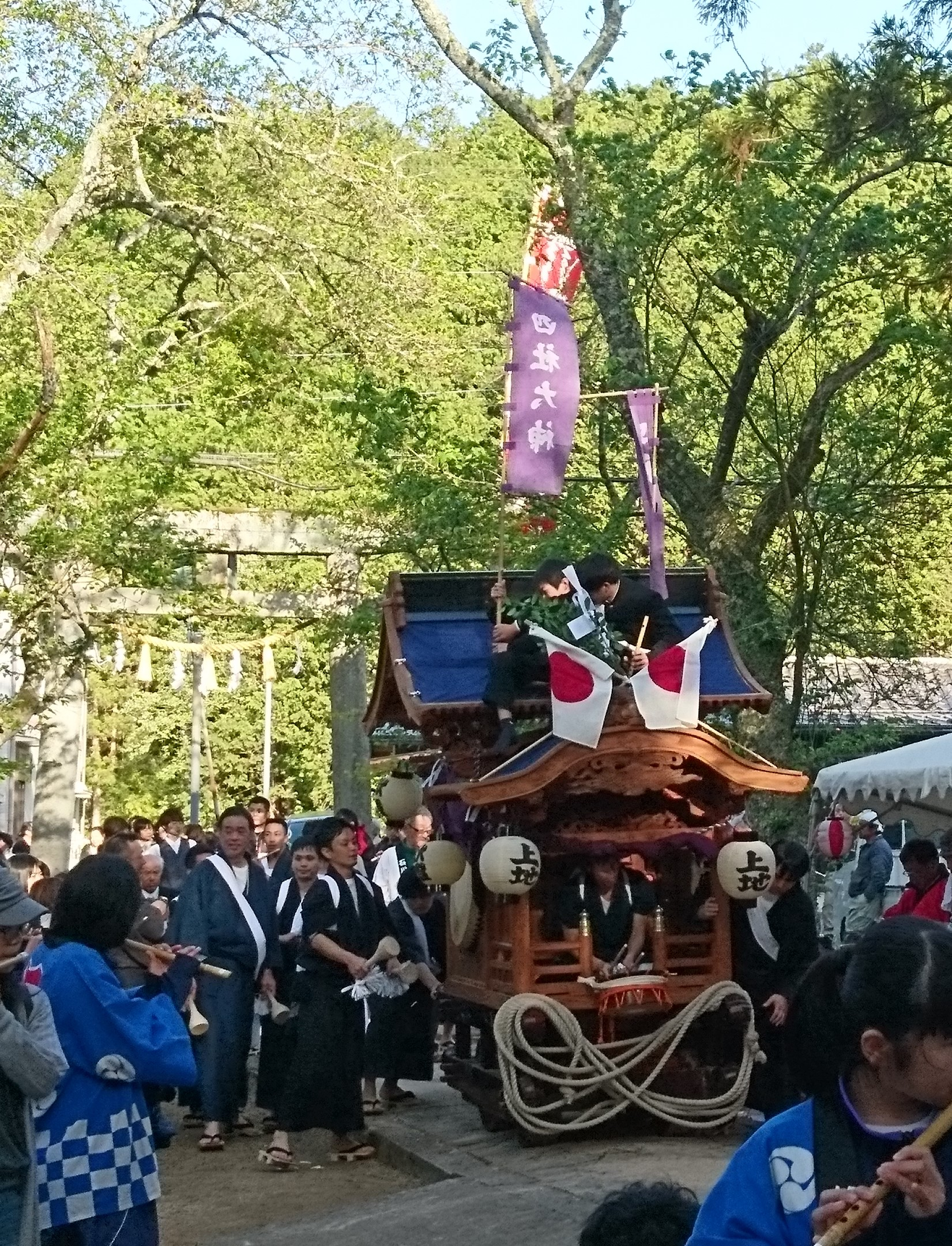
上地地区の太鼓屋台（大宮神社）
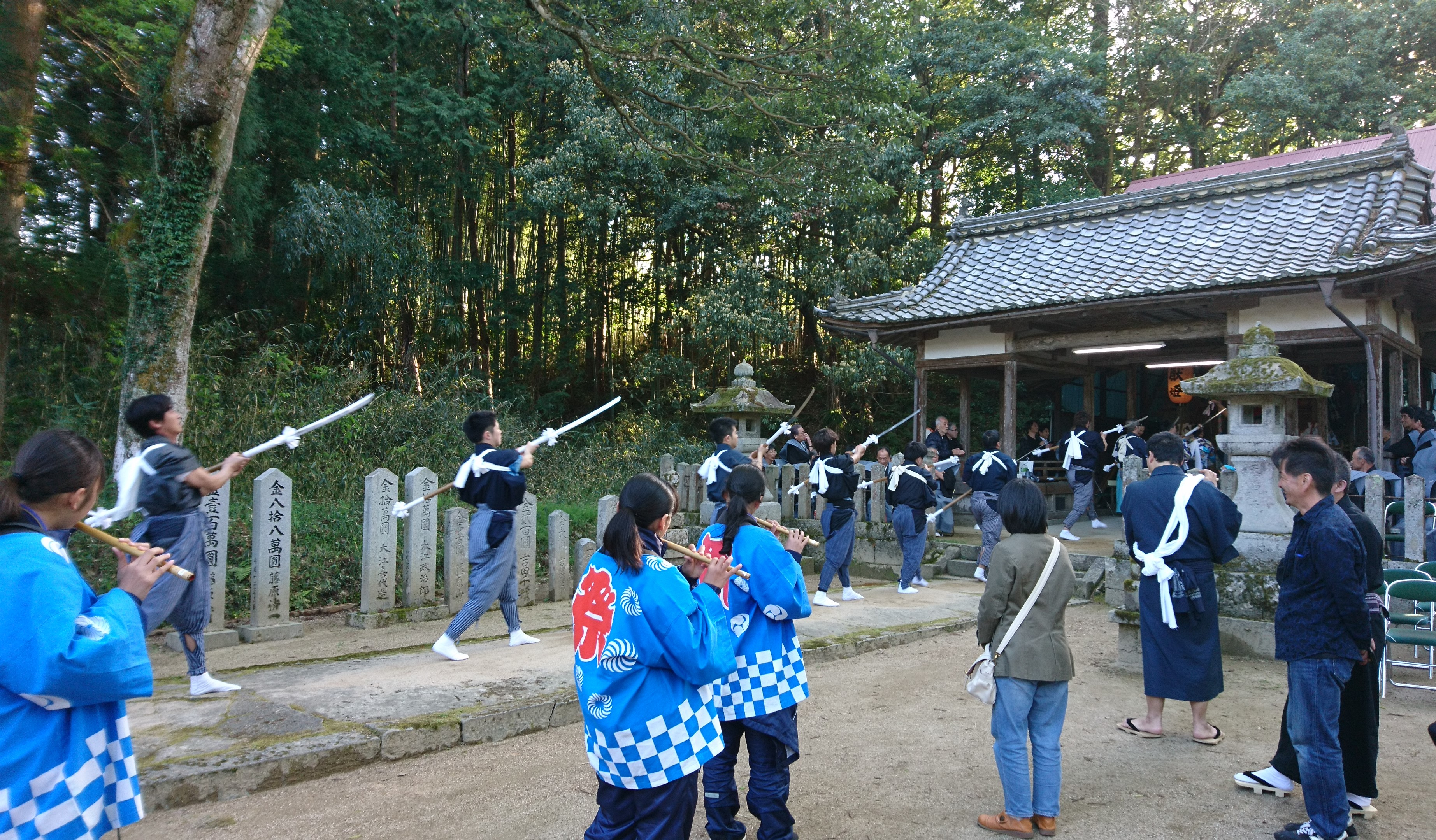
太刀振りの入境（大宮神社）
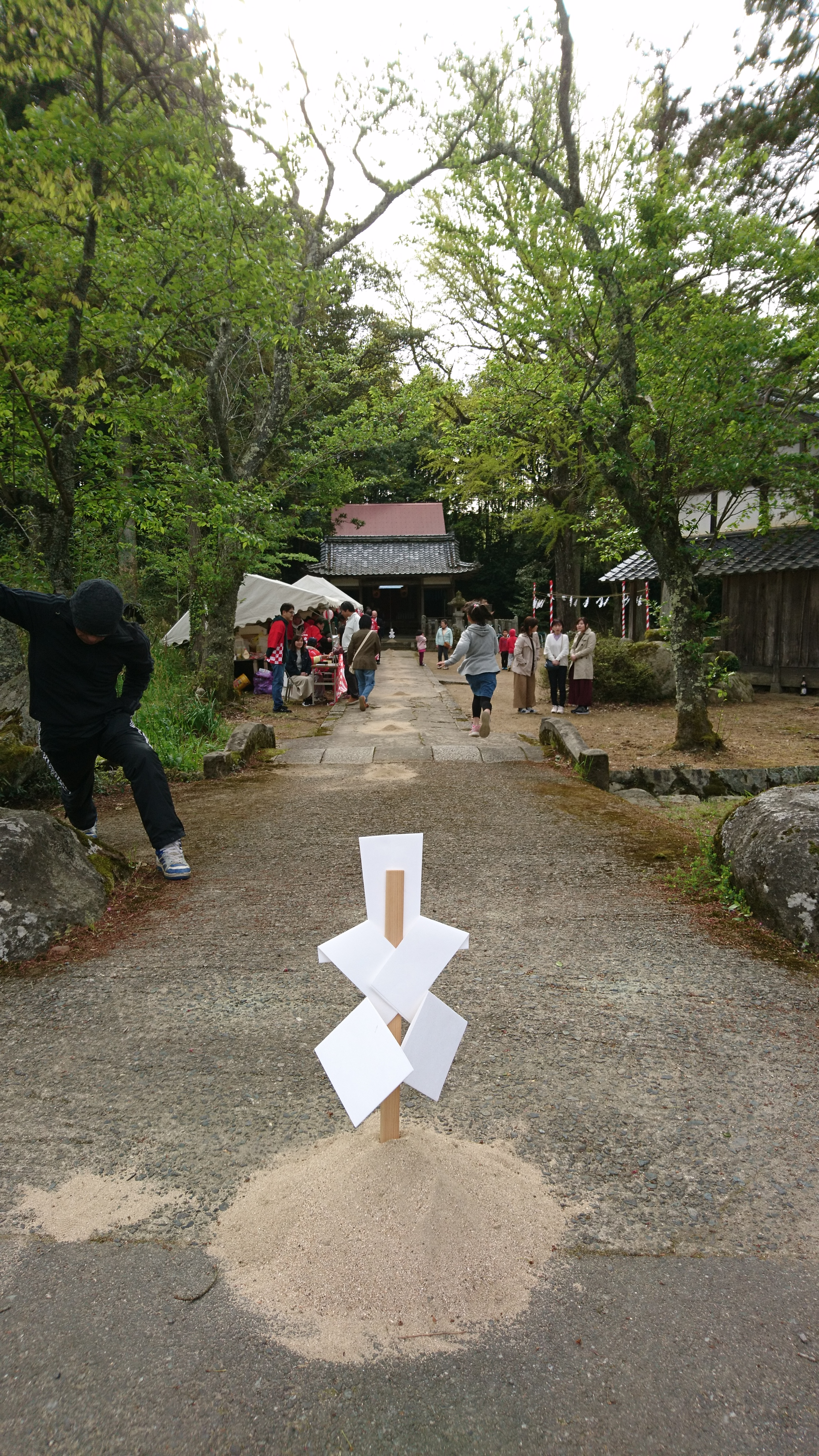
参道に一直線に盛られた清めの盛り土「斉刺」。（大宮神社）
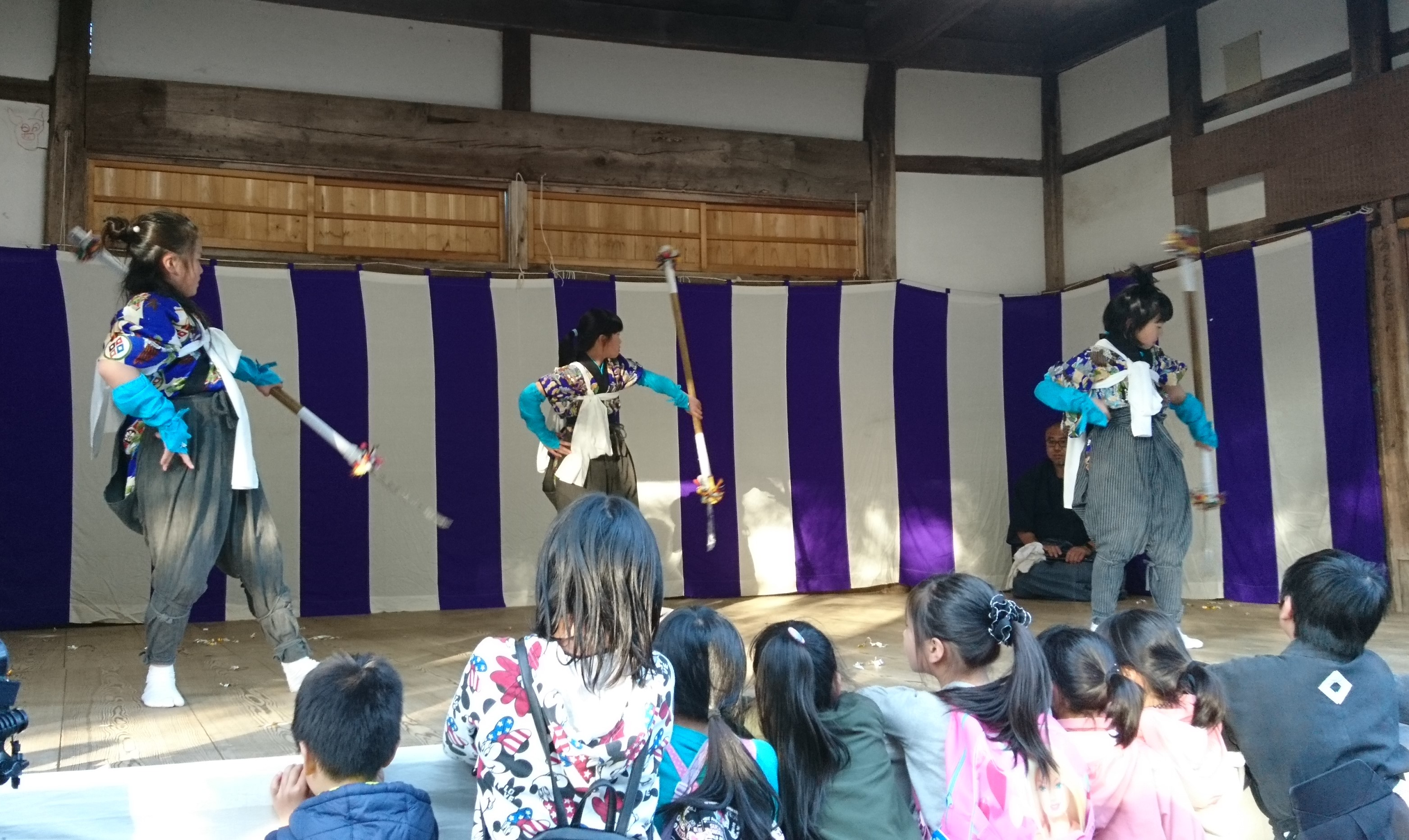
2019年から女児も太刀振りを担う。（大宮神社）
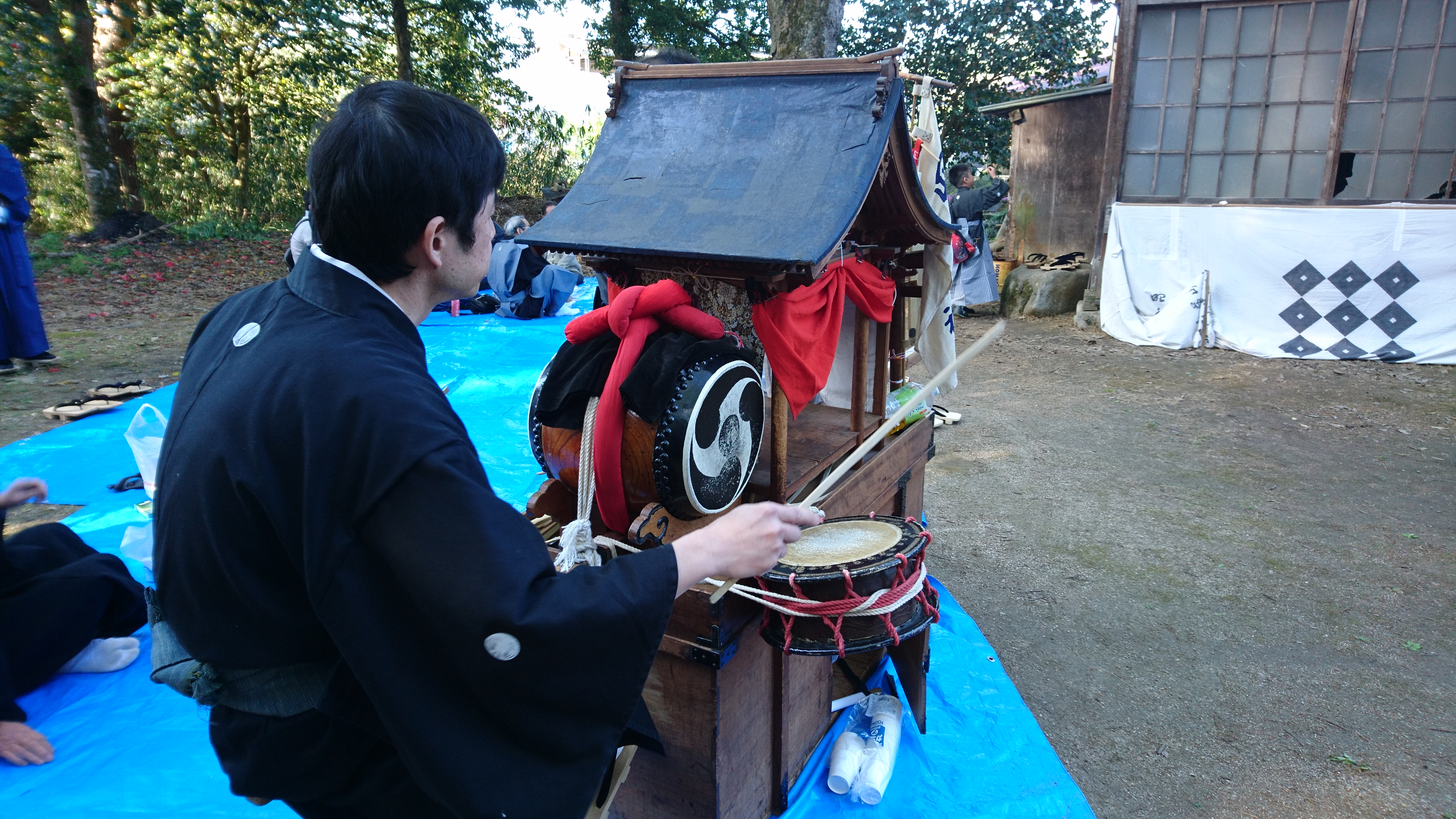
神楽の拍子をとる稲崎神社氏子の囃子太鼓

#### 大命神社の笹囃子

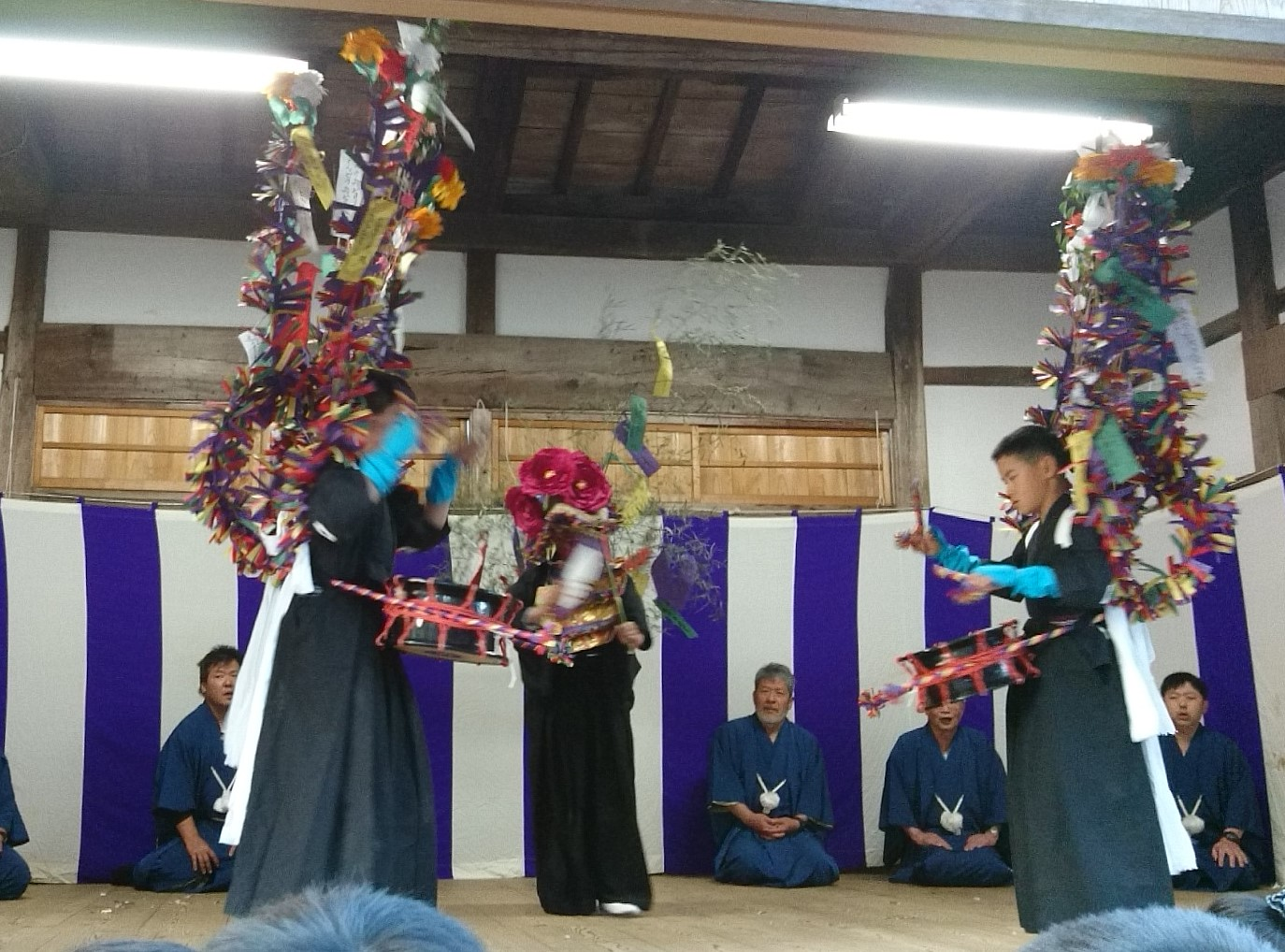
石川区の笹囃子

大命神社（おうめい神社）は、平安中期の聖観世音菩薩像を御神体とし、もとは慈観寺の鎮守とされた。1716年の冬に建立、遷宮し、祭神に用明天皇こと橘豊日命を祀る。
例祭・加悦谷祭では合同祭礼を行う4社に含まれ、石川区で唯一、大命神社氏子によって伝承され、与謝野町指定無形民俗文化財となっている「笹囃子」は、奉納芸能の最後を飾る。古くは宮座によって執り行われた神事で、やがて氏子の男児3人が担当するようになった。現在は物忌みなどは行われていないが、古くは舞人は神意によって選ばれ、選出された少年達は数日間の潔斎で身を清めて舞に臨んだと伝わる。
氏子によれば「花踊」とも称し、3人の氏子の男児が舞を担い、大人は唄人を務める。唄人の人数は、とくに定められていない。舞人は、牡丹の花飾りのついたデンチ形の胴着をまとった中立の男児をシンポチを称し、黒紋付に白襷をかけた男児2人が、腹の前に結びつけた太鼓を色紙で飾った竹の撥で打ち鳴らし、囃子を務める。
演目は5種あり、「花の踊り」「巡礼踊り」「笠の踊り」「船頭おどり」「瀬田の踊り」と称される。このうち、「笠の踊り」「船頭おどり」「瀬田の踊り」は踊りの難易度が高いために昭和初期には舞が途絶えており、現在は「花の踊り」「巡礼踊り」のみ披露される。この「花の踊り」「巡礼踊り」も、意味が通じ、かつ、踊りのリズムに合うように、近年、原本がわずかながらアレンジされた。
祭では、はじめに祭当番の家で踊り、集落の主だった6軒ほどの家で舞った後、4社合同祭礼を行う石川区の事務所で神楽、太刀振りとともに奉納舞を舞う。その後、物部神社で奉納し、大宮神社まで練り歩いて社前の舞台で神楽、太刀振りとともに奉納する。かつては本祭1日のみで行われたが、現在は宵宮と本宮の2日にわけて行われている。
大命神社の例祭の祭礼後には、笹囃子にあわせて、太刀振りの子ども達が「かかえ」「ばらばら」「片手」「かんぬきの太刀」などを振り舞ったとも伝えられる。
上地地区が1979年（昭和54年）に「ささばやし踊り保存会」を発足したのを皮切りに、各地区で氏子を中心に文化財としての保存と継承に勤める。
 ウィキメディア・コモンズには、大命神社（石川区上地）に関するカテゴリがあります。

### 山田（やまだ）

#### 下山田（しもやまだ）
明境神社（あけさい）と小聖神社（こひじり）を氏神とし、2社合同で例祭を執り行う。この2社は、国土創成の神である伊邪那美・伊邪那岐をそれぞれ祭神とする一対の古社で、明境神社には室町時代の作とみられる男女神2体の木造神像や、町指定文化財（天然記念物）となっているボダイジュの古木が残る。明治時代中頃までは、能の三番叟を舞い、豊作時には狂言を行った。また、小聖神社には、明治末期までは1.5メートル四方の楽屋台が氏子内に4台あり、祭礼では子どもや若者が担いで巡行した。神楽は終戦後に祭の余興として行われるようになり、昭和初期から太刀振りが行われるようになった。
2019年（平成31年）現在の祭礼では、太刀振りのみが下山田郷土芸能保存会によって継承され、宵宮に「カマド清め舞」を、本宮に祭礼巡行を行う。巡行の開始地点は毎年交互と定められ、2019年は小聖神社が始点となった。
 ウィキメディア・コモンズには、明境神社（山田区）に関するカテゴリがあります。
 ウィキメディア・コモンズには、小聖神社（山田区）に関するカテゴリがあります。

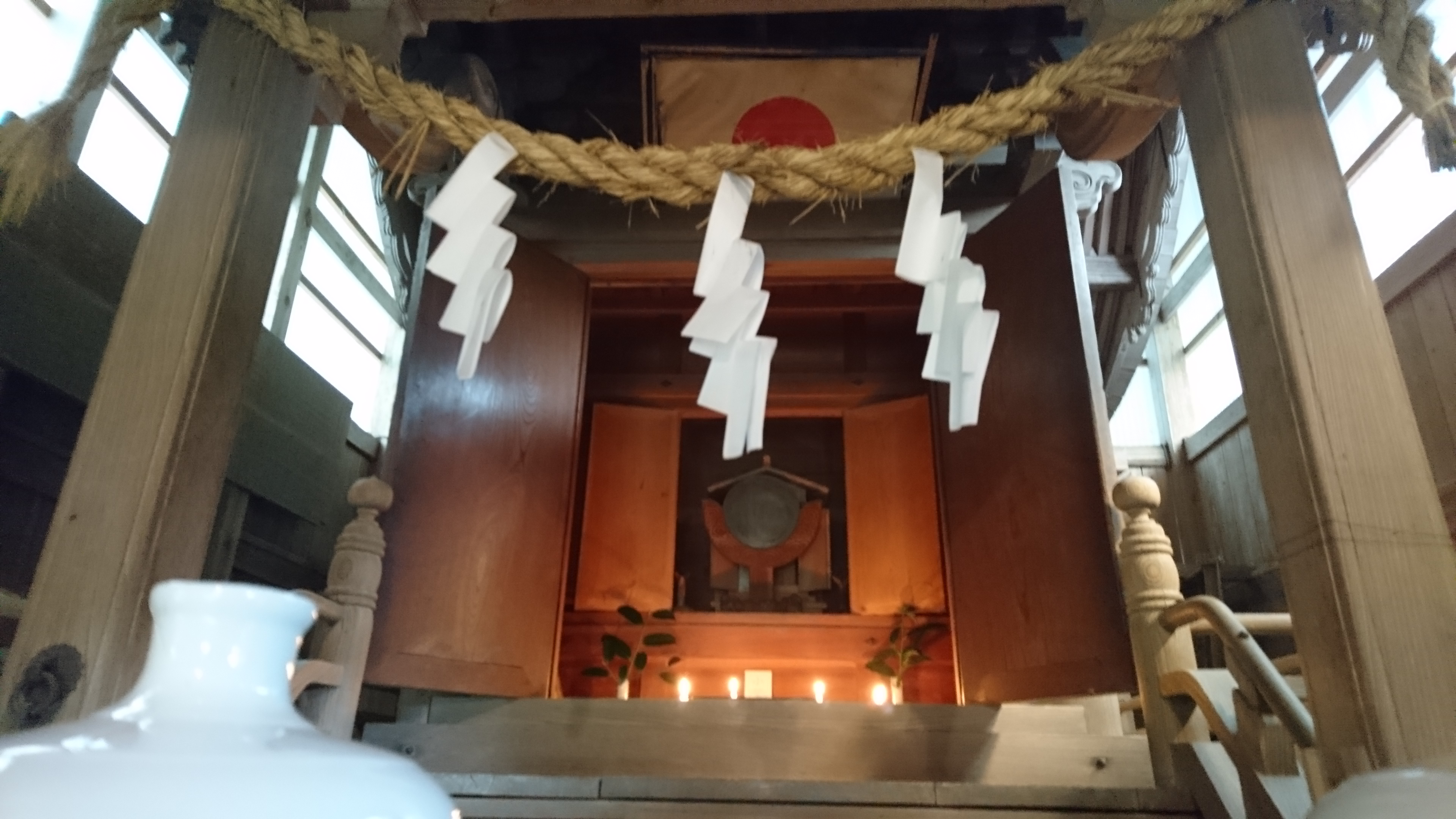
例祭日の本殿（小聖神社）
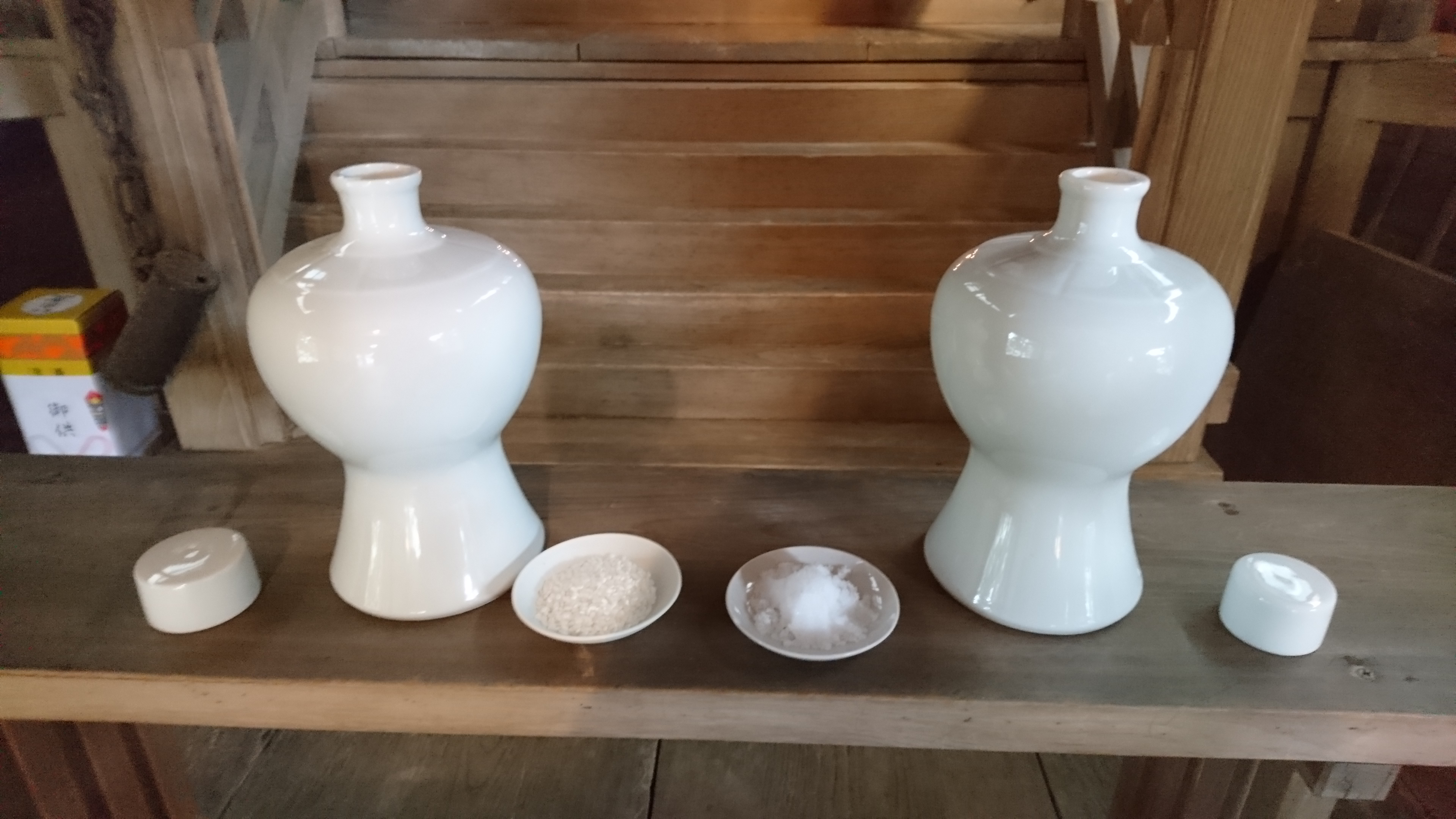
祭礼の供物の一部（小聖神社）
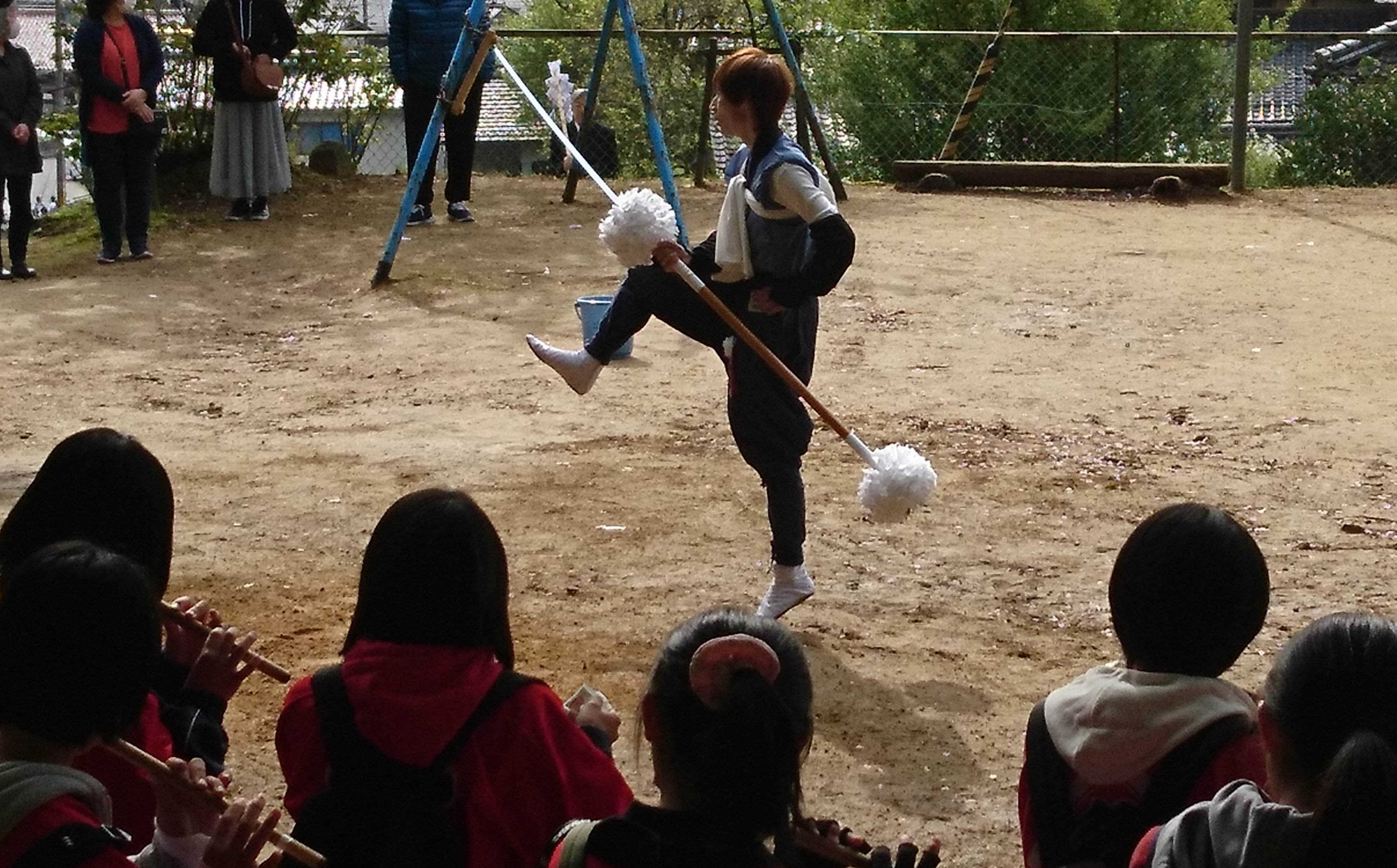
太刀振りの奉納舞（小聖神社）
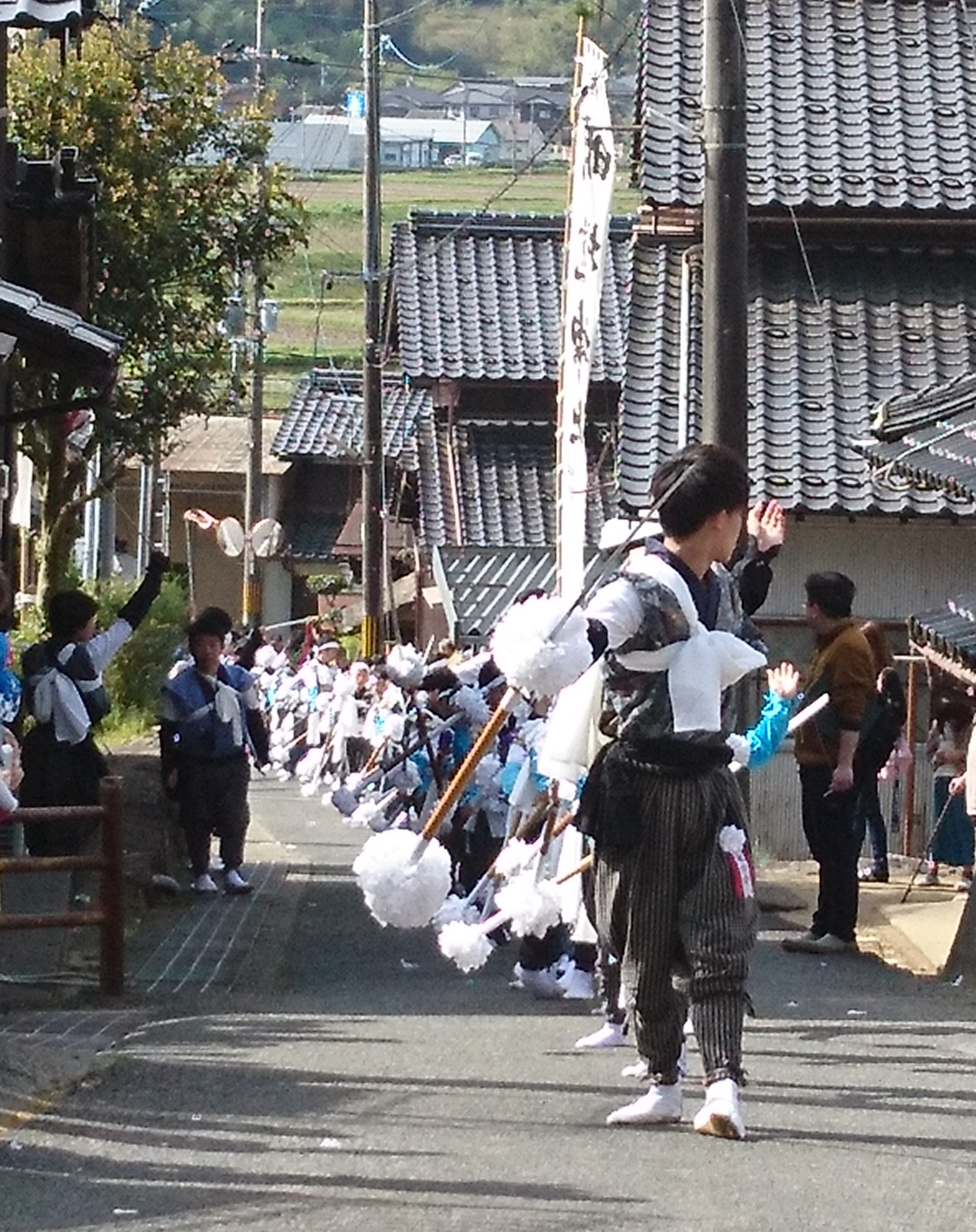
太刀振りの道振り（明境神社）
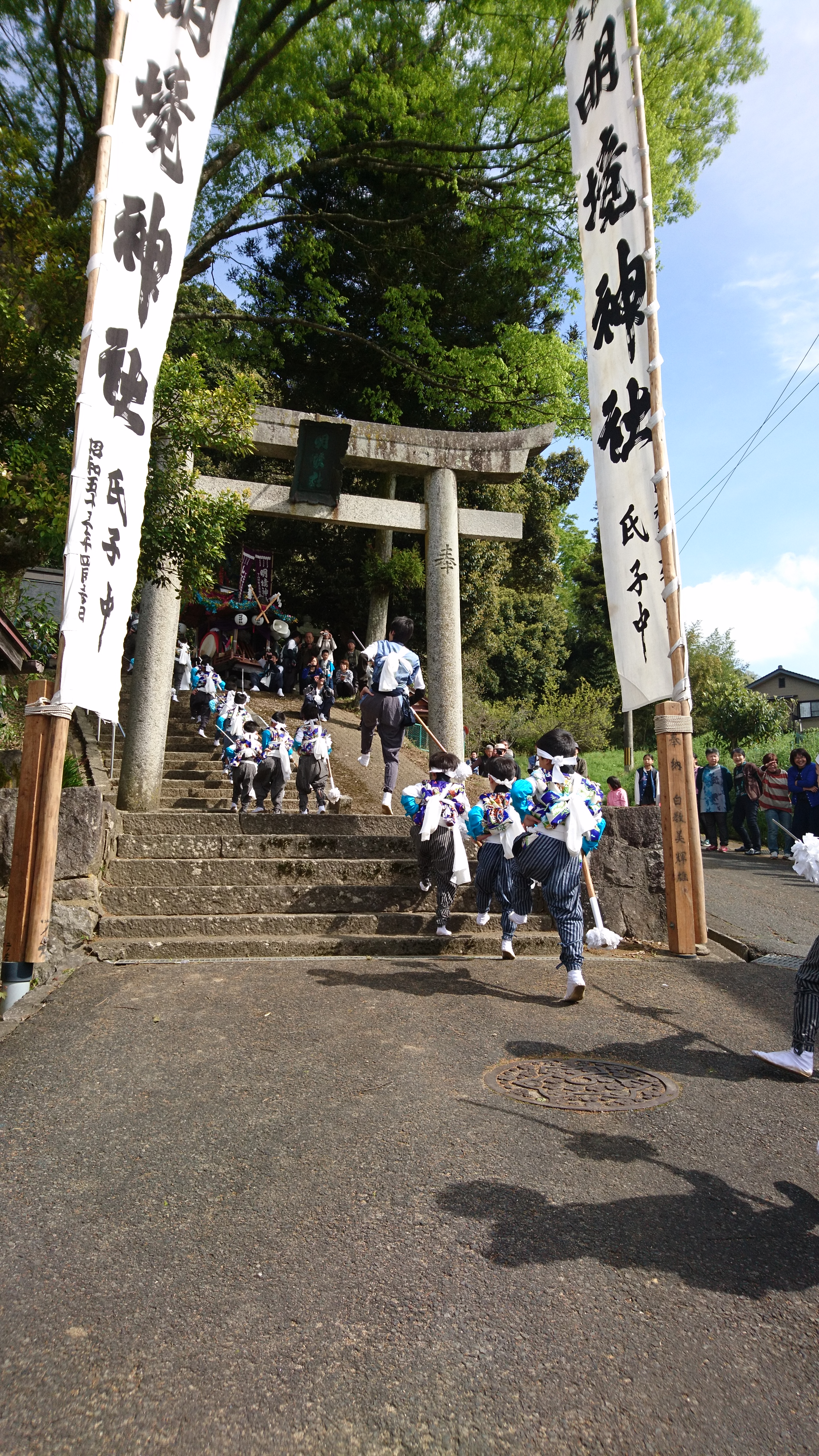
太刀振りの道振り（明境神社）

#### 上山田（かみやまだ）
苦無神社（くなし）と弥刀神社（みと）を氏神とする。2社に共通する伝説として、享保年間以前に苦無神社が所在した小字小宮付近の沼に、民を苦しめる大蛇が住み、少名彦命がこれを退治したところ、蛇体から刀剣が現れたので、これを弥刀神社に奉じたという。苦無神社の祭神は少名彦命、弥刀神社の祭神は水の戸を守りけがれを祓い清める神である速秋津日子命が祀られている。縁の深い神社であり、祭礼は2社合同で行う。
苦無神社の境内にはかつて狂言の舞台があったが、1927年（昭和2年）の北丹後地震で倒壊し、失われた。また、古くは「笹囃子」の芸能があり、昭和期の例祭では芸屋台や子どもの楽屋台とともに奉じられたと記録されるが、現在は行われていない。2019年（平成31年）時点で、これらの芸能は小ぶりな囃子太鼓の屋台「苦無山」と笛によって奏される「砂切（しゃんぎり）」に形を変え、奉納されている。加悦谷祭の奉納で「砂切」を行うのは、苦無神社氏子のみとなっている。
弥刀神社は山田城址の丘陵地の麓に鎮座する式内社である。祭礼行事には、古くは「笹囃子」があり、神楽、担い屋台などがあった。昭和期には太刀振りが主役になっており、小学3年生くらいの男児から、中高生、青年男子が振子となる。振子たちは例祭前には精進潔斎を行い、身を清めるために滝水に打たれて参加したとも記録される。
祭事の担当は以下の通り。
- 砂切「苦無山」 - 苦無神社氏子
- 太鼓屋台巡行
- 太刀振り「弥刀山」 - 弥刀神社氏子

 ウィキメディア・コモンズには、苦無神社（山田区）に関するカテゴリがあります。
 ウィキメディア・コモンズには、弥刀神社（山田区）に関するカテゴリがあります。

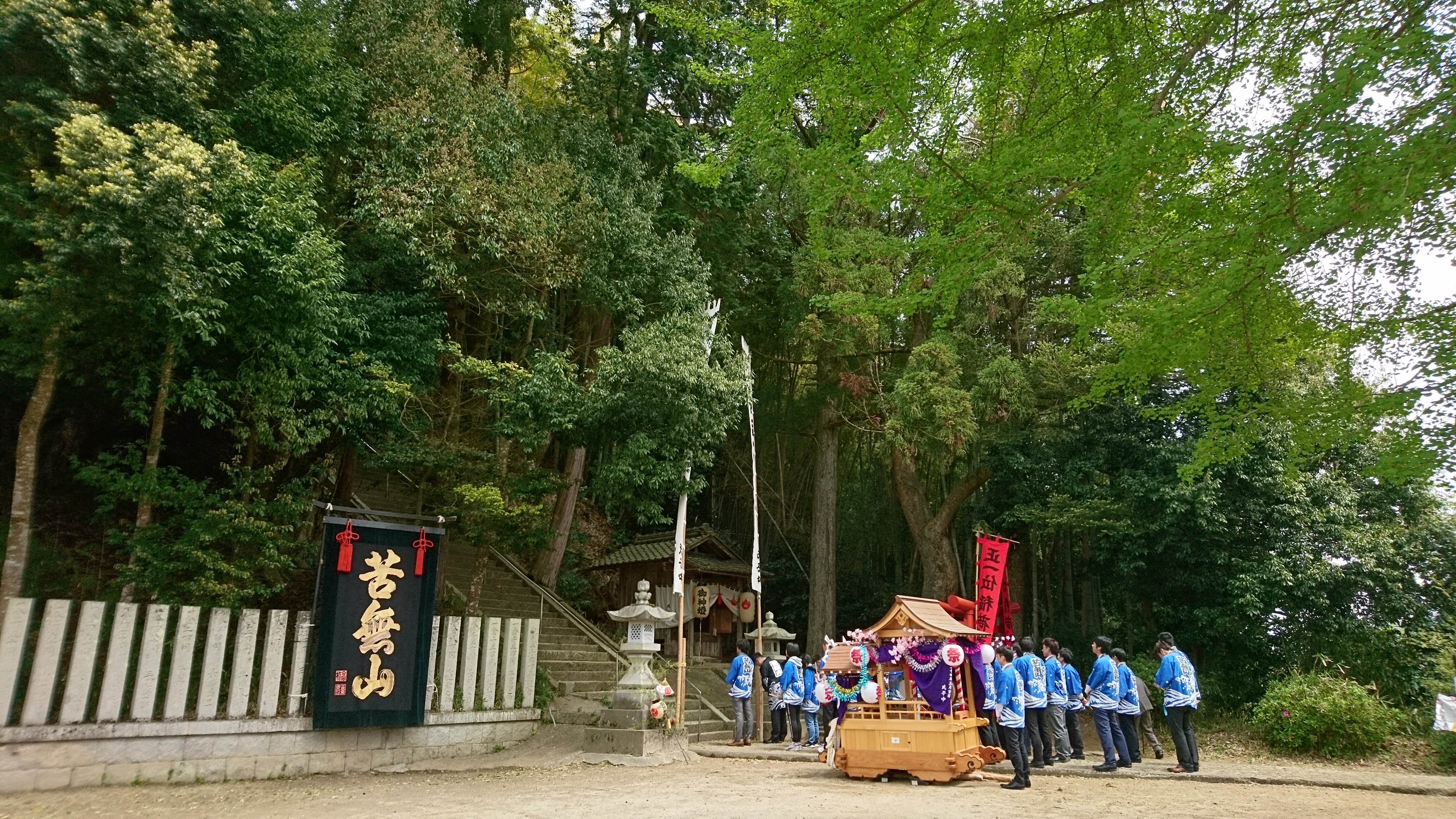
砂切の奉納（苦無神社）
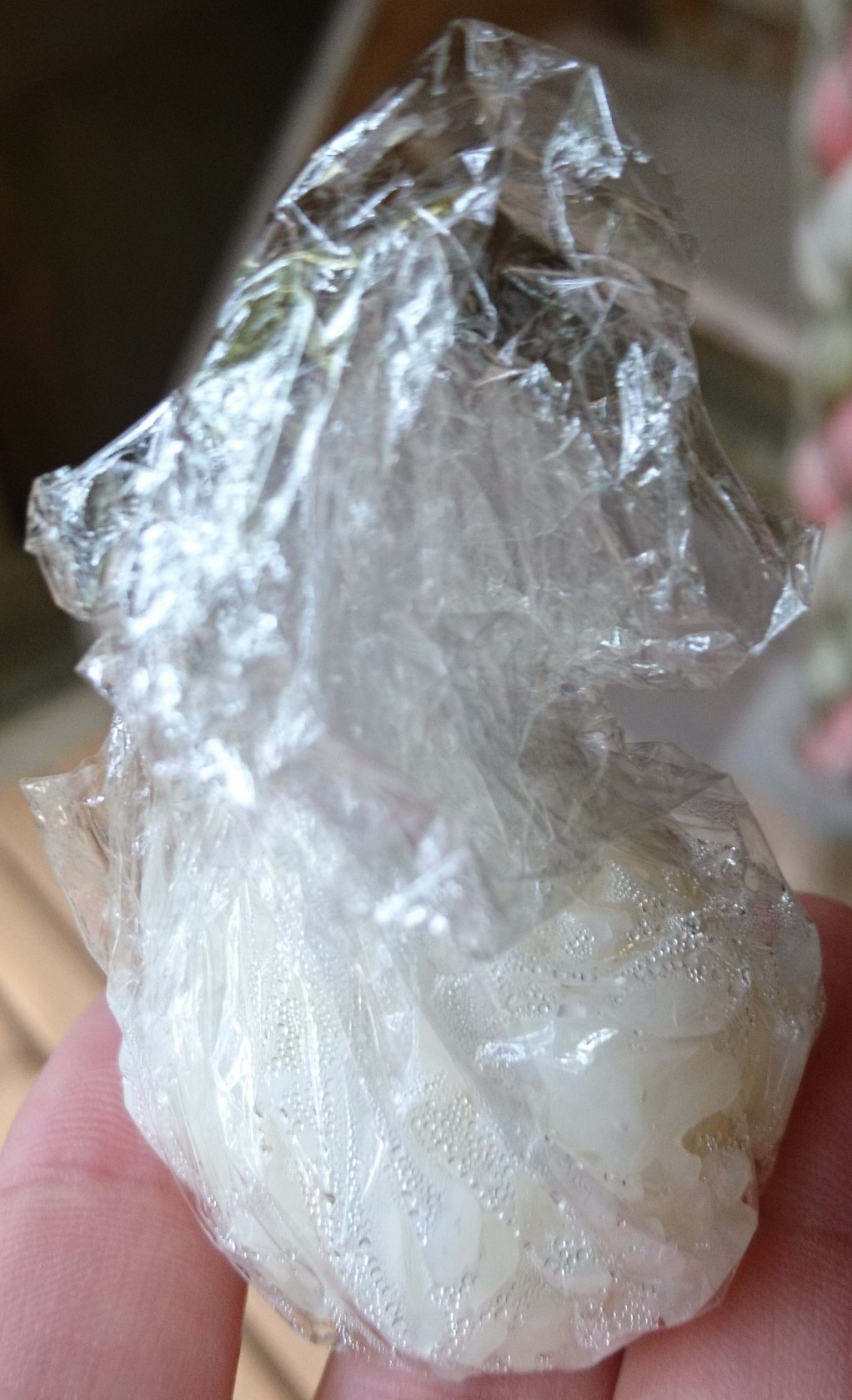
本宮で参拝者にまかれる「餅」。もち米を炊いて丸めたもの。
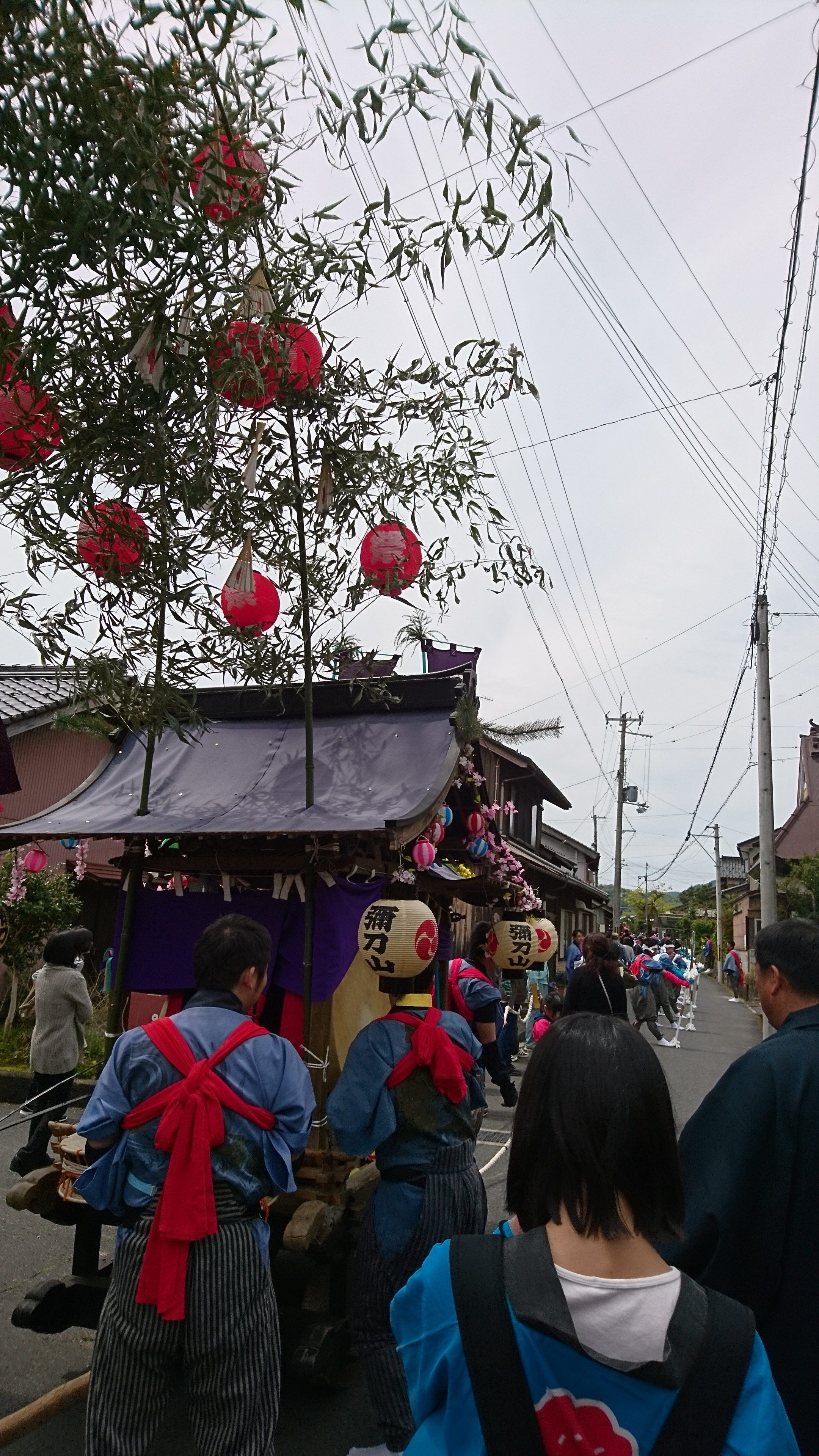
町内の巡行（弥刀神社氏子）
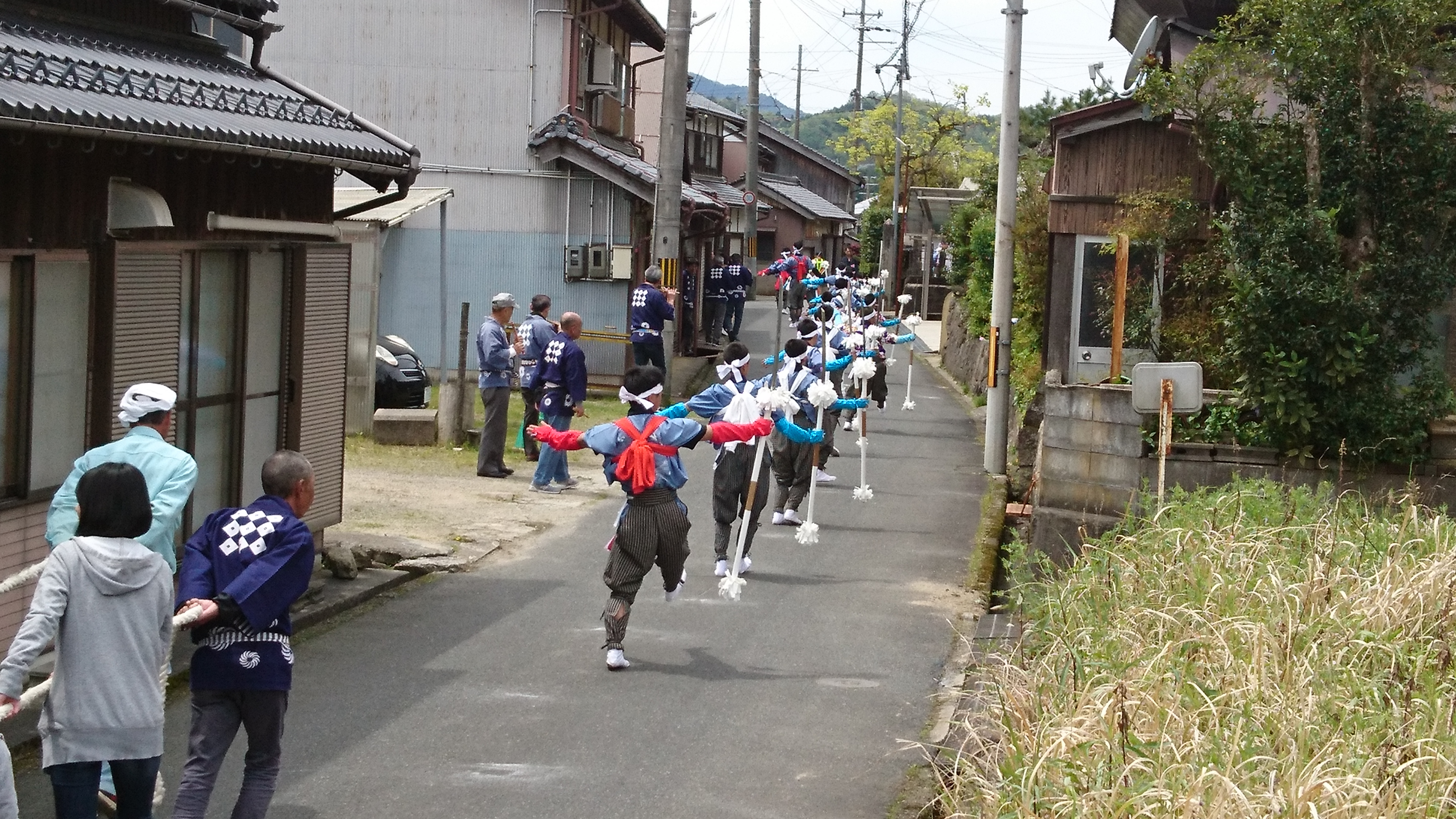
町内の巡行「道振り」
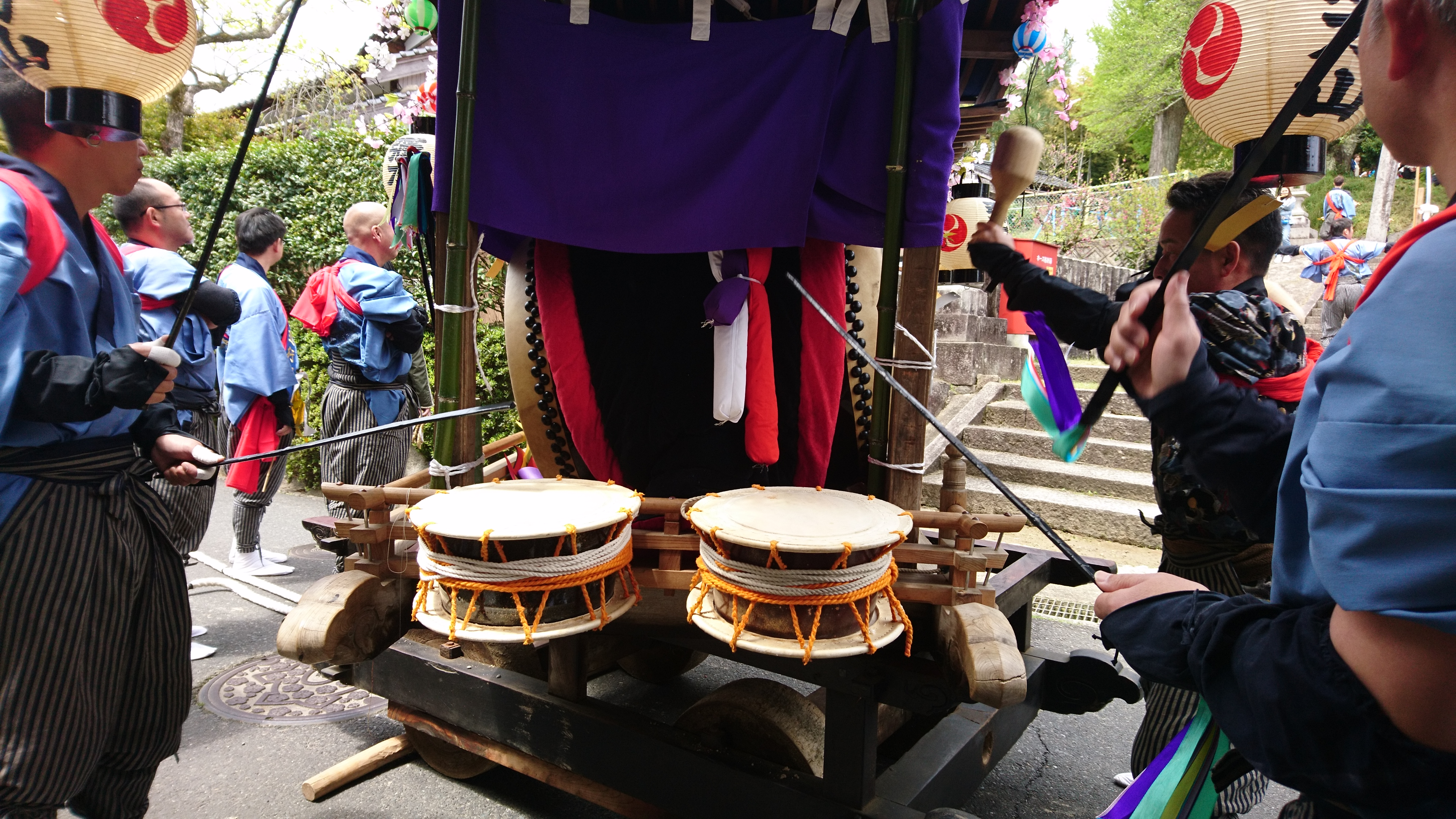
太刀振りの拍子をとる太鼓屋台

#### 山田の太刀振り

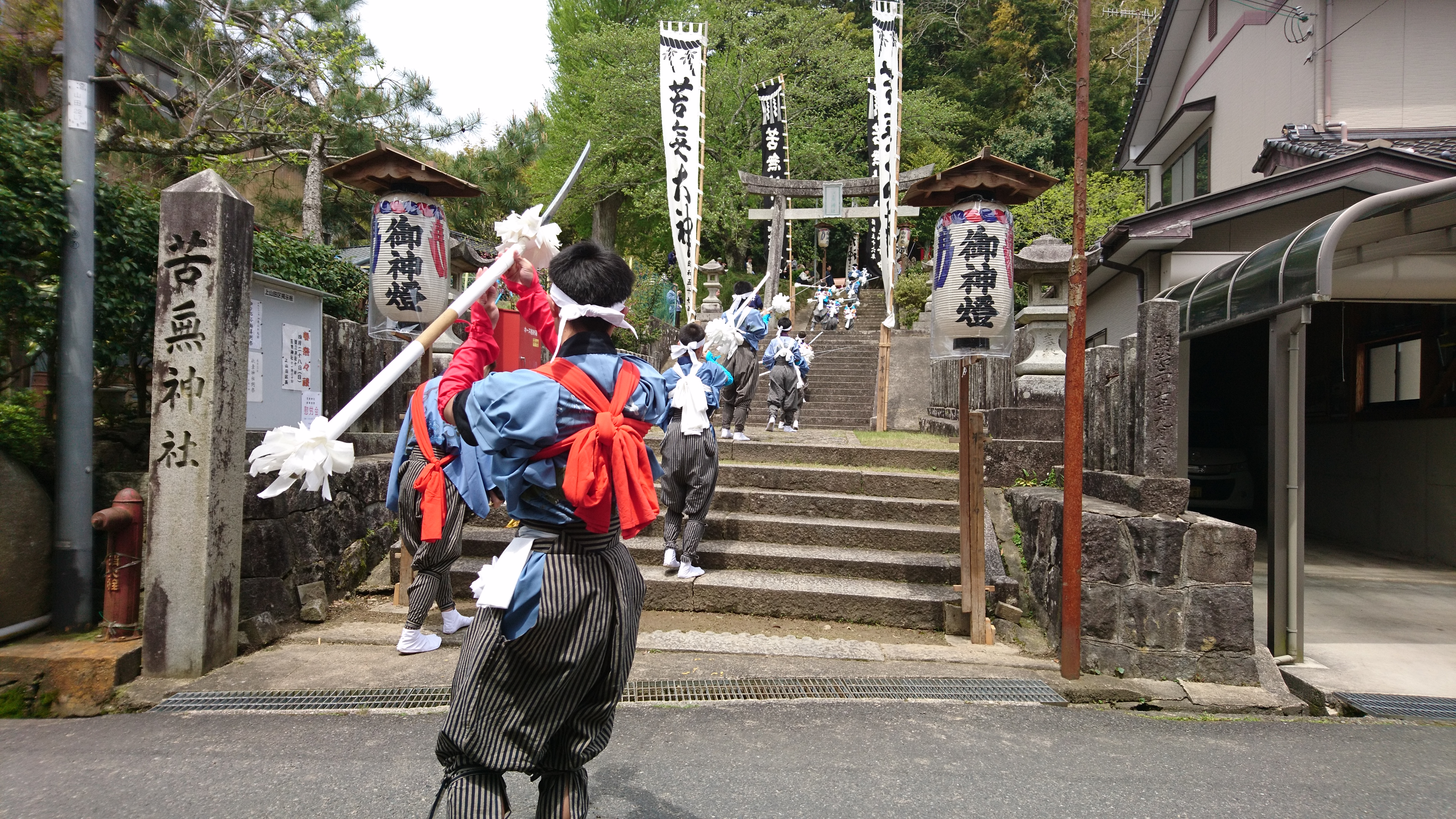
神社への参進（上山田地区）

太刀振りは、小聖神社、明境神社、弥刀神社、いずれも宮津市府中から伝えられた似通ったものが継承されており、昭和期以降、山田地区を代表する芸能とみなされている。上山田地区では大正天皇の即位を記念して、下山田地区では大正14年の国鉄宮津線丹後山田駅の開業を記念して導入された。
現在は加悦谷祭として春に行われるようになった例祭だが、本来の例祭日は秋で、上山田の苦無・彌刀神社が9月6日、下山田の小聖・明境神社が9月15日とされ、太刀振りもその際に奉納された。振り子は和服にたつつけ袴、手甲、脚絆、白襷、白鉢巻、白足袋のいでたちが伝統の服装であり、太刀は白紙の飾りとともに棒の先端に付ける。太鼓や笛の調子に合わせて太刀を振り、舞った。
例祭行事における太刀振りは、神社の境内で「初振り」をした後、氏子のすべての家々の前で「花振り」を行い、祭礼中は「道振り」を披露しながら神社へ参進する。境内では全員で太刀を振り、奉納した。

### 四辻（よっつじ）

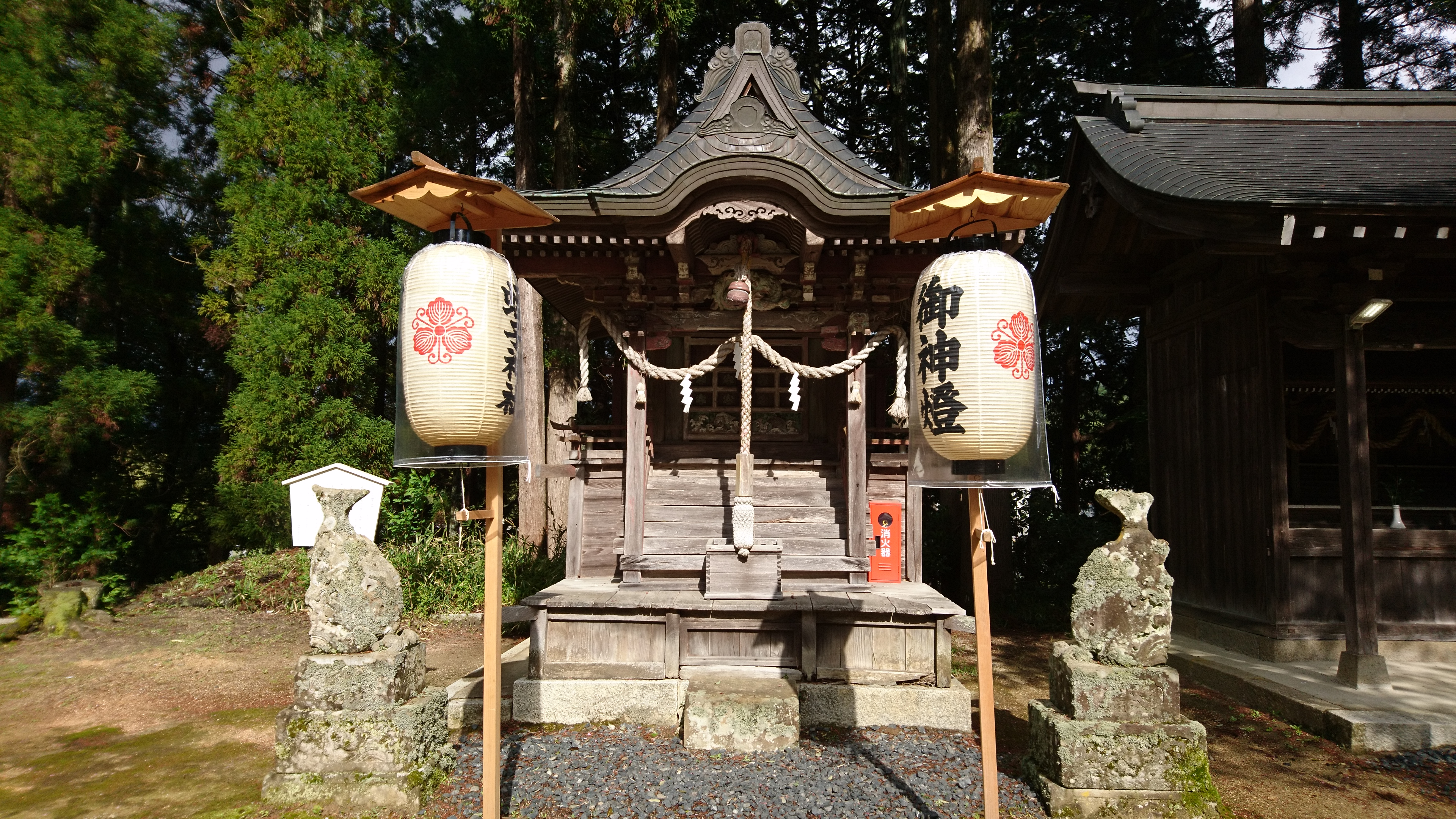
狛鯛に守られる「恵比須社」

八幡神社を氏神とする。八幡神社は、四辻の平野部に独立した丘陵地を境内とし、創建は明らかでないが、古い祠や、以前は式内社の矢田部神社が鎮座していたこともある丘とも口伝が残り、古来、地域住民の尊崇を集めた場所にある。本来の例祭日は9月15日で、天満神社にあわせて加悦谷祭に名を連ねるようになった現在も、同じ頃に秋の例祭を執り行う。
四辻地区の特色ある行事に、「作り物」がある。天保年間から近年まで、村や各町が創意工夫を凝らし、金物、瀬戸物、塗物、青物などの同一の素材で歌舞伎形あるいはその時代を風刺した様々な「作り物」を制作し、公開し、珍技が競われた。この行事は近郊から見物客を集め、地方名物として名を残した。八幡神社の境内末社・恵比須神社は、類例の少ない一間社隅木入春日造の本殿が町指定文化財（建造物）となっているが、この社の前には昭和期に寄進された珍しい一対の狛鯛がある。もともとはこの祭で披露された「作り物」の一種とみられる。
また、かつてはササが踊りがさかんに行われた。昭和中期には途絶えていたものの、有志者による雅楽部が創設され、祭礼時に吹奏される。
春の例祭である加悦谷祭では、宵宮の朝から神楽がカマド清めに町内各戸を巡るほか、午後から神楽や太鼓屋台が祭礼行列を行う。本宮午後の巡行には、さらに雅楽と稚児行列が加わる。稚児や雅楽が行列に加わるのは、加悦谷祭では八幡神社だけの風習である。本宮の巡行は、神楽に続いて神輿、囃子太鼓、弓や鉾を手にした役員が続き、雅楽、稚児行列、御幣や鈴等を持つ神官らに続き、最後が太鼓屋台となっている。祭礼に加わる者の衣装として神社定紋付黒着物があり、神社役員は袴を着用、天狗はたつけ姿である。道具に獅子頭、太鼓、笛、ササラ、剣、鈴、御幣などを捧げ持つ。
芸能ごとの行事内容は以下の通り。
- 神楽舞 - 宵宮の朝から各戸を巡り、カマド清め舞を納める。午後は所望舞を披露し、翌日の本宮では巡行に参列、祭礼で奉納する。
- 神輿（男女各1）渡御 - 宵宮午後、本宮午後に町内を巡行
- 太鼓屋台「八幡山」（2基） 巡行 - 宵宮午後、本宮午後に町内を巡行
- 雅楽 - 本宮巡行および祭礼で奉納する。
- 稚児行列 - 本宮巡行のみ参列する。

 ウィキメディア・コモンズには、八幡神社（四辻区）に関するカテゴリがあります。

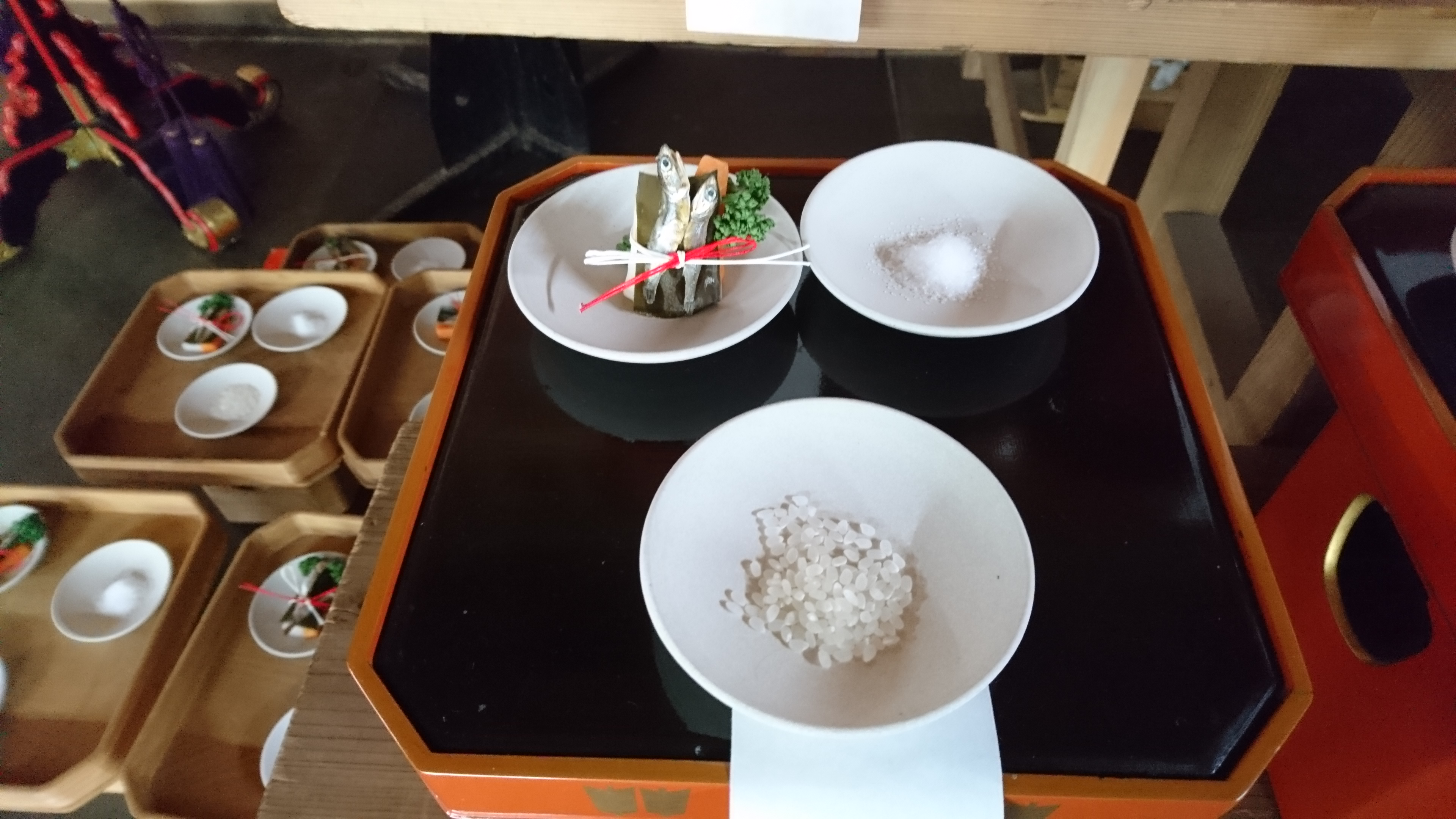
例祭の供物
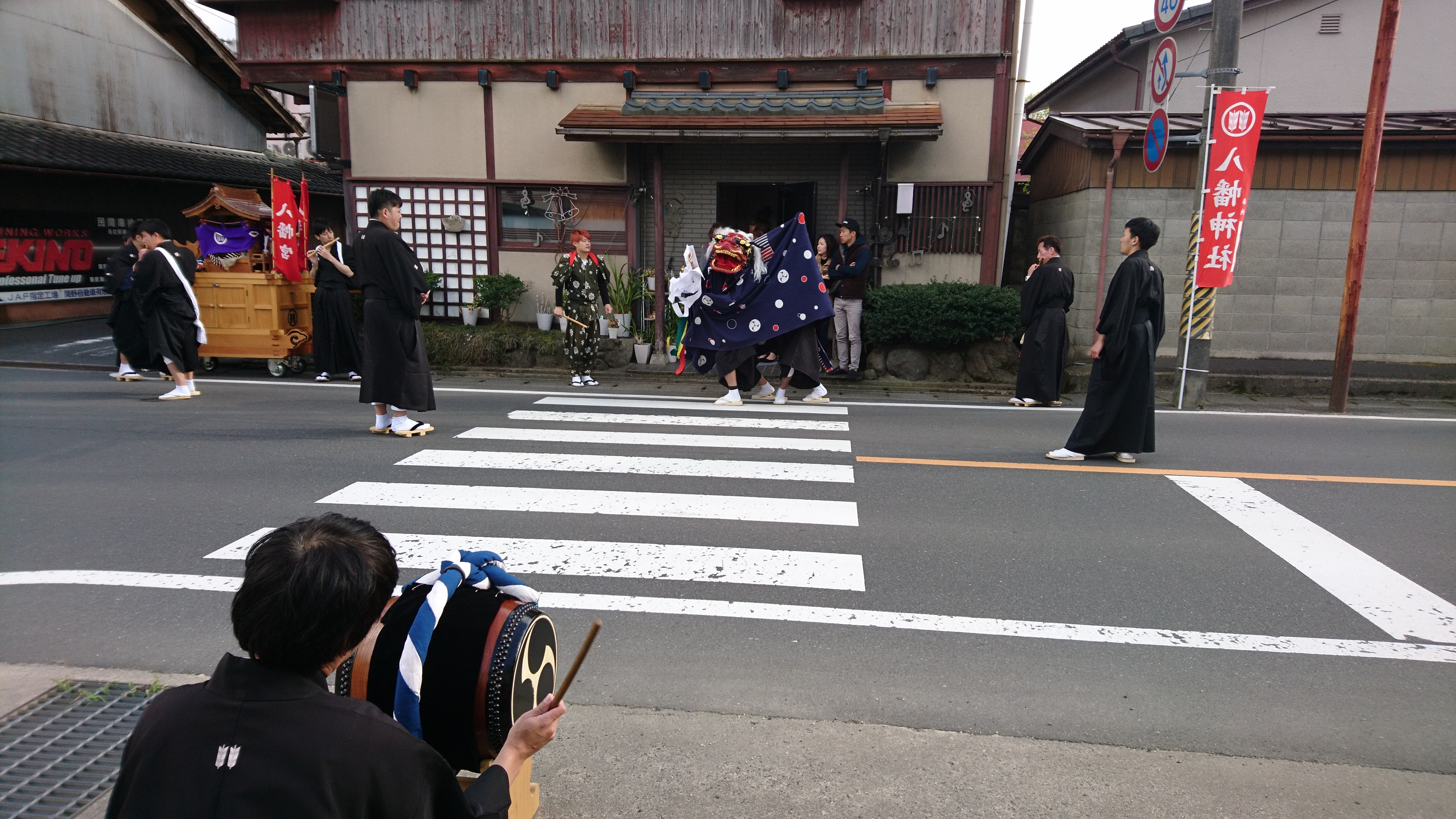
神楽の所望舞
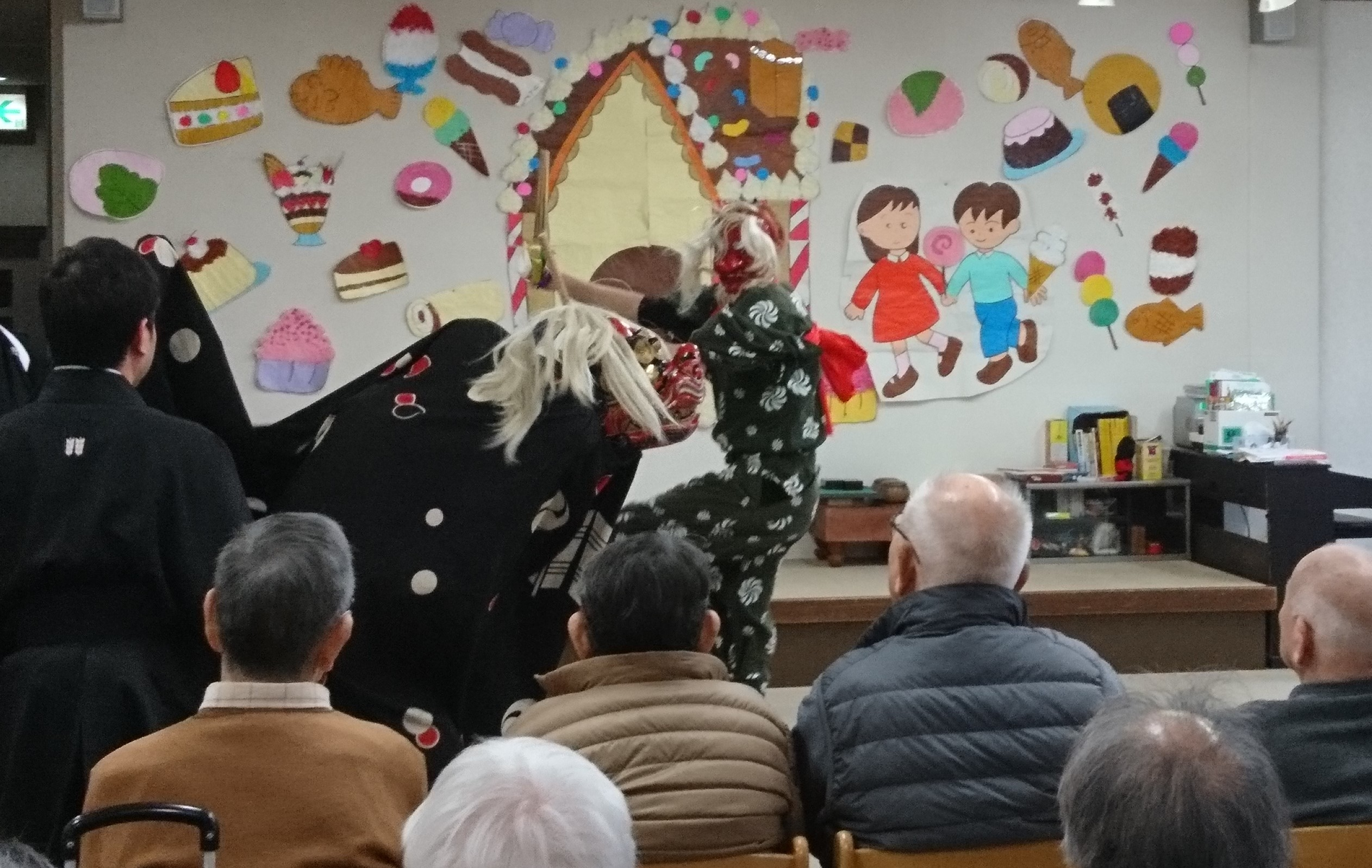
神楽舞（福祉施設にて）
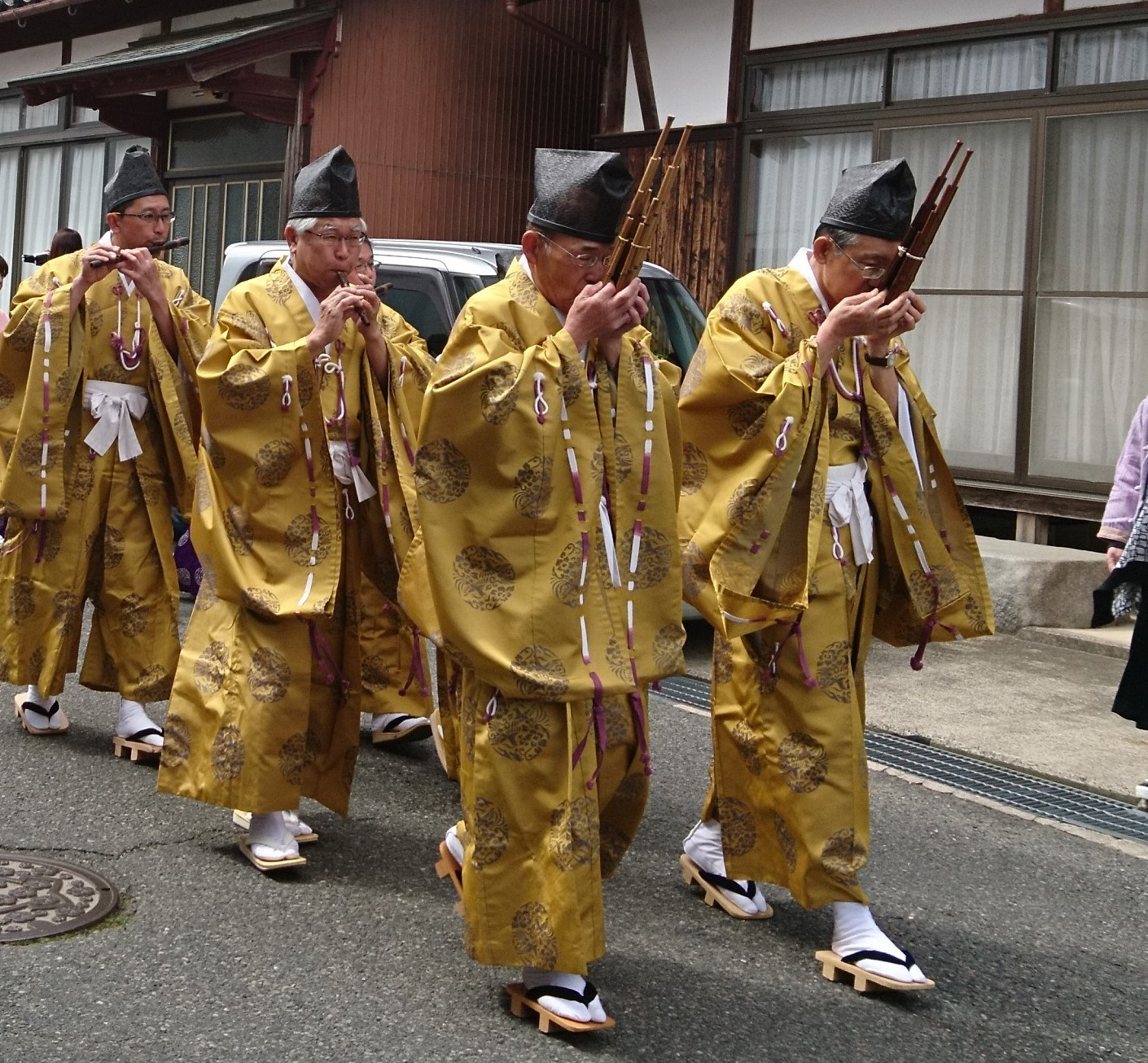
雅楽の巡行
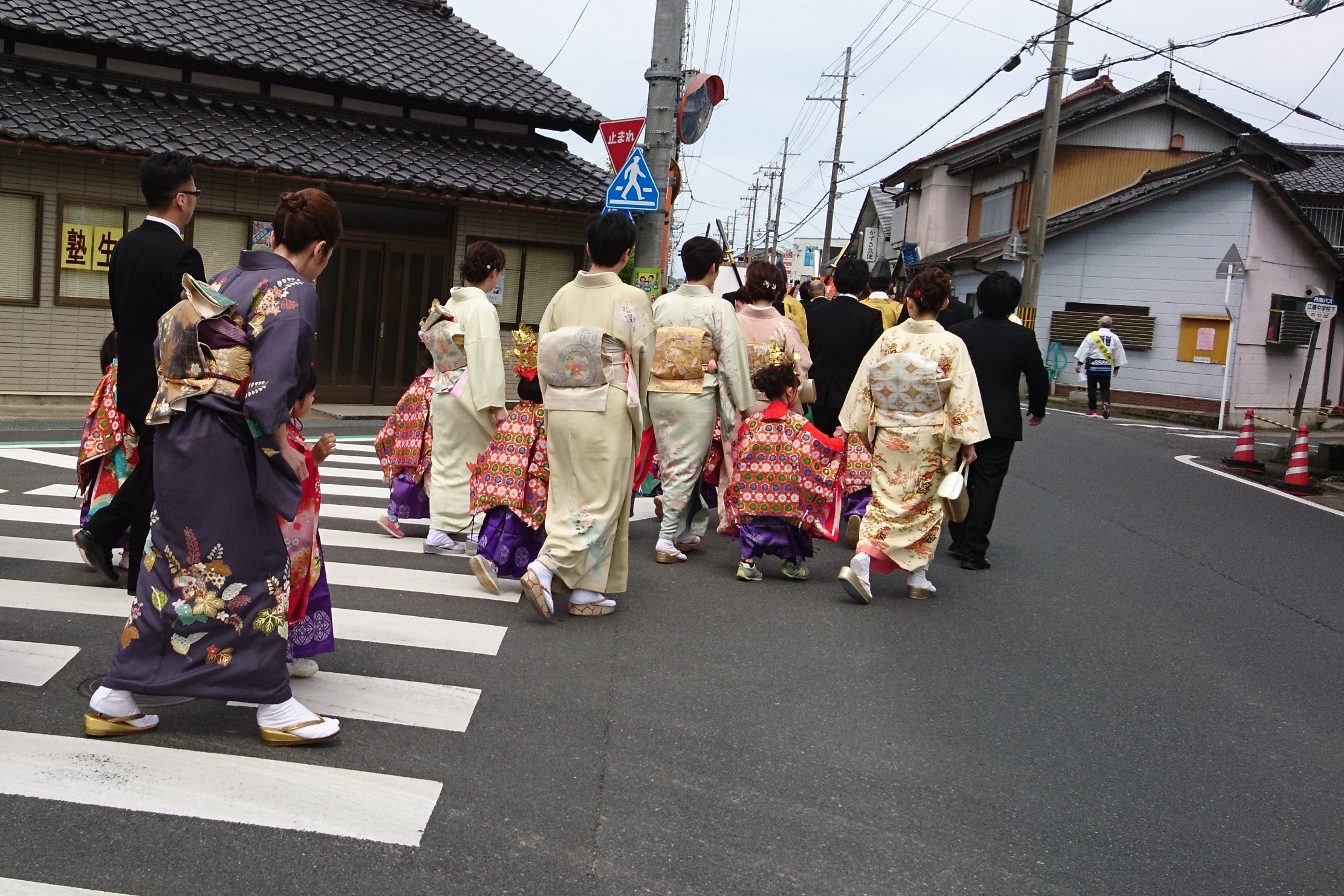
稚児行列
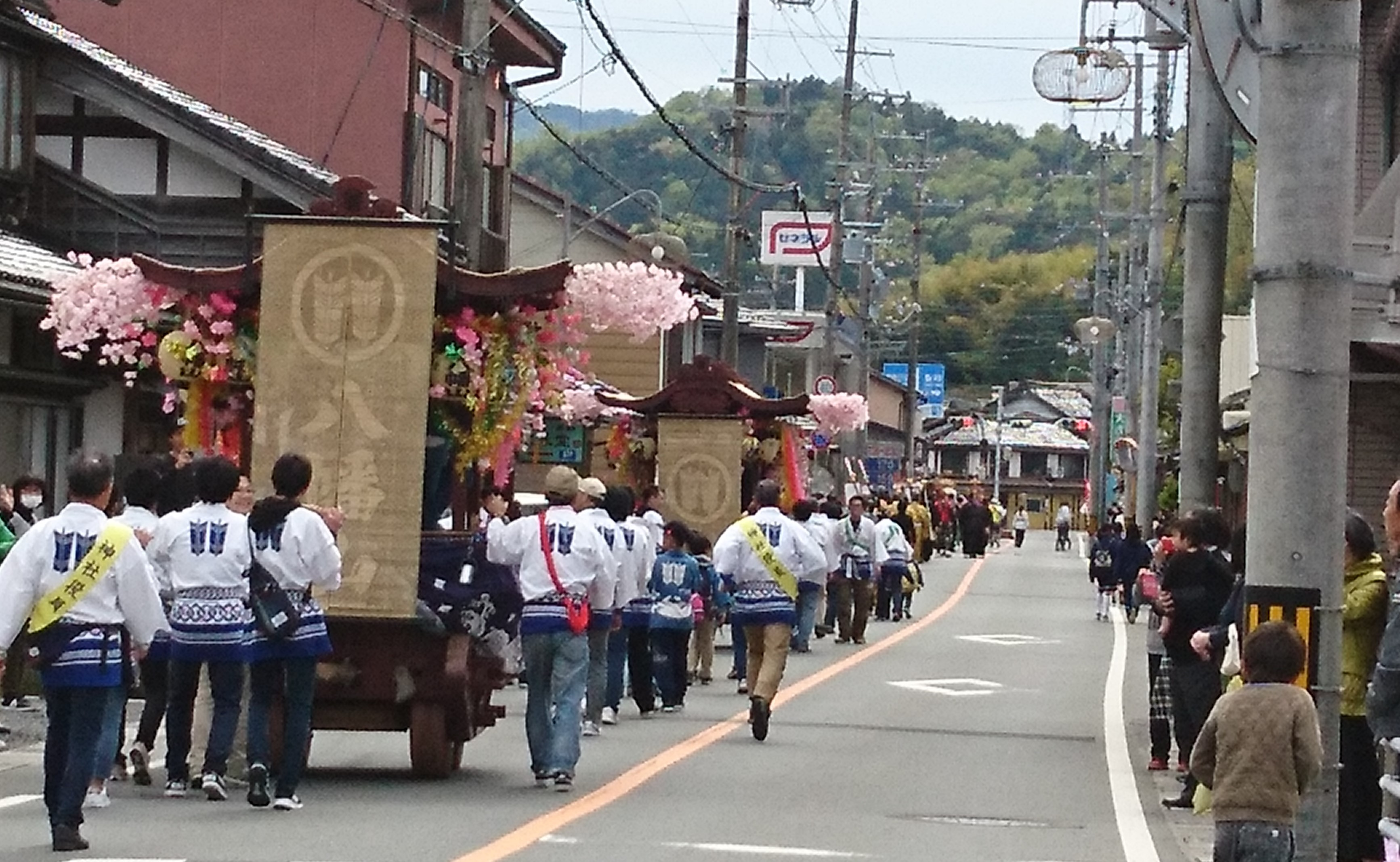
屋台巡行

### 幾地（いくじ）
深田神社を氏神とする。養蚕・穀物の神を祭神とし、稲米や麦などの穀類のほか、米の粉で蚕の繭の形を模したものを作り神前に供える独自の風習をもつ神社である。祭の余興として江戸時代から能狂言を行い、神楽による五穀豊穣の祈祷も行われた。昭和中期にはこれらの行事は廃れ、境内裏に神社が所有していた田地も荒地となった。しかし、神楽は1935年（昭和10年）を最後に長年途絶えていたものの、2011年（平成23年）に76年ぶりに復活され、現在に受け継がれる。
社は、もともとは加悦谷電報電話局付近の幾地村深田にあり、現在地に遷座した後も、神輿はそこまで渡御された。そのための休憩所が、途中の小字柳町に存在したが、この休憩所は道路工事のために1883年（明治16年）に撤去された。神輿の渡御は、昭和中期にはすでに現地区内の巡行のみに規模を縮小していたが、2017年（平成29年）に遷宮200年を記念し、以前に神社があったとされるその地まで順路を延ばした。
祭礼行事は、宵宮午前に神楽が「カマド清め舞」のため各家々を巡り、午後は所望舞を披露する。巡行は宵宮午後と本宮に行い、宮司、神社役員、神輿、子ども屋台の順に町内を巡行する。2019年（平成31年）時点の祭事の担当地区、団体は以下の通り。
- 神楽舞 - 幾神会
- 篝火 - 幾地芸能保存会
- 神楽渡御 - 深田神社例祭祭典委員会
- 太鼓屋台巡行 - 深田神社例祭祭典委員会

 ウィキメディア・コモンズには、深田神社（幾地区）に関するカテゴリがあります。

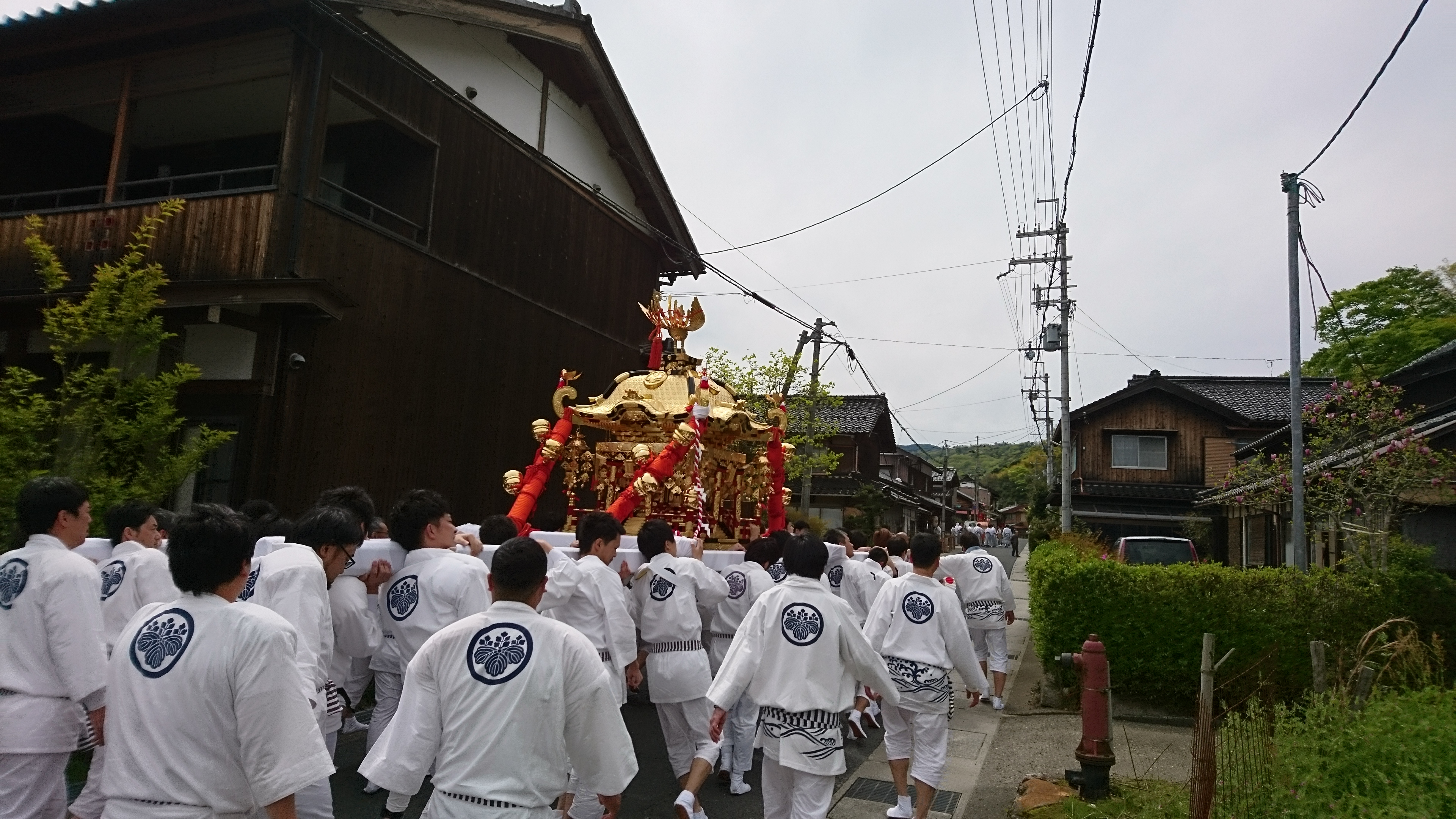
大人神輿の渡御
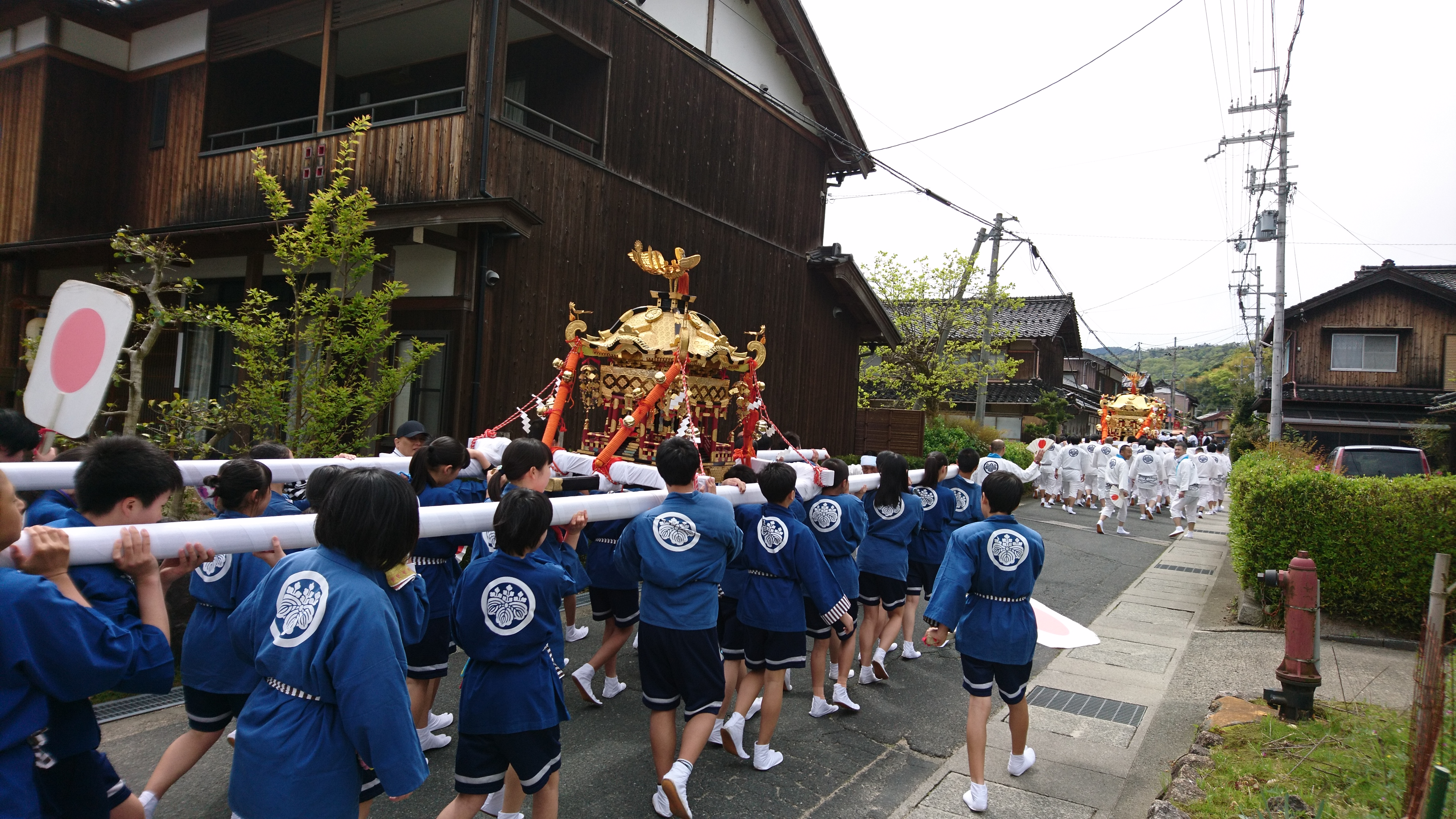
子ども神輿の渡御
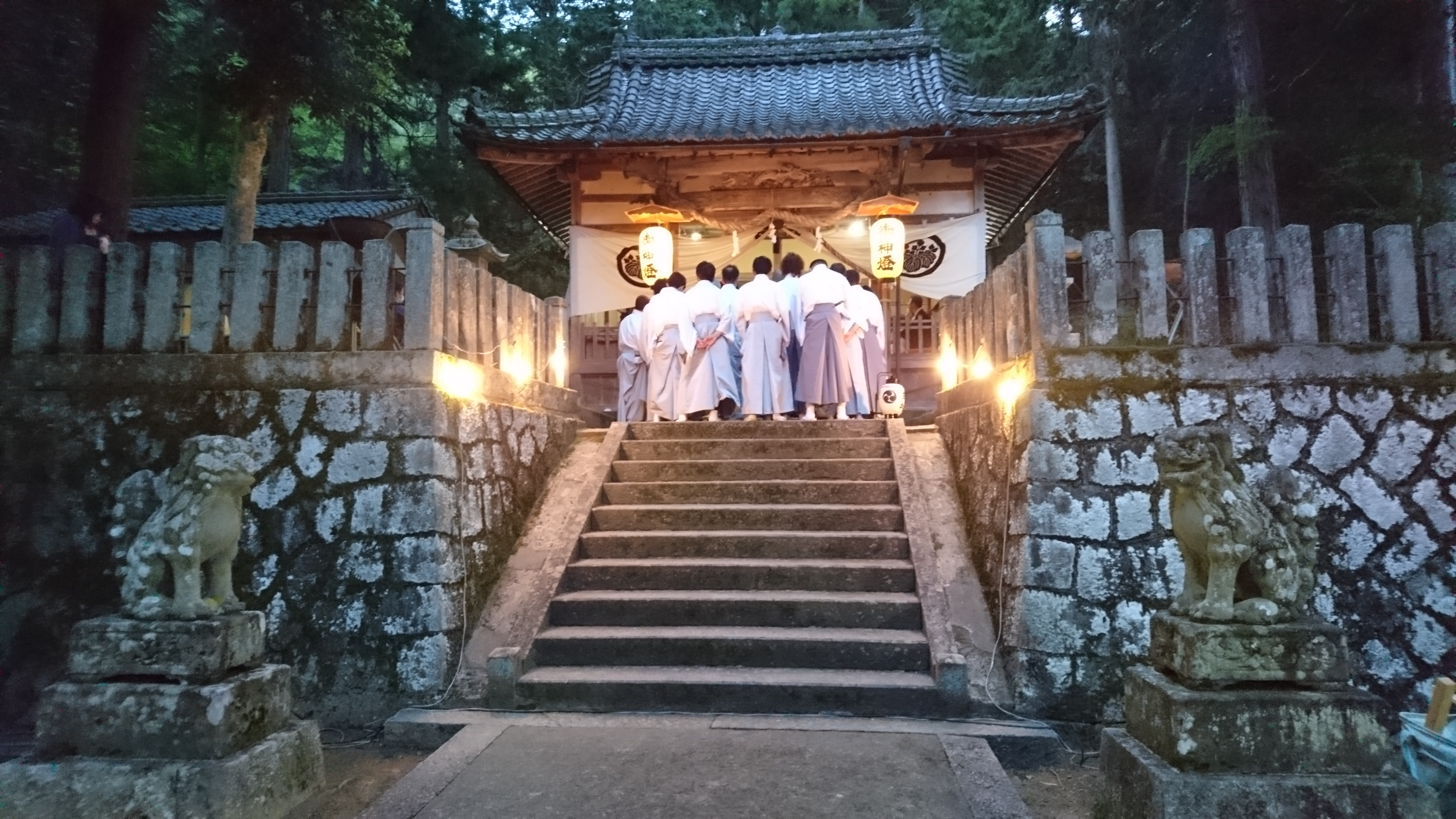
本宮最後の祭礼が行われている深田神社
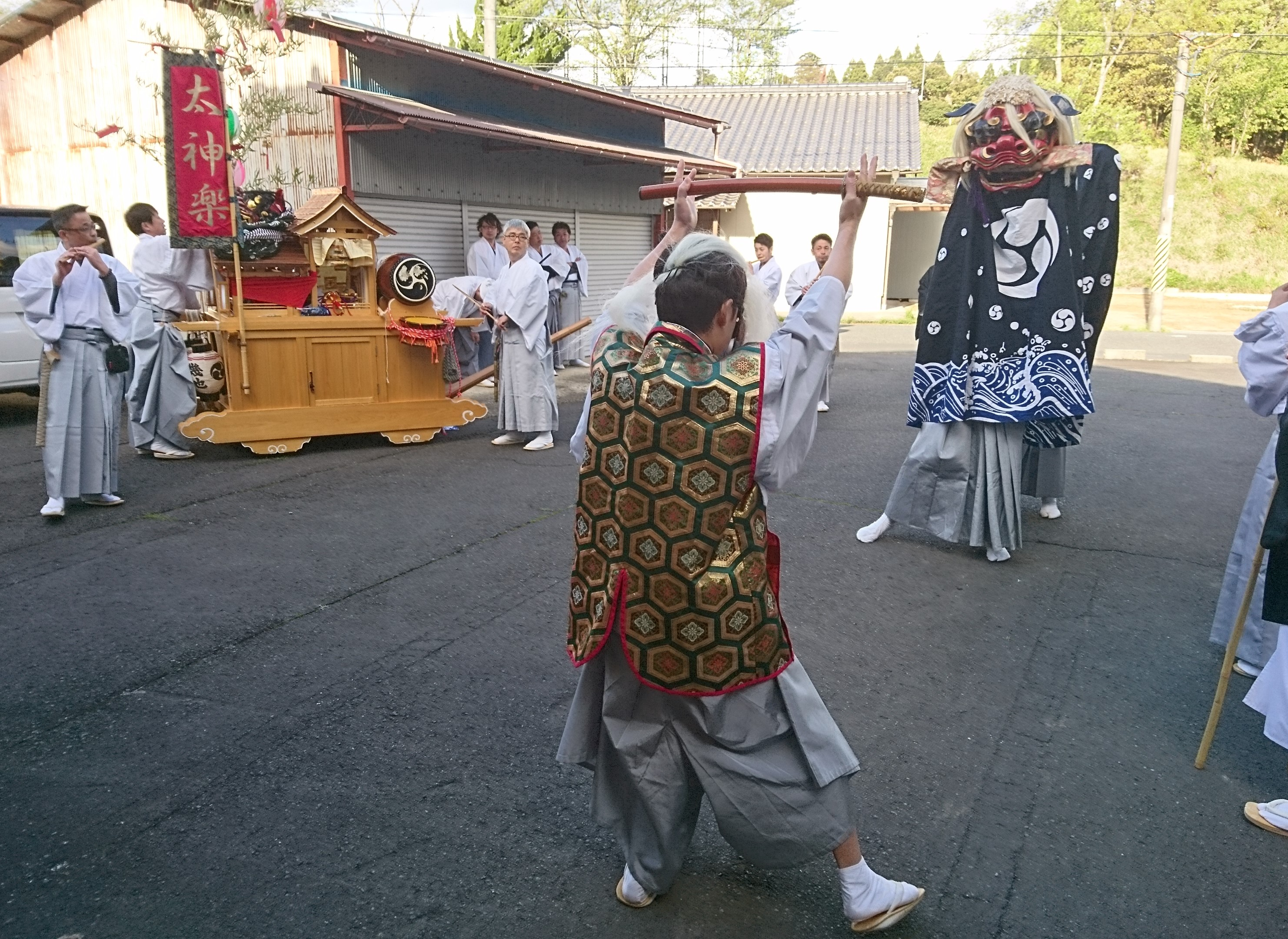
神楽舞
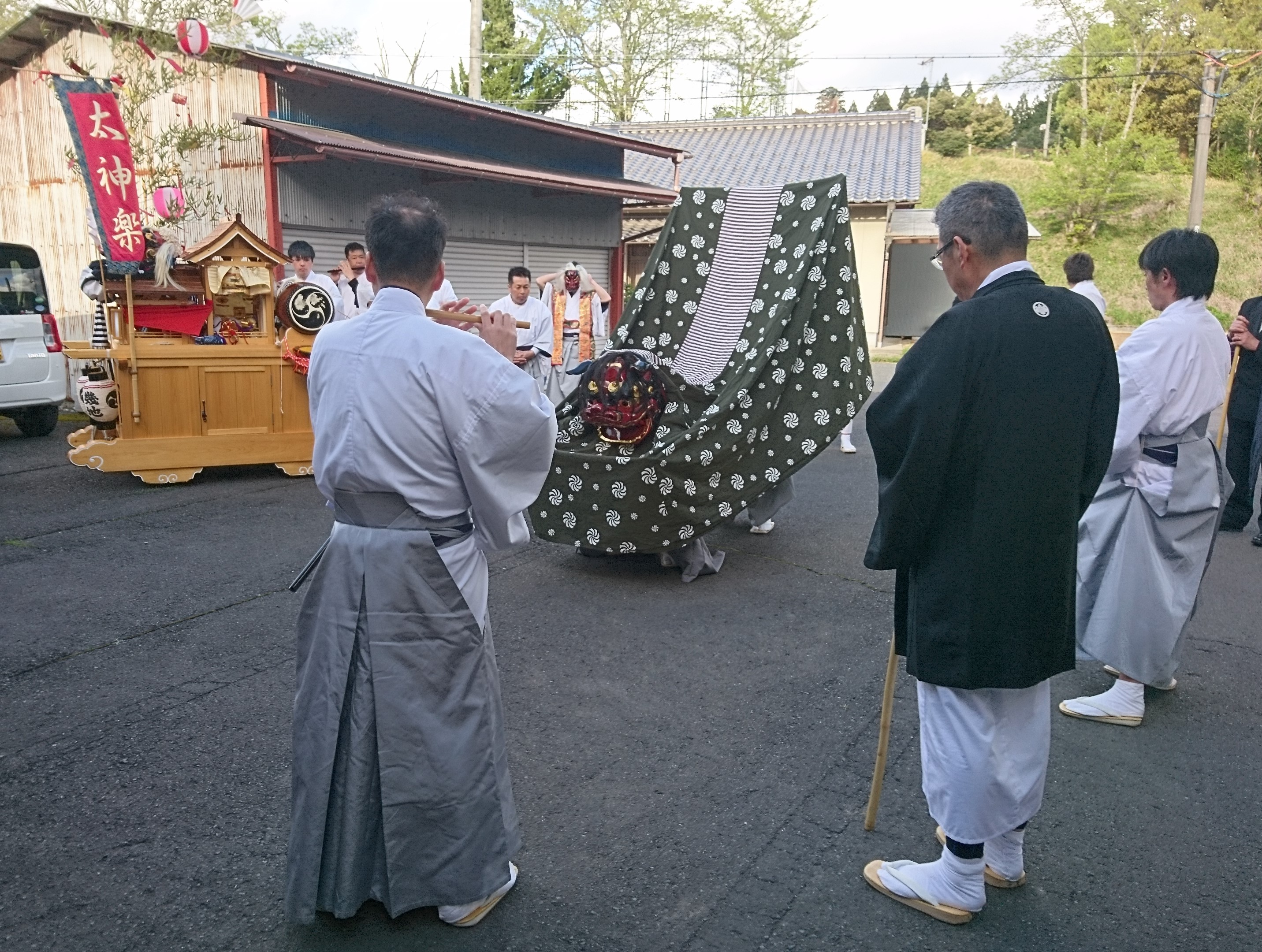
神楽舞

### 岩屋（いわや）
式内社の阿知江𡶌部神社（あちえいそべ）を氏神とする。かつては9月14日に行われた例祭は、現在は加悦谷祭に行われ、神楽と屋台4基が祭事の役割を担う。祭典の座席は、神主、区長、氏子総代4名、組長4名、各種団体代表の順と定められる。祭礼は宵宮午前中に「カマド清め舞」を行い、正午から屋台巡行を行う。本宮では、午後に西林地会館をスタートして区内を巡行し、阿知江𡶌部神社境内で神楽を奉納、もちまきを行う。夜、再び屋台が巡行する。本宮の夜に屋台巡行を行うのは加悦谷祭では当地域のみである。
祭事の担当地区、団体は以下の通り。
- 神楽舞 - 岩屋神楽組
- 太鼓屋台「𡶌部山」巡行 - 宮本組
- 太鼓屋台「𡶌部山」巡行 - 子安組
- 太鼓屋台「天神山」巡行 - 西林地組
- 太鼓屋台「愛宕山」巡行 - 奥地組

 ウィキメディア・コモンズには、阿知江𡶌部神社（岩屋区）に関するカテゴリがあります。

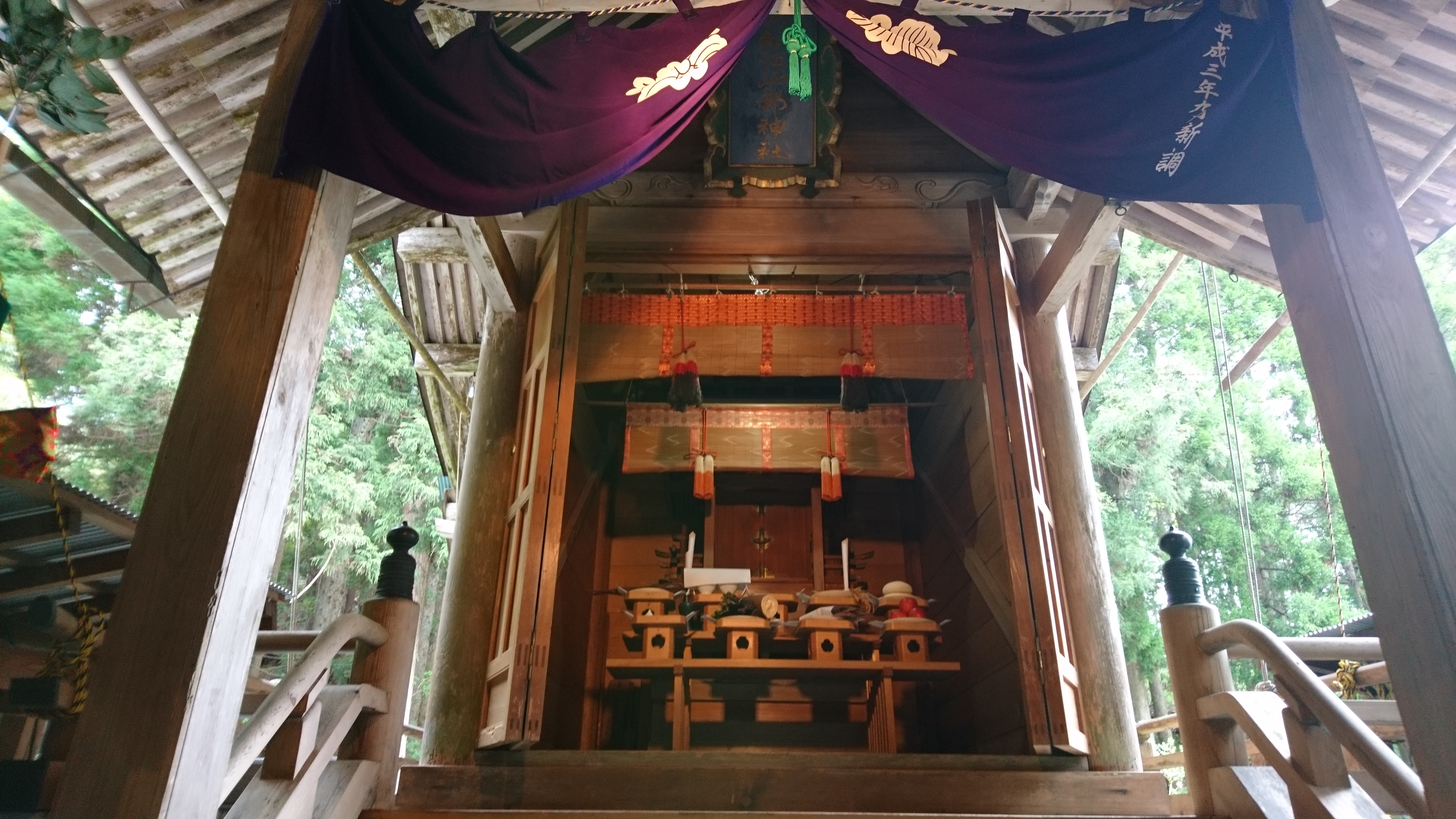
加悦谷祭当日の本殿
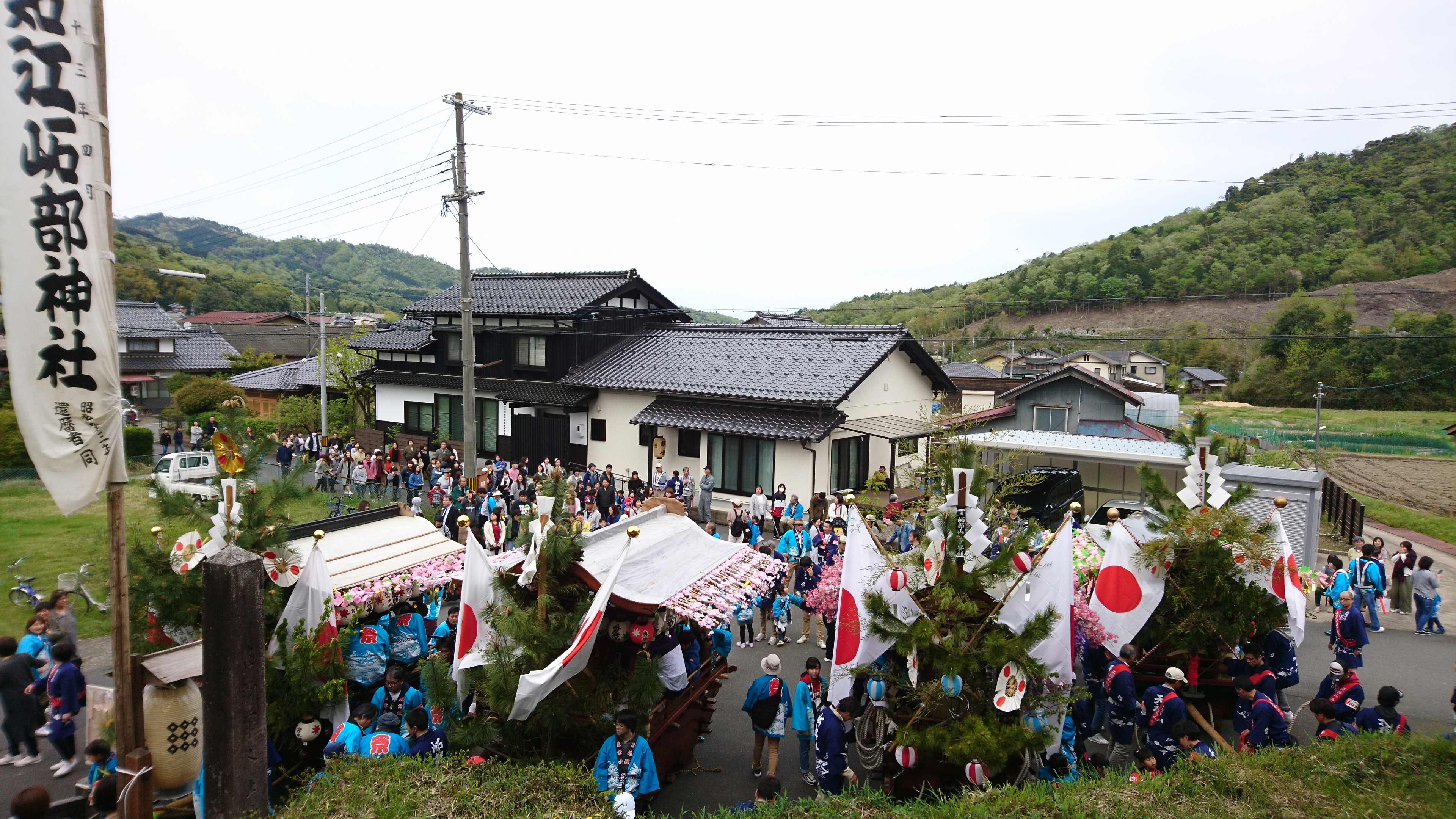
区内巡行を終え、神社下に集まった屋台
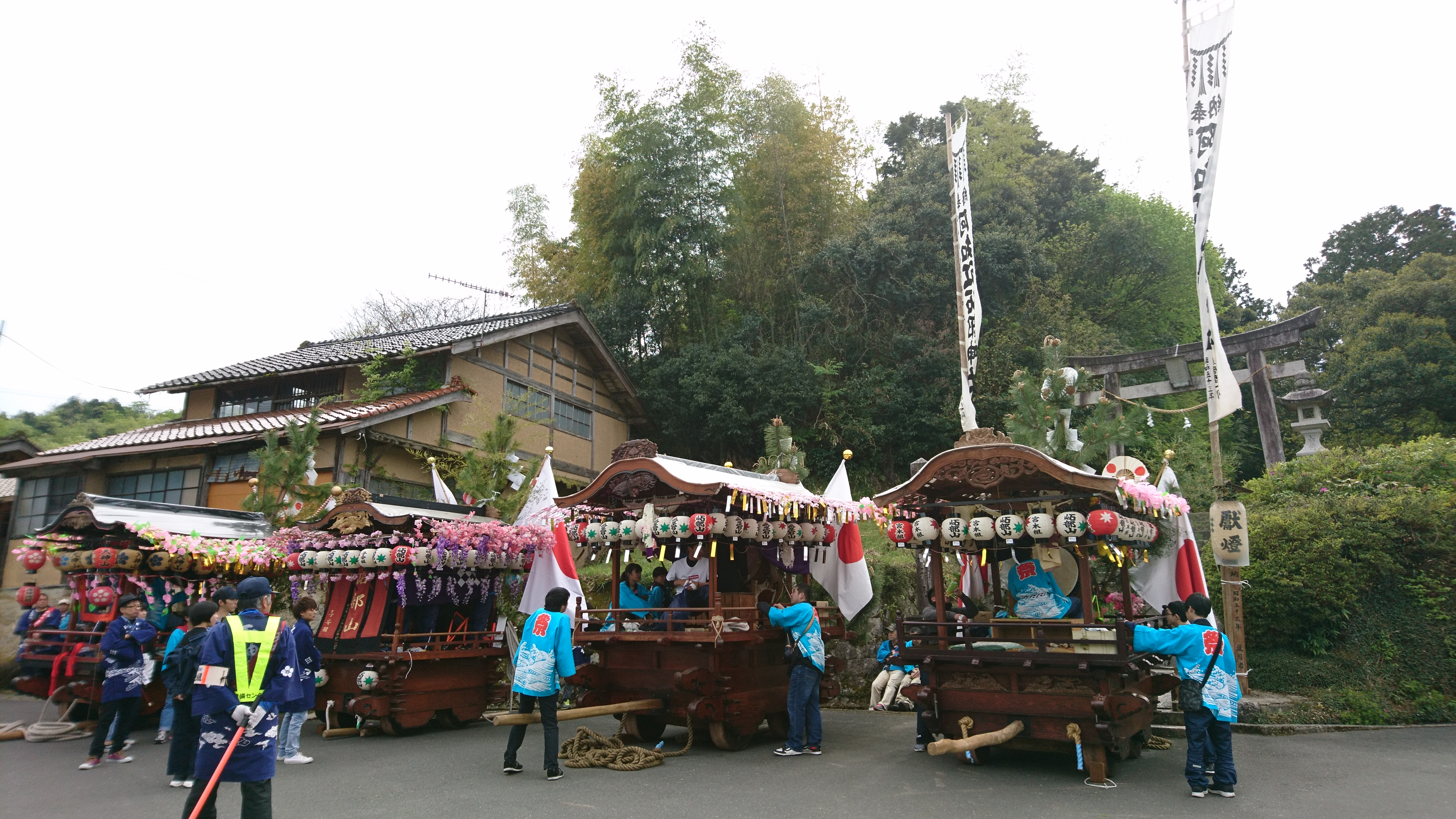
区内巡行を終え、神社下に集まった屋台
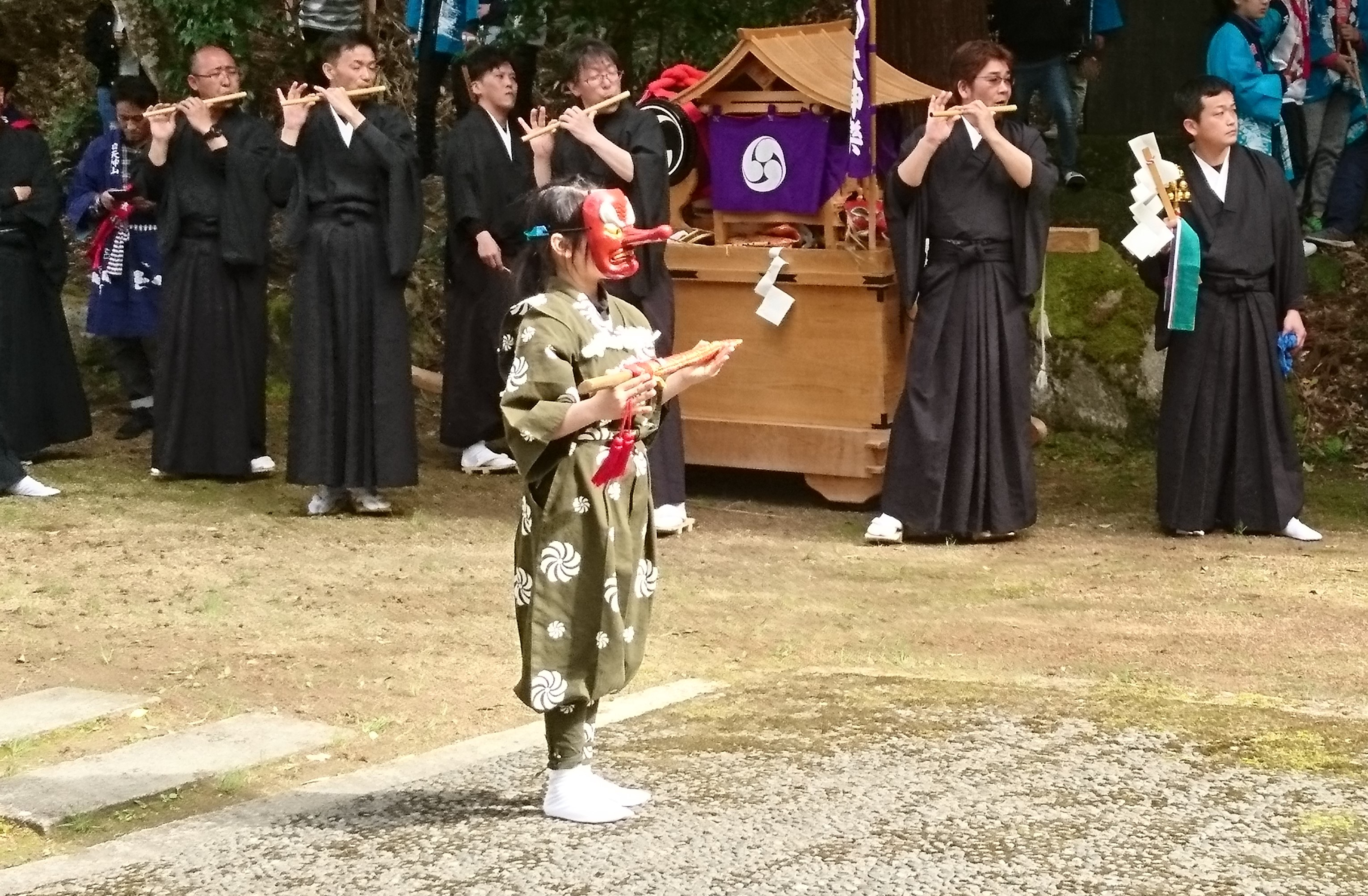
神楽の奉納
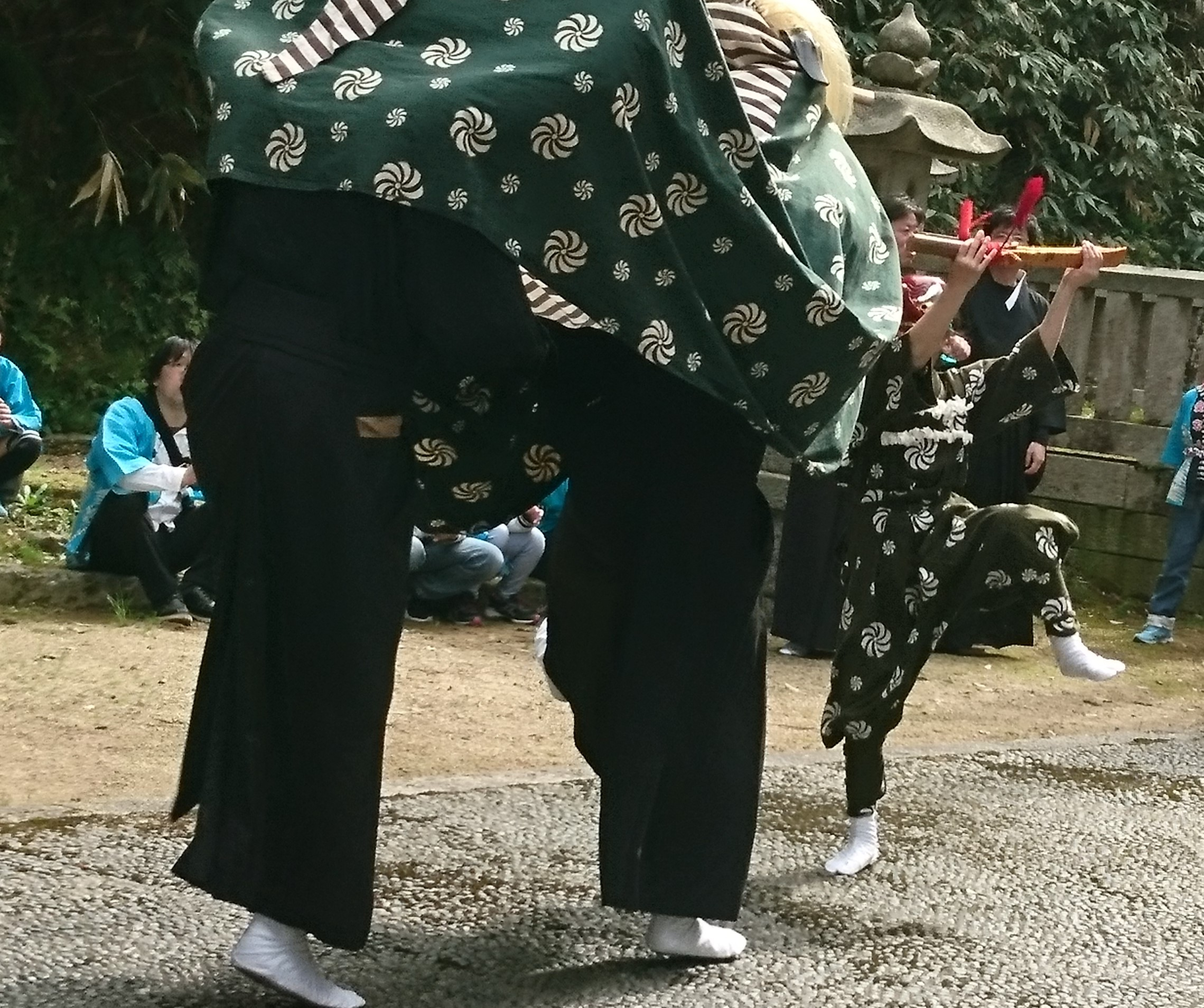
神楽の奉納

このほか、岩屋の祭事に関係する芸能として特徴的なものに、岩屋おどりがある。
阿知江𡶌部神社の祭神・長白羽命は、天照大神が天の岩戸に隠れた際に、麻を植えて和幣を織った神で、岩屋には古くから、この氏神と祖先に奉じる舞として岩屋おどりが伝えられる。糸繰り・整経・撚糸・絹糸に糊を付ける動作・織姫の憩い・織姫の招き等、機械化以前の機織りに関係する7種の動きが表現され、笛・太鼓・三味線・鉦にあわせて踊られた。1955年（昭和30年）に設立された岩屋おどり保存会が担い手となって継承し、夏の盆踊りで受け継がれる芸能となった。
岩屋おどり保存会は高齢化による担い手不足のため、2003年（平成15年）頃に解散した。その後の2016年（平成28年）1月、岩屋の伝統芸能存続のため、新たに岩屋おどり継承会が発足した。
岩屋おどりは、2018年（平成30年）5月、日本遺産「丹後ちりめん回廊」の構成文化財に追加認定された。